# Троцкий, Лев Давидович
Лев Дави́дович Тро́цкий (партийные псевдонимы: Перо, Антид Ото; имя при рождении — Лев Дави́дович Бронште́йн, имя по документам — Лев Дави́дович Седо́в; 26 октября  (7 ноября) 1879, Яновка, Херсонская губерния, Российская империя — 21 августа 1940, Койоакан, Мексика) — российский революционер, активный участник российского и международного социалистического и коммунистического движения, советский государственный, партийный и военно-политический деятель, основатель и идеолог троцкизма (одного из течений марксизма).
Родился в семье зажиточных землеарендаторов из числа еврейских колонистов неподалёку от села Яновки Елисаветградского уезда Херсонской губернии Российской империи (ныне село Береславка Кропивницкого района Кировоградской области Украины). В 1896 году увлёкся идеями марксизма, став членом революционного кружка в городе Николаеве. Через два года был арестован и сослан царскими властями в Восточную Сибирь. В 1902 году бежал из сибирской ссылки в столицу Великобритании — Лондон, где познакомился с Владимиром Лениным. За последующие 15 лет Троцкий был искровцем, меньшевиком, создателем Августовского блока, межрайонцем и большевиком в составе РСДРП(б) (с 1917 по 1927 год).
Во время революции 1905 года вернулся в Россию, став председателем Петросовета. Вскоре был вновь сослан в Сибирь и лишён всех гражданских прав, после чего он бежал за границу. Следующие 11 лет провёл в Австрии, Швейцарии, Франции, Испании и Соединённых Штатах Америки.
После Февральской революции 1917 года, свергнувшей монархический строй, Троцкий вернулся в Россию и вскоре вновь возглавил Петросовет. Стал одним из организаторов Октябрьской революции 1917 года и одним из создателей Красной армии. Являлся одним из основателей и идеологов Коминтерна, а также членом его Исполкома (с 1919 по 1927 год). В 1919—1926 годах был членом Политбюро ЦК ВКП(б), в 1917—1927 годах являлся членом ЦК и ВЦИК. В первом советском правительстве занимал пост наркома по иностранным делам, а затем (в 1918—1925 годах) возглавлял Народный комиссариат по военным и морским делам и был председателем Реввоенсовета РСФСР (затем СССР). С 1923 года — лидер внутрипартийной левой оппозиции («Новый курс») по отношению к политическому курсу Иосифа Сталина. В 1927 году был снят со всех постов; в 1928 году отправлен в ссылку; в 1929 году выслан за пределы СССР; в 1932 году лишён советского гражданства. Последние годы своей жизни провёл в Турции, Франции, Норвегии и Мексике.
После высылки из СССР — создатель и главный теоретик Четвёртого интернационала (1938). Автор работ по истории революционного движения в России («Наша революция», «Преданная революция»), создатель капитальных исторических трудов по революции 1917 года («История русской революции»), литературно-критических статей («Литература и революция») и автобиографии «Моя жизнь» (1930). Дважды женат, без расторжения первого брака. 20 августа 1940 года был смертельно ранен агентом НКВД Рамоном Меркадером в Койоакане (Мексика) и умер на следующий день.

## Детство и юность

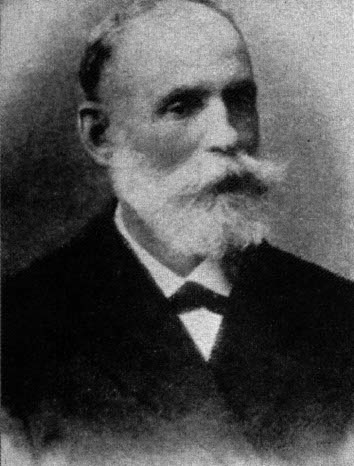
Давид Бронштейн — отец Льва Троцкого

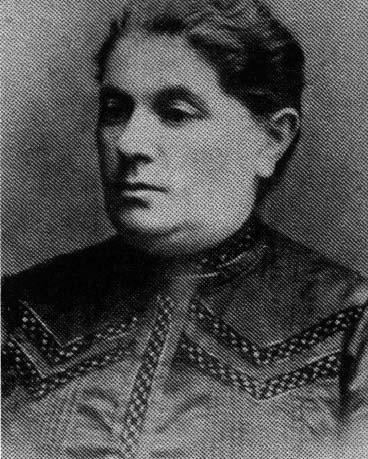
Анна Бронштейн — мать Льва Троцкого

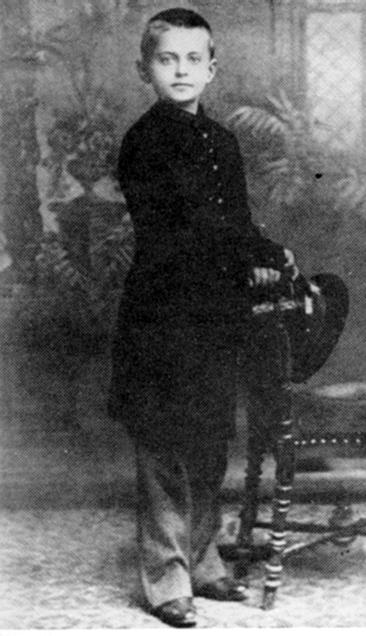
Лев Бронштейн в детстве, 1888 год

Лев Давидович Бронштейн родился 26 октября (7 ноября) 1879 года, став пятым ребёнком в семье Давида Леонтьевича (1847—1922) и Анны Львовны Бронштейн (урождённой Животовской; 1850—1910) — зажиточных землеарендаторов из числа еврейских колонистов земледельческого хутора неподалёку от села Яновки Елисаветградского уезда Херсонской губернии Российской империи (ныне село Береславка в Кетрисановской сельской общине Кропивницкого района Кировоградской области Украины). Родители происходили из Полтавской губернии. В своих мемуарах Троцкий пишет, что в детстве он разговаривал на суржике (смесь украинского и русского языков), а не на идише. Поэтому в детстве мальчика звали Лёва.
О своём детстве Лев Троцкий отзывается следующим образом: «Моё детство не было детством голода и холода. Ко времени моего рождения родительская семья уже знала достаток. Но это был суровый достаток людей, поднимающихся из нужды вверх и не желающих останавливаться на полдороге. Все мускулы были напряжены, все помыслы направлены на труд и накопление. В этом обиходе детям доставалось скромное место. Мы не знали нужды, но мы не знали и щедростей жизни, её ласк. Моё детство не представляется мне ни солнечной поляной, как у маленького меньшинства, ни мрачной пещерой голода, насилий и обид, как детство многих, как детство большинства. Это было сероватое детство в мелкобуржуазной семье, в деревне, в глухом углу, где природа широка, а нравы, взгляды, интересы скудны и узки».
По достижении школьного возраста принят в училище Святого Павла в Одессе, где учился с 1888 по 1895 год.
Среди его преподавателей был Антон Михайлович Гамов — отец знаменитого физика Георгия Антоновича Гамова.
В школьные годы жил в Покровском переулке, дом № 5 Лейба Тригера, кв. 1, в семье двоюродного брата своей матери — Моисея Липовича (Филипповича) Шпенцера (1860—1927) — в будущем председателя товарищества научного издательства «Матезис» и отца поэтессы Веры Инбер. Завершил школьное образование в городе Николаеве.

## Начало революционной деятельности, первая ссылка и эмиграция

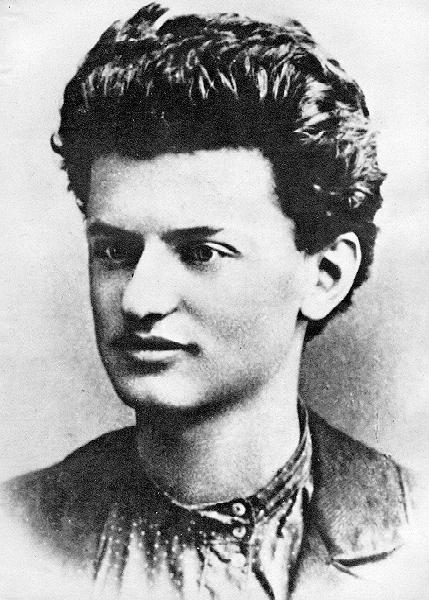
Лев Бронштейн в 1897 году

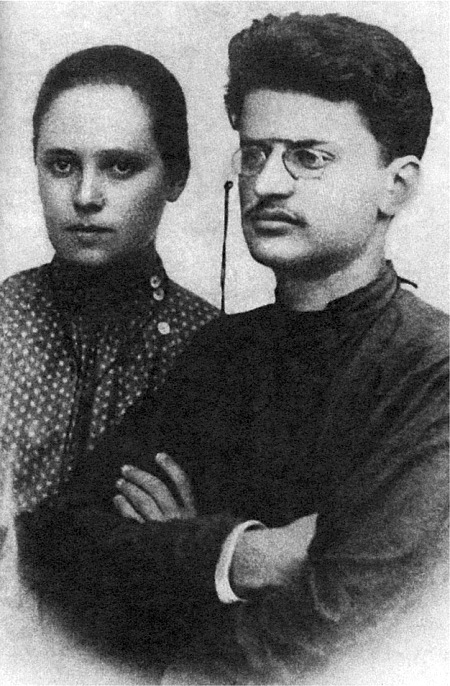
Лев Троцкий и его первая жена Александра Соколовская

В 1896 году в Николаеве Лев Бронштейн (в будущем — Троцкий) участвовал в революционном кружке и вёл пропаганду среди местных рабочих. В 1897 году он принимал участие в основании Южно-русского рабочего союза, а 28 января 1898 года — был впервые арестован царскими властями. В одесской тюрьме Бронштейн провёл два года, которые стали первой серьёзной проверкой его революционной решимости. Бронштейн в первое время пребывания в тюрьме впал в депрессию, его даже посещали мысли о суициде. Но вскоре тревожность отступила, Бронштейн привык к тюремным порядкам, а 10 октября 1899 года в Одесском суде был вынесен «сравнительно мягкий» приговор по делу Южно-Русского рабочего союза: четверо главных обвиняемых (Бронштейн, Александра Соколовская и два её брата) подлежали ссылке в Восточную Сибирь (Иркутскую губернию) на четыре года, а остальные подсудимые «отделались» двухгодичной ссылкой (Шолом Абрамов (Григорий Абрамович) Зив и Шмуйл Берков Гуревич) или даже просто высылкой из Николаева под гласный надзор полиции.

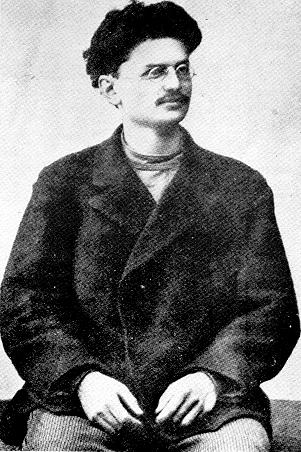
Троцкий во время ссылки в Сибири, 1900 год

Период с 1900 по 1902 год Бронштейн провёл в Иркутской губернии; находясь в заключении и в ссылке, он вступил в брак с Соколовской и активно занимался как самообразованием (включая знакомство с работами классиков марксизма), так и журналистской деятельностью: под псевдонимом «Антид Ото» сотрудничал с газетой «Восточное обозрение», редакция которой опубликовала три десятка его статей и очерков, «тепло» принятых публикой. Перемещаясь между сёлами Усть-Кут, Нижне-Илимское и городом Верхоленском, Бронштейн вступил в контакт со многими бывшими и будущими революционными деятелями — включая М. Урицкого и Ф. Дзержинского.

### Первая эмиграция

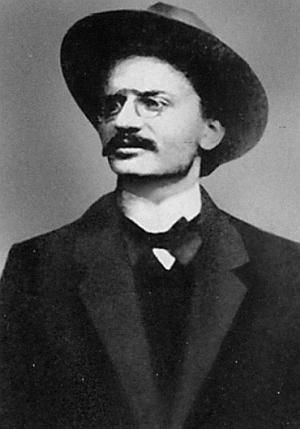
Лев Троцкий в Лондоне, конец 1902 года

Работы Бронштейна, опубликованные и в Европе — а также его публичные выступления в Иркутске — привлекли к молодому революционеру внимание руководителей РСДРП: осенью 1902 года ему был устроен побег из Сибири. В Иркутске местные марксисты передали ему подлинный бланк паспорта, куда он сам вписал фамилию «Троцкий» (по имени старшего надзирателя одесской тюрьмы). Сделал остановку в Самаре, где встретился с руководителем «искровского центра» Глебом Кржижановским. Посетил по поручению последнего Харьков, Полтаву и Киев, где без успеха пытался установить связь с местными социал-демократами или же создать соответствующие организации. Близ Каменец-Подольского с помощью контрабандистов перешёл венгерскую границу и поездом отправился в Вену. Далее прибыл в Цюрих, где установил тёплые отношения с Павлом Аксельродом. В конце осени добрался до Лондона, где произошла его первая встреча с Владимиром Лениным, недавно опубликовавшим свою книгу «Что делать?». Исследователи считали, что пребывание в Сибири и контакты с местными революционерами имели большое значение для формирования политических взглядов будущего наркома — для «его партийного самоопределения».
Решающее влияние на меня оказали два этюда Антонио Лабриола о материалистическом понимании истории. Только после этой книги я перешёл к Бельтову (псевдоним Плеханова) и „Капиталу“.
Прибыв в Лондон к Ленину, Троцкий стал постоянным сотрудником газеты, выступал с рефератами на собраниях эмигрантов и быстро приобрёл известность. Как вспоминал сам Троцкий: «Приехал я в Лондон большим провинциалом, и притом во всех смыслах. Не только за границей, но и в Петербурге я до того никогда не бывал. В Москве, как и в Киеве, жил только в пересыльной тюрьме». А. В. Луначарский о молодом Троцком писал:
…Заграничную публику Троцкий поразил своим красноречием, значительным для молодого человека образованием и апломбом. …Очень серьёзно к нему не относились по его молодости, но все решительно признавали за ним выдающийся ораторский талант и, конечно, чувствовали, что это не цыплёнок, а орлёнок».
Неразрешимые конфликты в редакции «Искры» между «стариками» (Г. В. Плехановым, П. Б. Аксельродом, В. И. Засулич) и «молодыми» (В. И. Лениным, Ю. О. Мартовым и А. Н. Потресовым) побудили Ленина предложить Троцкого в качестве седьмого члена редколлегии; однако, поддержанный всеми членами редколлегии, Троцкий был в ультимативной форме забаллотирован Плехановым[прояснить].
На II съезде РСДРП летом 1903 года Троцкий так горячо поддерживал Ленина, что Д. Рязанов окрестил его «ленинской дубинкой». Однако предложенный Лениным новый состав редколлегии — Плеханов, Ленин, Мартов, с исключением из неё Аксельрода и Засулич, побудил Троцкого перейти на сторону обиженного меньшинства и критически отнестись к организационным планам Ленина.
В 1903 году в Париже Троцкий женился на Наталье Седовой (этот брак не был зарегистрирован, так как Троцкий никогда не разводился с А. Л. Соколовской).
В августе 1903 года Троцкий посетил, в качестве корреспондента «Искры», состоявшийся в Базеле под председательством Теодора Герцля VI Сионистский конгресс. По мнению Троцкого, этот съезд продемонстрировал «полное разложение сионизма», кроме того, в своей статье Троцкий ехидно высмеял Герцля лично.
В 1904 году, когда между большевиками и меньшевиками обнаружились серьёзные политические разногласия, Троцкий отошёл от меньшевиков и сблизился с А. Л. Парвусом, который увлёк его теорией «перманентной революции». Вместе с тем, как и Парвус, выступал за объединение партии на внефракционных позициях, полагая (в книге «Наши политические задачи»), что надвигающаяся революция сгладит многие противоречия.

#### «Наши политические задачи»

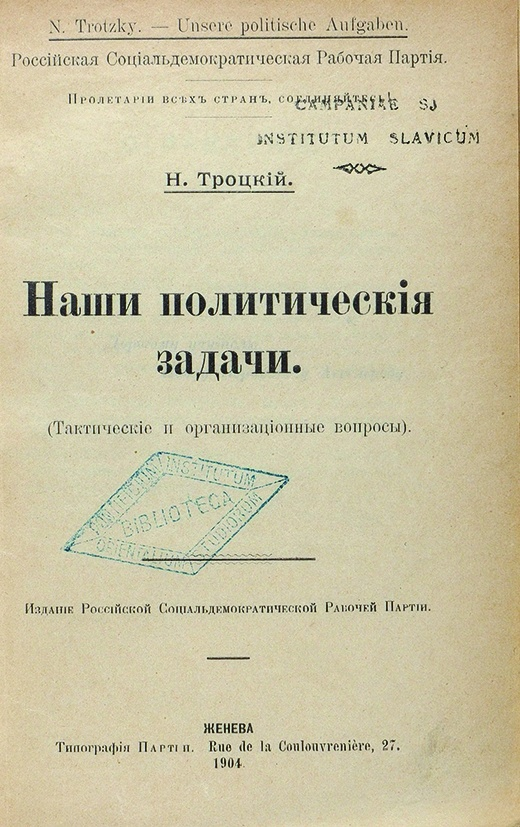
«Наши политические задачи», 1904 год

В 1904 году увидела свет брошюра Троцкого «Наши политические задачи» — ответ на работу Владимира Ленина «Шаг вперёд, два шага назад». Она является первой относительно крупной работой автора; была направлена против партийного раскола в РСДРП, в котором обвинялся Ленин. Брошюра содержит как «критику и опровержение» ленинских идей, так и уничижительные эпитеты в адрес большевистского лидера; в ней Троцкий — считая необходимым привлечь в революционное движение рабочих, а не профессиональных революционеров — выступил со своей концепцией партийного «централизма», отличной от ленинского «заместительства». Кроме того автор — находя много общего между ленинскими идеями и принципами французских якобинцев (подозрительность, доктринёрство, нетерпимость, жажда власти) — предупреждал об опасности «заражения» социал-демократической партии подобными качествами, способными запустить новую волну террора и установления «казарменного режима» с целью «диктатуры над пролетариатом».
Книга была «с негодованием» встречена самим Лениным, отзывавшимся о ней как о «наглом лганье» и «извращении фактов». В советское время Троцкий «постарался забыть» о данной работе, но «многочисленные недруги» постоянно напоминали ему об авторстве критических текстов, направленных «против организационных принципов ленинизма». Ряд исследователей использовали «убедительный» анализ феномена РСДРП(б), проведённый Троцким, в качестве основы для критики теоретического наследия Ленина и его принципов партийного строительства. Книга была переведена на многие языки мира и неоднократно переиздавалась. В 1990 году в СССР был издан сборник «К истории русской революции», содержавший фрагменты брошюры.

## Участие в революции 1905—1907 годов, вторая ссылка и эмиграция

### В разгар революции

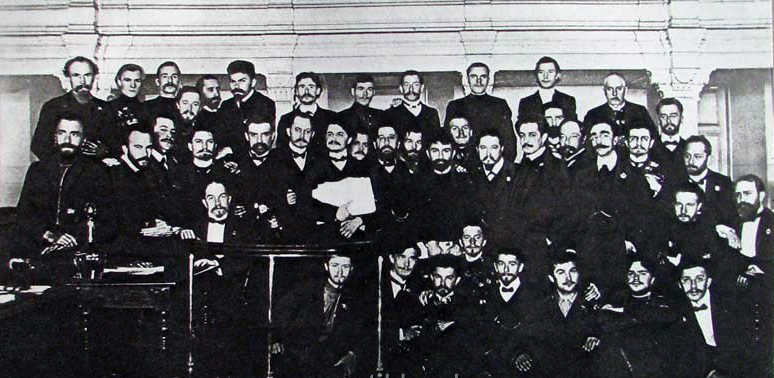
Троцкий среди рабочих депутатов Петербурга в 1905 году

В момент начала революционных событий 1905—1907 годов (в день «Кровавого воскресенья») Троцкий находился в эмиграции в Швейцарии. Он первым из социалистических эмигрантов прибыл на территорию Российской империи — из Киева в конце февраля или начале марта 1905 года он отправился в Санкт-Петербург, где начал отстаивать свой лозунг о «Временном революционном правительстве», являвшийся частью его теории перманентной революции. После провала столичной социал-демократической организации революционер был вынужден бежать в Финляндию.

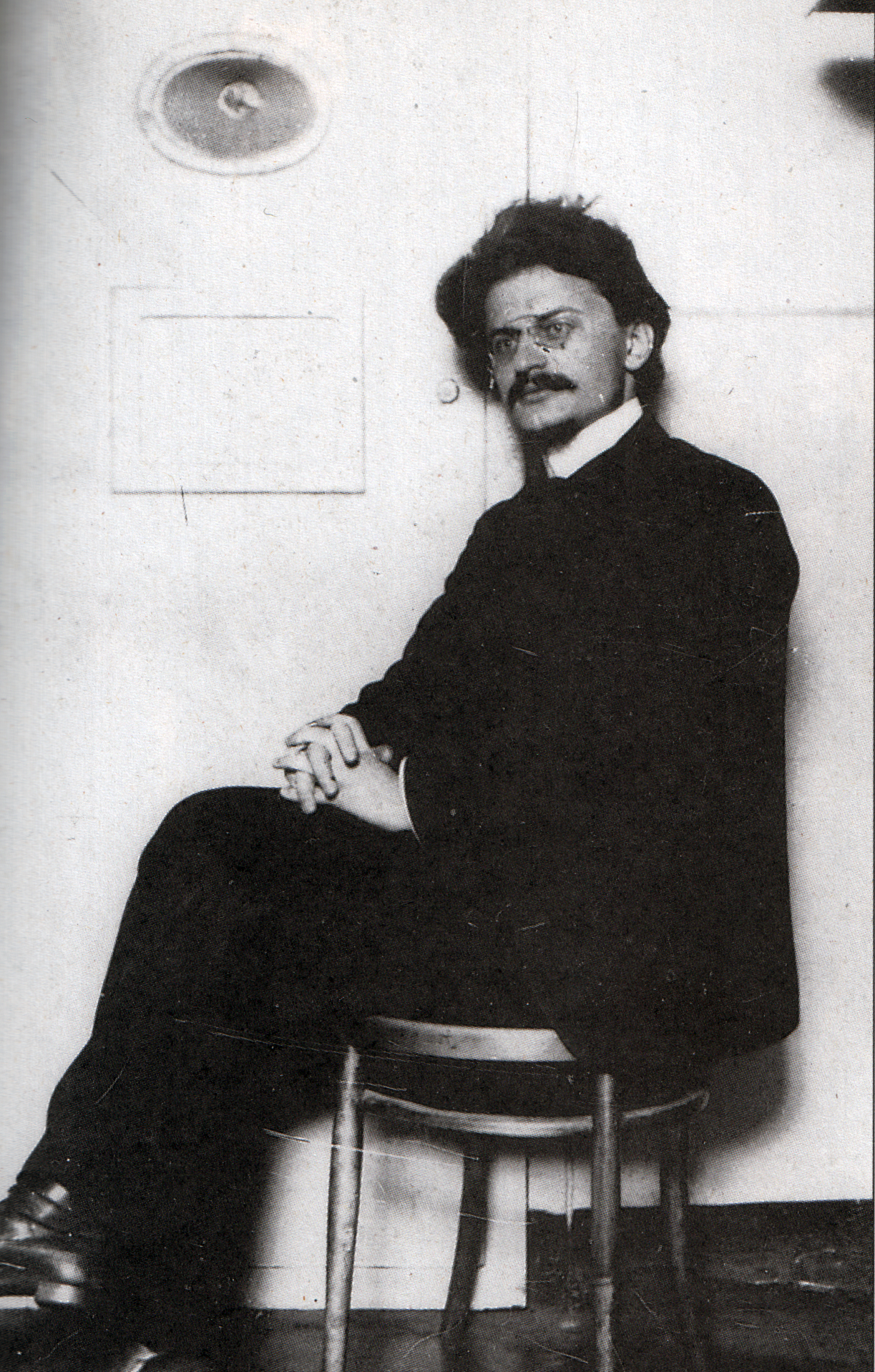
Арестованный Лев Троцкий в Петропавловской крепости, 1906 год

Осенью, ещё до оглашения Октябрьского манифеста, Троцкий вернулся в Санкт-Петербург, где начал принимать активное участие в работе недавно созданного выборного органа — Петербургского совета рабочих депутатов; кроме того, он занимался журналистикой, сотрудничая одновременно в трёх газетах: «Русская газета», «Начало» и «Известия» Совета. После ареста председателя Совета Г. Хрусталёва-Носаря, Троцкий вошёл в состав нового «трёхчленного» руководства данного органа и фактически возглавил его. После публикации Финансового манифеста, отредактированного Троцким, 3(16) декабря 1905 года члены Совета были арестованы властями Российской империи и преданы суду. В 1906 году на получившем широкий общественный резонанс процессе над Петербургским советом Троцкий был осуждён на вечное поселение в Сибирь с лишением всех гражданских прав. По пути в Обдорск (сегодня — Салехард) он бежал из Берёзова. Биографы революционера писали о событиях 1905 года как о «поворотном моменте» в жизни одного из будущих организаторов Октябрьской революции.

### Вторая эмиграция

#### Венская «Правда»

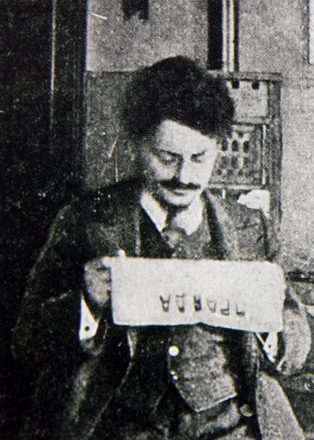
Троцкий читает газету «Правда» в Вене. Фотография, сделанная ок. 1910 года

После 1905 года, в связи с завершением революционных событий в Российской империи, потенциал Троцкого как политика, организатора и оратора, не «находил возможностей для столь же блестящего выражения». В следующие несколько лет он, как и многие другие эмигранты, вернулся к журналистской деятельности, которой занимался в самом начале своей карьеры. Как и в 1905 году — в случае с «Русской газетой» и небольшим изданием «Начало» — Троцкий стал редактором. Революционер приступил к изданию газеты «Правда: Рабочая газета» — нелегальной внефракционной социал-демократической газеты, предназначавшейся «для широких рабочих кругов» и выходившей с октября 1908 до апреля 1912 года сначала в Женеве и Львове, а затем — в Вене; международный отдел вёл Адольф Иоффе. Первоначально газета являлась органом «Спилки» (Украинского социал-демократического союза), а в 1910 году на короткий срок фактически стала органом ЦК РСДРП (в состав её редколлегии был введён член ЦК Лев Каменев); официально данный статус присвоен не был. В финансировании издания, тираж которого составлял несколько тысяч экземпляров, принимал участие как ЦК, так и международные социалистические организации и частные лица.
Газета отражала «интернационалистические» взгляды Троцкого и его журналистский стиль, при этом в ней также было опубликовано две сотни писем рабочих из множества городов Российской империи. Статьи «Правды» освещали как внутреннюю, так и внешнюю политику российских властей, а также — партийные вопросы, связанные с фракционной борьбой в РСДРП. Стиль, формат, язык и «политическое послание» газеты получили в начале XX века значительную поддержку. После того как в 1912 году по инициативе Владимира Ленина в Санкт-Петербурге начался выпуск одноимённой газеты, вызвавший острую полемику из-за использования того же названия, за старым изданием закрепилось наименование «Венская „Правда“» — выход в свет большевистской «Правды» «завершил карьеру» венской газеты. В советской «Истории Всесоюзной коммунистической партии (большевиков). Краткий курс» (1938), венская «Правда» упоминалась в разделе «Борьба большевиков против троцкизма».

#### Августовский блок

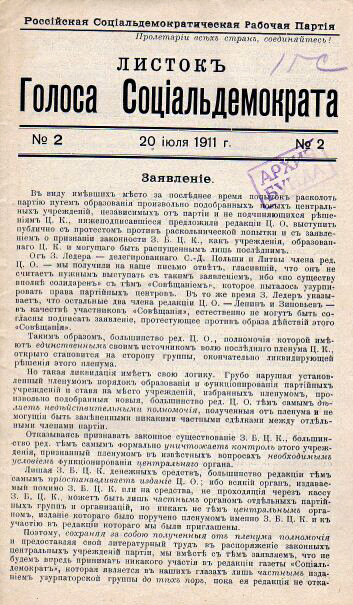
Листок «Голоса Социал-Демократа» с заявлением Бунда против раскола в РСДРП, июль 1911 года

Период второй эмиграции Троцкого связан с формированием Августовского блока — объединения ряда групп и течений в Российской социал-демократической рабочей партии (РСДРП), сложившееся на Венской конференции, проходившей с 12 (25) по 20 августа (2 сентября) 1912 года. В рамках конференции, поддержанной Социал-демократической партии Германии (СДПГ), и блока Троцкий пытался объединить враждующие фракции и направления, существовавшие в те годы в формально единой РСДРП: прежде всего, большевиков и меньшевиков. Конференция в австро-венгерской столице проходила после VI (Пражской) конференции РСДРП, созванной В. Лениным и названной её организаторами «общероссийской»; с подобной оценкой не были согласны участники Августовского блока, считавшие мероприятие в Праге сугубо фракционным, «большевистским».

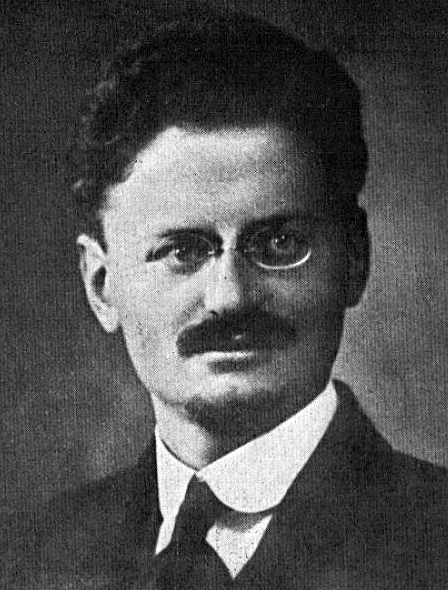
Лев Троцкий в 1915 году

В блок, помимо Троцкого, входили П. Аксельрод, Г. Алексинский, Ю. Мартов, А. Мартынов, М. Урицкий, Ю. Ларин и ряд других представителей меньшевиков, большевиков и нефракционных социал-демократов; секретарём Организационного комитета, избранного в Вене, стал С. Семковский. Основой объединения являлась общеполитическая резолюция, написанная Троцким, в тексте которой подчеркивалось единство задач социал-демократии и настаивалось на сочетании легальной парламентской деятельности с практикой подпольной революционной борьбы; в связи с выборами в IV Государственную думу Российской империи организации Августовского блока выдвигали требования о всеобщем избирательном праве, «полновластном народном представительстве» и свободе слова. Блоком был также подтверждён курс на легализацию рабочего движения в Российской империи, получивший название «ликвидаторство».
Спустя всего несколько недель после своего создания выяснилось, что группы, вошедшие в блок, остались политически разрозненными. После решения съезда Социал-демократии Латышского края (СДЛК) покинуть блок, принятого в феврале 1914 года — а также отхода от него самого Троцкого — объединение, фактически, распалось. Распад блока «предопределил» постепенное возрастание влияния в РСДРП большевистской фракции, приобретавшей всё большую независимость. Венская конференция и созданный на ней политический союз, будучи связаны с именем Троцкого, практически не изучались в советское время — хотя в тот период им и давались оценки «далекие от объективности и историзма»: в частности, БСЭ писала об объединении как об «Августовском антипартийном блоке».

#### Балканские войны

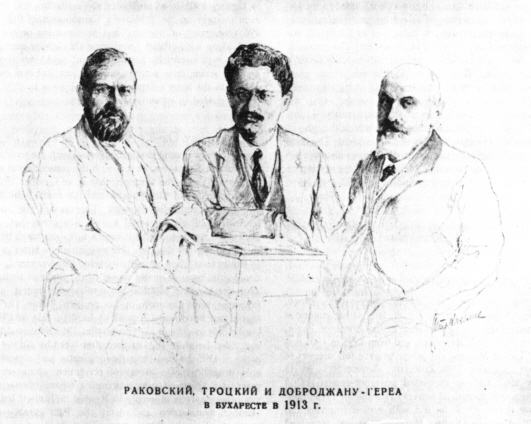
Л. Троцкий (в центре) с Х. Раковским (слева) и К. Доброджану-Геря в Бухаресте, 1913 год

В 1912—1913 годах Троцкий написал серию статей о Балканских войнах, во время которых он находился в зоне боевых действий в роли военного корреспондента либеральной газеты «Киевская мысль». Троцкий прибыл из Вены в Софию, ставшей его основной «резиденцией» на всём протяжении первого периода Балканской войны, в день начала боевых действий; своими балканскими впечатлениями он начал делиться с читателями ещё в дороге. В тот период Троцкий, писавший под своим старым псевдонимом Антид Ото, поддерживал лозунг «Балканы — балканским народам!» и выступал за создание единого федеративного государства на всём полуострове, по примеру США или Швейцарии. Он также написал цикл «душераздирающих» статей, посвящённых страданиям рядовых участников войны и тем «военным зверствам», которые ему описывали солдаты и офицеры обеих сторон конфликта. С конца ноября 1912 до лета 1913 года Троцкий находился преимущественно в Румынии, где вновь сблизился с Х. Раковским и вступил в очередной заочный конфликт со сторонником идей панславизма П. Милюковым. Находясь в румынской столице в день подписания Бухарестского мирного договора, революционер составил ряд обширных очерков по истории Балкан, их текущей социально-политической ситуации и будущему региона.
Материалы Троцкого вошли в выпущенный уже в 1913 году сборник статей зарубежных журналистов о событиях Первой Балканской войны; в дальнейшем корреспонденции революционера — которые оценивались как «классика антивоенного журнализма» и пример «блестящей журналистики» вообще — стали рассматриваться в самой Болгарии в качестве одного из немаловажных источников информации о событиях того времени, не потерявшего своей актуальности и в XXI веке. При этом роль военного корреспондента виделась самому Троцкому как подготовка к революционному 1917 году. В советское время «балканские» работы Троцкого стали частью его собрания сочинений — шестой том собрания назывался «Балканы и Балканская война» (1926). Английский перевод книги появился только в 1980 году, а в 1993, в связи с началом Югославских войн, работа Троцкого была переиздана в качестве важного источника по истории полуострова.
Троцкий в 1923 году вспоминал: «В течение нескольких лет моего пребывания в Вене я довольно близко соприкасался с фрейдистами, читал их работы и даже посещал тогда их заседания». А в конце 1924 ‒ начале 1925 года он написал академику И. П. Павлову письмо, в котором сообщил, что он в течение 8 лет занимался у З. Фрейда психоанализом.

## В годы Первой мировой войны

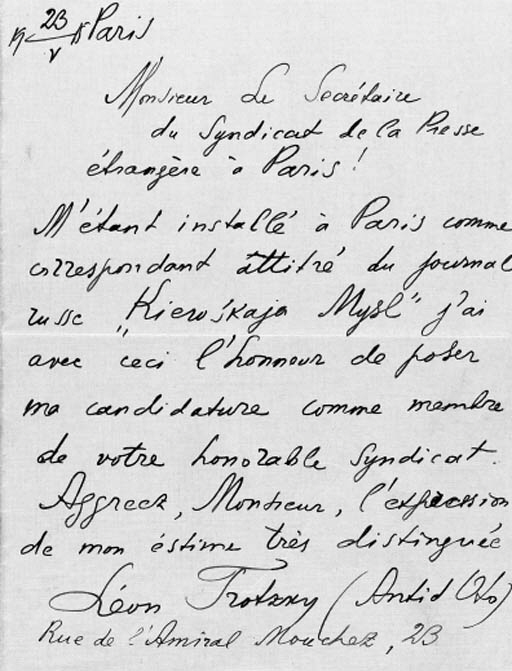
Письмо Троцкого как корреспондента газеты «Киевская мысль» (Париж, 1915 год)

Первая мировая война, начавшаяся 1 августа 1914 года, неожиданно поставила перед социалистами всех стран и политических течений «сложнейшие» вопросы: о причине начала боевых действий, об отношении к войне (следует ли занять патриотические или интернационалистские позиции?), об отношении к правительству, о путях выхода из войны и так далее. Все эти вопросы встали и перед Троцким, проживавшим в те годы в Австро-Венгрии: при этом он, почти десятилетие выступавший за объединение социалистического движения, оказался «в особо трудном» положении — «глубочайшее размежевание» в рядах социалистов, произошедшее с началом войны, ставило крест на его политических планах. В первые недели войны Троцкий больше задавался вопросами о реакции социалистов на войну, нежели о причинах начала её самой.
В среде молодого поколения Ленин, Троцкий, Люксембург и Бухарин широким фронтом немедленно выступили против войны и осудили предательское соглашательство социал-демократических организаций, вставших в один ряд со своими классовыми угнетателями в давно предвиденной капиталистической бойне.

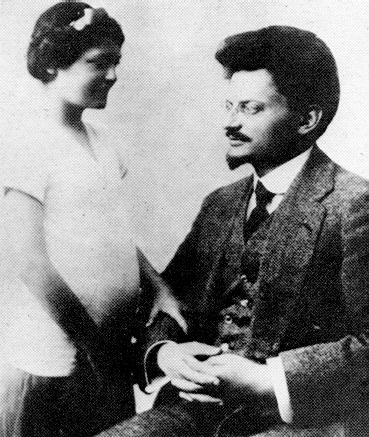
Троцкий со своей дочерью Ниной во Франции, 1915 год

В 1914 году, в связи с началом боевых действий, Троцкий с семьёй, опасаясь быть интернированным австро-венгерскими властями, бежал из Вены в швейцарский Цюрих, где написал брошюру «Война и Интернационал», в которой критиковал западноевропейских социал-демократов за поддержку правительств своих стран в войне и сформулировал лозунг о создании «Соединённых Штатов Европы». После этого революционер переехал в Париж, где стал военным корреспондентом газеты «Киевская мысль» и приступил к выпуску газеты «Наше слово»; в своих статьях он неоднократно высказывался за прекращение войны с последующим началом социалистической революции и заключением мира без аннексий и контрибуций. В сентябре 1915 года Троцкий, вместе с В. Лениным и Ю. Мартовым, участвовал в международной Циммервальдской конференции. Заняв антивоенную позицию Троцкий в глазах французских властей стал «крайне нежелательным элементом» и был насильно выслан в Испанию.
Порвав во время мировой войны с Августовским блоком, Троцкий «сделал первый и решительный шаг по дороге, которая позднее приведёт его в партию большевиков». Кроме того, революционер ещё в 1914 году, вопреки позиции большинства, предсказывал, что боевые действия новой войны будут затяжными и кровавыми. После Октябрьской революции 1917 года опыт, полученный Троцким в роли военного корреспондента, стал основой для его деятельности на посту советского наркомвоенмора.

### В США

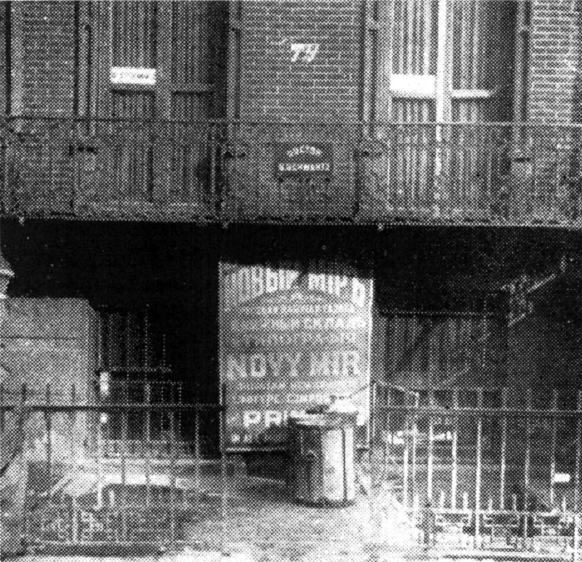
Офис газеты «Новый мир» (1916—1917): 77 St Marks Place

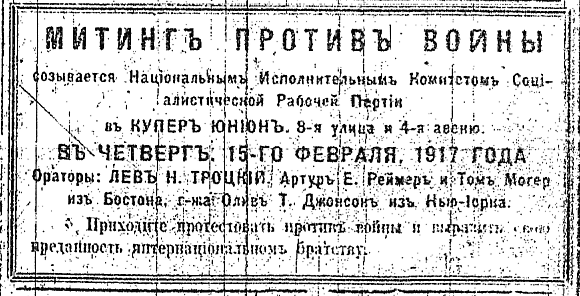
Объявление о митинге с участием «оратора» Троцкого, февраль 1917 года

После высылки из Испании Троцкий, вместе со своей семьёй, 13 января 1917 года прибыл в США. Последующие десять недель находился в Нью-Йорке. Его прибытие активно освещалось в местной прессе. В США Троцкий сотрудничал с эмигрантскими газетами «Новый мир», «Наше слово» и еврейской рабочей газетой «Форвертс», критикуя либеральные взгляды и выступая против участия Америки в Первой мировой войне. Революционер не ожидал скорой смены власти в Российской империи и собирался оставаться в США надолго. Изучение Троцким статистических данных США того периода привело его к мысли о решающей роли Америки в послевоенном мировом развитии. Он также активно вёл политическую деятельность: его выступления на митингах и «политических банкетах» имели успех — кроме того, он собрал вокруг себя группу сторонников из числа членов Социалистической партии и принял участие в создании газеты «Классовая борьба». Троцкий покинул США после амнистии политическим эмигрантам, объявленной в России после Февральской революции.

## Революция 1917 года и Гражданская война

### Возвращение в Россию
25 марта 1917 года Троцкий посетил Российское генеральное консульство, где «с удовлетворением» обратил внимание на то, что на стене уже нет портрета русского царя. «После неизбежных проволочек и препирательств» он в тот же день получил необходимые документы для возвращения в Россию — никаких препон старые имперские чиновники ему не ставили. Американские власти также оперативно предоставили возвращавшимся визы на выезд из страны. Видимо, в общей суматохе транзитные документы выдало и консульство Великобритании — позже это решение будет дезавуировано лондонским начальством. Возможно, американские власти впоследствии сожалели о выдаче Троцкому документов на отъезд: в следующие месяцы Государственный департамент настоятельно предупреждал контрольные службы о необходимости более тщательной проверки возвращающихся эмигрантов.
Уже 27 марта Троцкий с семьёй и несколькими другими эмигрантами, с которыми он успел сблизиться в США — Г. Н. Мельничанским, Г. И. Чудновским (помощник Троцкого), Константином Романченко, Никитой Мухиным и Львом (Лейбой) Фишелевым — поднялся на борт парохода «Христианиафиорд» («Христианиа-Фиорд») (норв. Kristianiafjord), следовавшего в Европу — в норвежский Берген (всего через несколько месяцев, в июне 1917 года, этот пароход погиб в районе Ньюфаундленда). Перед отъездом, во время прощального выступления на американской земле — в «Harlem River Park Casino» — Лев Давидович призвал жителей США организоваться и «сбросить проклятое, гнилое, капиталистическое правительство».

#### Арест в Галифаксе

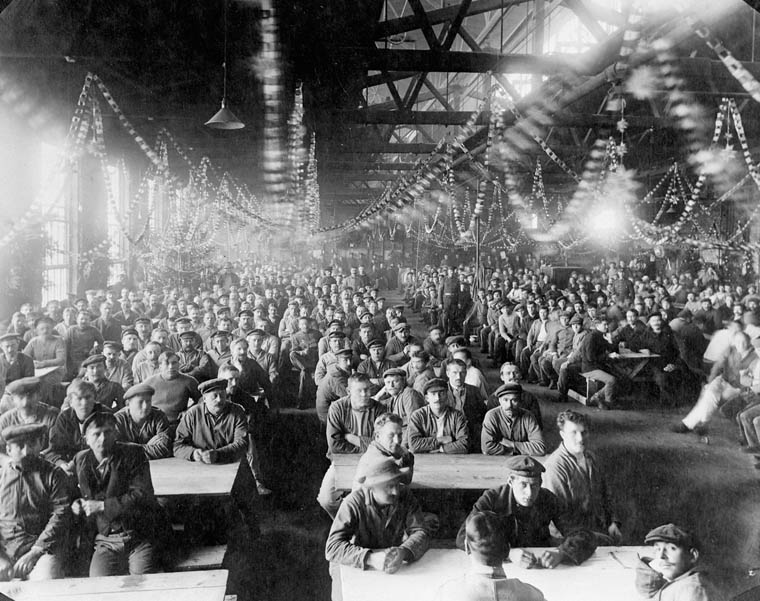
Лагерь для военнопленных в Амхерсте, 24 декабря 1916 года

По пути на родину Троцкий был интернирован британскими властями в канадском городе Галифакс: обвинение заключалось в получении революционером «немецких денег» с целью свержения Временного правительства. Задержание, сопровождавшееся насилием, имело резонанс как в российской прессе, так и на международной арене; британский офицер, предположительно лейтенант М. Джонс (англ. Lt. M. Jones), в апреле 1919 года оставил следующее описание обстоятельств ареста будущего главы Красной армии:
|  | [Троцкий] сопротивлялся и… у нас получилась довольно оживлённая борьба: сначала в каюте, а затем и на палубе. Два матроса схватили его — тогда он упал на пол каюты, вопя по-русски благим матом. У него была причёска с длинными волосами и, когда он попытался укусить одного из моряков за руку, я схватил его за эти волосы и в тот момент подумал, что дёрнул слишком сильно — но теперь я сожалею, что не выдрал их целиком…. |

Освобождению Троцкого активно способствовал Владимир Ленин. В лагере Троцкий успешно продолжил агитационную работу среди германских военнопленных. Задержание и последовавшее за ним освобождение сблизили Троцкого с большевиками и привели к тому, что другие социалисты, возвращавшиеся в Петроград и Москву, предпочли не оказываться на британской земле.

#### Прибытие в Петроград

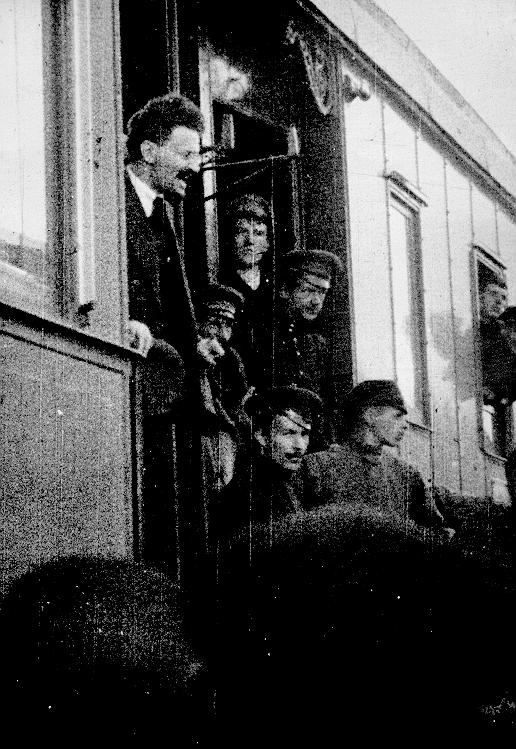
Лев Троцкий на Финляндском вокзале, 4 мая 1917 года

4 мая 1917 года Троцкий приехал в Петроград. На пограничной (на тот момент) с Финляндией станции Белоостров его встретила делегация от социал-демократической фракции «объединённых интернационалистов» и ЦК большевиков. Прямо с Финляндского вокзала отправился на заседание Петросовета, где в память о том, что он уже был председателем Петросовета в 1905 году, ему предоставили место с совещательным голосом.
Вскоре стал неформальным лидером «межрайонцев», занимавших критическую по отношению к Временному правительству позицию. После провала попытки июльского восстания был арестован Временным правительством и обвинён, как и многие другие, в шпионаже; при этом ему было предъявлено обвинение в проезде через Германию. (Однако, по утверждению Млечина: «В 1917 году в списке тех большевиков, которым Временное Правительство пыталось предъявить обвинение в шпионаже, Троцкий не фигурировал».)
Троцкий сыграл огромную роль в «распропагандировании» и переходе на сторону большевиков солдат стремительно разлагавшегося Петроградского гарнизона. Уже с мая 1917 года, практически сразу после своего прибытия, Троцкий начал уделять особое внимание кронштадтским матросам, среди которых были также сильны позиции анархистов. Излюбленным местом для своих выступлений он избрал цирк «Модерн», закрытый в январе 1917 года пожарными. Во время июльских событий Троцкий лично отбил у никем не контролировавшейся толпы популярного тогда эсеровского лидера, министра земледелия Временного правительства В. М. Чернова (хотя тот и был политическим противником Троцкого).
В июле на VI съезде РСДРП(б) состоялось объединение «межрайонцев» с большевиками; сам Троцкий, в то время находившийся в «Крестах», что не позволило ему выступить на съезде с основным докладом — «О текущем моменте», — был избран в состав ЦК. После провала Корниловского выступления в сентябре Троцкий был освобождён, как и другие арестованные в июле большевики.

### Деятельность на посту председателя Петросовета (сентябрь—декабрь 1917)

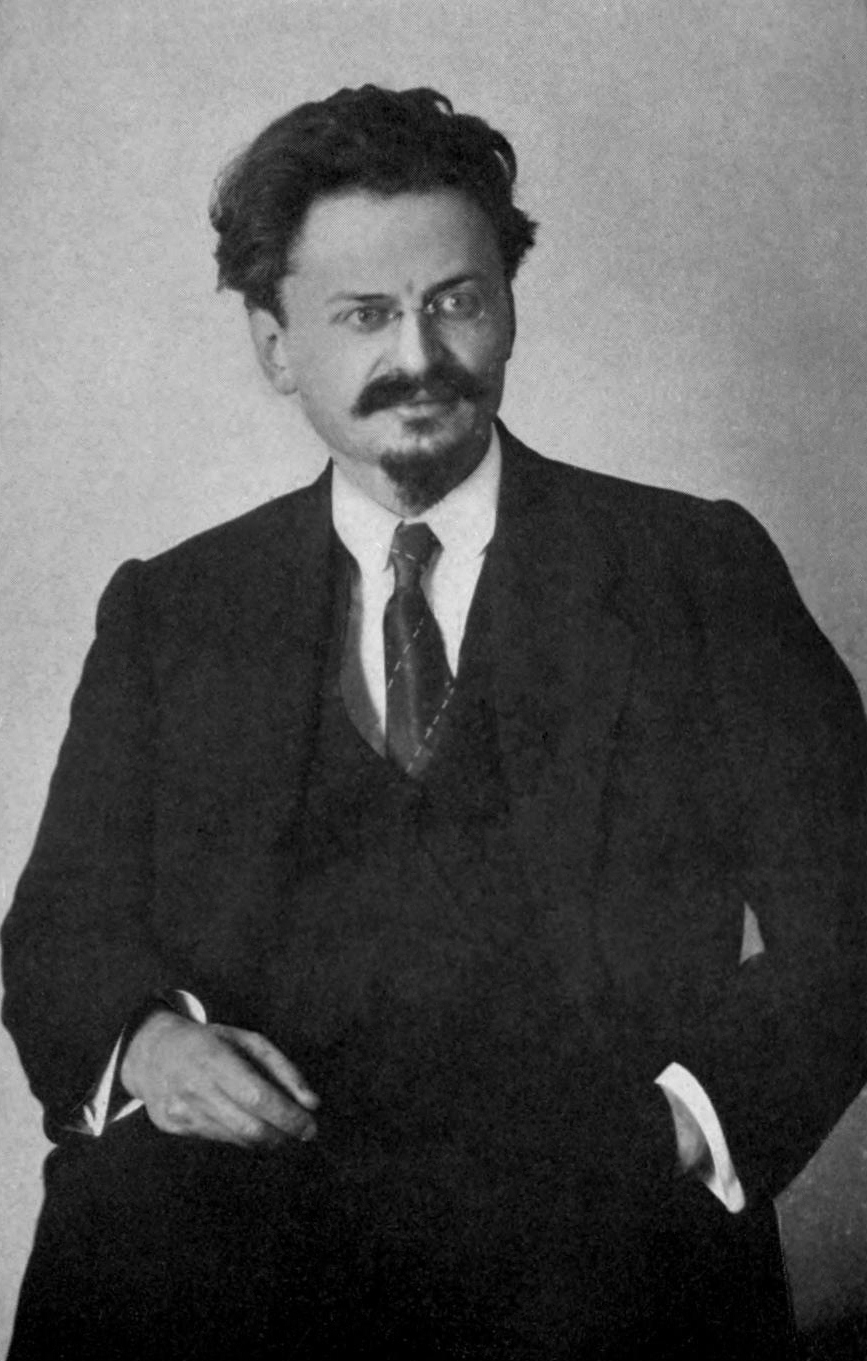
Председатель Петроградского совета Лев Троцкий в 1917 году

В ходе «большевизации Советов» в сентябре — октябре 1917 года большевики получили до 90 % мест в Петросовете. 22 (9) сентября 1917 года Троцкий был избран председателем Петроградского совета рабочих и солдатских депутатов, который он возглавлял ещё во время революции 1905 года. В 1917 году Троцкий также был избран в Предпарламент, стал делегатом II Съезда Советов и был избран в Учредительное собрание.
В отсутствие Ленина, скрывшегося в июле в Финляндии, роль лидера большевиков перешла к Троцкому. В Предпарламенте Троцкий возглавил большевистскую фракцию. Предпарламент он характеризовал как попытку «цензовых буржуазных элементов» «безболезненно перевести советскую легальность в буржуазно-парламентскую легальность» и отстаивал необходимость бойкота большевиками этого органа (по собственному выражению — «стоял на бойкотистской позиции невхода [в Предпарламент]»). Получив от Ленина письмо, санкционирующее бойкот, 7 (20) октября на заседании Предпарламента объявил о том, что фракция большевиков покидает зал заседаний.

#### Деятельность ВРК. Октябрьская революция

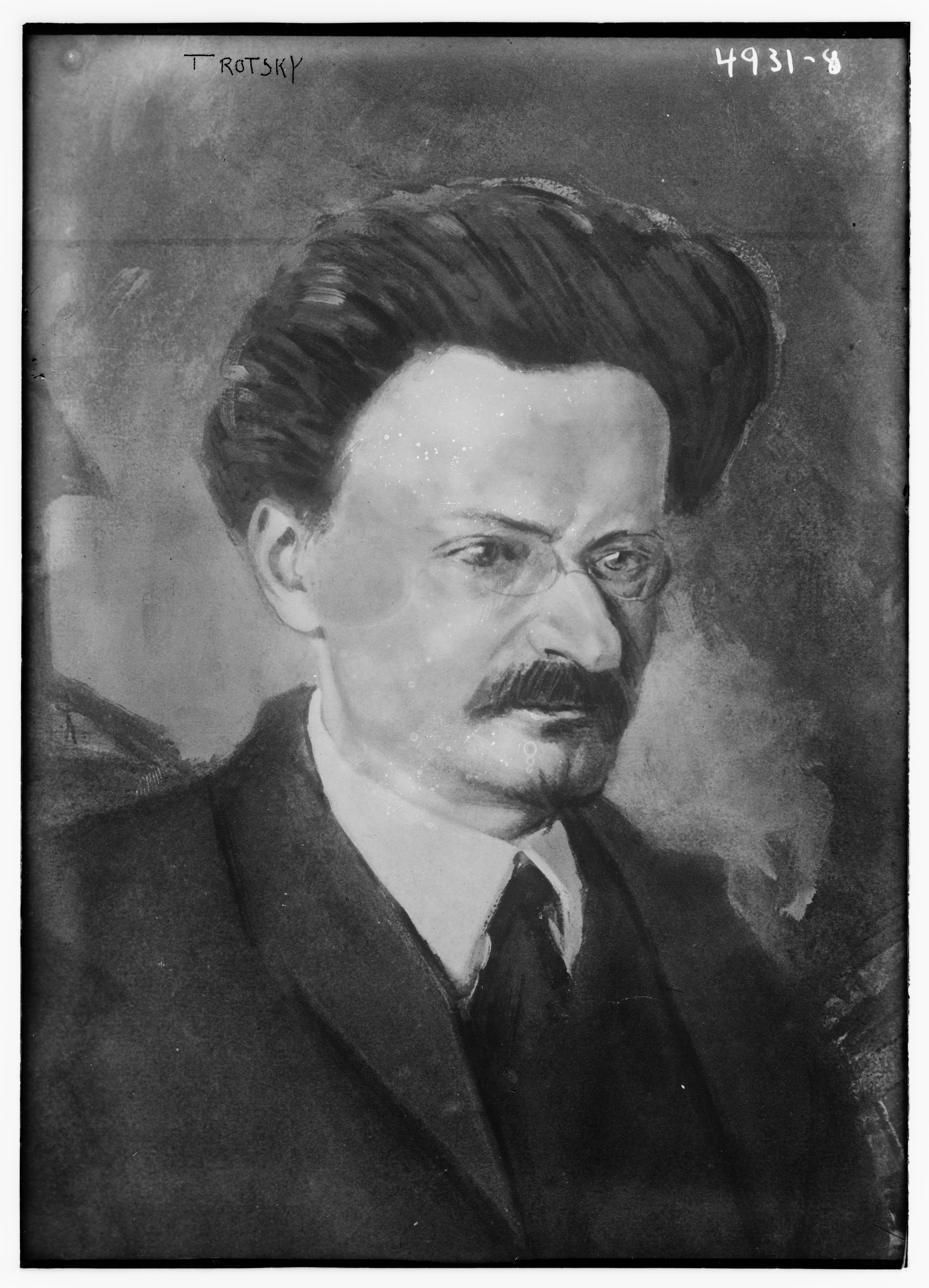
Портрет Троцкого

12 октября 1917 года Троцкий в качестве председателя Петросовета сформировал Петроградский военно-революционный комитет (ВРК), состоявший в основном из большевиков, а также левых эсеров. ВРК стал основным органом подготовки вооружённого восстания. Для отвода глаз ВРК формально подчинялся не ЦК РСДРП(б), а непосредственно Петросовету, а его председателем был назначен второстепенный деятель революции, левый эсер Павел Лазимир. Основным предлогом для формирования ВРК стало возможное наступление немцев на Петроград, либо повторение Корниловского выступления.
Сразу после своего формирования ВРК начал работу по склонению на свою сторону частей Петроградского гарнизона. Уже 16 октября председатель Петросовета Троцкий приказал выдать красногвардейцам 5000 винтовок.
По вопросу о времени проведения восстания бежавший в Финляндию Ленин требует начинать восстание немедленно, Троцкий предлагает отложить его до созыва II Всероссийского Съезда Советов рабочих и солдатских депутатов, с тем, чтобы поставить Съезд перед фактом, что режим «двоевластия» уничтожен, и сам Съезд оказался высшим и единственным органом власти в стране. Троцкому удаётся склонить на свою сторону большинство ЦК, несмотря на беспокойство Ленина отсрочкой восстания.
В период 21-23 октября большевики проводят серию митингов среди колеблющихся солдат. 22 октября ВРК объявил, что приказы штаба Петроградского военного округа без согласования ВРК являются недействительными. На этом этапе ораторское искусство Троцкого сильно помогло большевикам склонить на свою сторону колеблющиеся части гарнизона. Очевидец одного из таких выступлений, меньшевик Н. Н. Суханов в своей работе «Записки о революции», отмечает:

«Советская власть уничтожит окопную страду. Она даст землю и уврачует внутреннюю разруху. Советская власть отдаст всё, что есть в стране, бедноте и окопникам. У тебя буржуй две шубы — отдай одну солдату. У тебя есть тёплые сапоги? Посиди дома. Твои сапоги нужны рабочему…»
Зал был почти в экстазе. Казалось, что толпа запоёт сейчас без всякого сговора какой-нибудь революционный гимн… Предлагается резолюция: за рабоче-крестьянское дело стоять до последней капли крови… Кто за? Тысячная толпа, как один человек, вздёрнула руки.
«Пусть ваш голос будет вашей клятвой поддерживать всеми силами и со всей самоотверженностью Совет, который взял на себя великое бремя довести победу революции до конца и дать людям землю, хлеб и мир».

23 октября Троцкий лично «разагитирует» гарнизон Петропавловской крепости. У большевиков были сильные сомнения по поводу этого гарнизона, а Антонов-Овсеенко даже подготовил план штурма крепости на случай, если она останется лояльной Временному правительству.
Фактически Троцкий был одним из главных руководителей Октябрьской революции. Его роль подробно описана итальянским коммунистом Курцио Малапарте в памфлете «Техника государственного переворота» (1931).
Спустя год об этом периоде Сталин писал: 

«Вся работа по практической организации восстания проходила под непосредственным руководством председателя Петроградского Совета т. Троцкого. Можно с уверенностью сказать, что быстрым переходом гарнизона на сторону Совета и умелой постановкой работы Военно-революционного комитета партия обязана прежде всего и главным образом тов. Троцкому. Товарищи Антонов[-Овсеенко] и Подвойский были главными помощниками товарища Троцкого».
Спустя ещё несколько лет, с началом ожесточённой борьбы за власть внутри ВКП(б), Сталин уже резко меняет свой тон:

…нельзя отрицать того, что Троцкий хорошо дрался в период Октября. Да, это верно, Троцкий действительно хорошо дрался в Октябре. Но в период Октября хорошо дрался не только Троцкий, недурно дрались даже такие люди, как левые эсеры, стоявшие тогда бок о бок с большевиками. Вообще я должен сказать, что в период победоносного восстания, когда враг изолирован, а восстание нарастает, нетрудно драться хорошо. В такие моменты даже отсталые становятся героями.

25-26 октября выступает в качестве главного большевистского оратора на II Съезде Советов, выдержав упорную борьбу с меньшевиками и эсерами, заявившими бурный протест против произошедшего вооружённого восстания и покинувшими Съезд.

Восстание народных масс не нуждается в оправдании. То, что произошло,— это восстание, а не заговор. Мы закаляли революционную энергию петербургских рабочих и солдат. Мы открыто ковали волю масс на восстание, а не на заговор… Тем, кто отсюда ушёл и кто выступает с предложениями, мы должны сказать: вы — жалкие единицы, вы — банкроты, ваша роль сыграна. И отправляйтесь туда, где вам отныне надлежит быть: в сорную корзину истории…

При наступлении на Петроград войск генерала Петра Краснова в октябре (ноябре) 1917 года Троцкий организовывал оборону города. 29 октября лично проверяет на Путиловском заводе подготовку артиллерийских орудий и бронепоезда, 30 октября лично прибыл на Пулковские высоты, где состоялось решающее столкновение между революционными силами и казаками генерала Краснова.
Как описывает очевидец событий Джон Рид, Троцкий выехал на Пулковские высоты прямо с заседания Петросовета 29 октября (11 ноября):

Петроградский Совет работал полным ходом, зал был переполнен вооружёнными людьми. Троцкий докладывал: «Казаки отступают от Красного Села (громкие восторженные аплодисменты). Но сражение только ещё начинается. В Пулкове идут ожесточённые бои. … Крейсера „Олег“, „Аврора“ и „Республика“ стали на якорь на Неве и направили орудия на подступы к городу…»
«Почему вы не там, где дерутся красногвардейцы?» — крикнул чей-то резкий голос.
«Я отправляюсь сейчас же!» — ответил Троцкий, сходя с трибуны. Лицо его было несколько бледнее, чем обычно. Окружённый преданными друзьями, он вышел из комнаты по боковому проходу и поспешил к автомобилю.

По выражению Луначарского, Троцкий в период подготовки большевистского восстания «ходил точно лейденская банка, и каждое прикосновение к нему вызывало разряд».

#### ВРК в ноябре—декабре 1917 года
После победы восстания в октябре 1917 года, подчинявшийся Петросовету ВРК вплоть до своего самороспуска в декабре фактически оказался единственной реальной силой в Петрограде, в отсутствие ещё не успевшей сформироваться новой государственной машины. В распоряжении ВРК оставались силы красногвардейцев, революционных солдат и балтийских матросов. 21 ноября 1917 года при ВРК образуется «комиссия по борьбе с контрреволюцией», ВРК закрывает своей властью ряд газет («Биржевые ведомости», «Копейка», «Новое время», «Русская воля» и т. д.), организует продовольственное снабжение города. Уже 7 ноября Троцкий от имени ВРК публикует в «Известиях» воззвание «Вниманию всех граждан», объявляющее, что «Богатые классы оказывают сопротивление новому Советскому правительству, правительству рабочих, солдат и крестьян. Их сторонники останавливают работу государственных и городских служащих, призывают прекращать службу в банках, пытаются прервать железнодорожные и почтово-телеграфные сообщения и т. п. Мы предостерегаем их — они играют с огнём….Мы предупреждаем богатые классы и их сторонников: если они не прекратят свой саботаж и доведут до приостановки подвоз продовольствия, — первыми тяготу созданного ими положения почувствуют они сами. Богатые классы и их прислужники будут лишены права получать продукты. Все запасы, имеющиеся у них, будут реквизированы. Имущество главных виновников будет конфисковано».
2 декабря Петросовет под председательством Троцкого принимает резолюцию «О пьянстве и погромах», создавшую чрезвычайную комиссию по борьбе с пьянством и погромами во главе с Благонравовым, и предоставившую в распоряжение комиссии военную силу. Комиссару Благонравову предписывалось «уничтожить винные склады, очистить Петроград от хулиганских банд, разоружить и арестовать всех, порочивших себя участием в пьянстве и разгроме».

#### Программные заявления в ноябре—декабре 1917 года
Практически немедленно после прихода большевиков к власти как Ленин, так и Троцкий делают целый ряд жёстких заявлений о полной готовности бороться со своими политическими противниками любыми методами. Так, уже 1 (14) ноября 1917 года Ленин на заседании Петроградского комитета РСДРП(б) заявляет, что «…Даже кратковременные их аресты уже давали результаты очень хорошие. <…> В Париже гильотинировали, а мы лишь лишим продовольственных карточек». Впрочем, на том же заседании Троцкий дал понять, что, по его мнению, лишением карточек дело не ограничится:

Нельзя, говорят, сидеть на штыках. Но и без штыков нельзя. Нам нужен штык там, чтобы сидеть здесь…Вся эта мещанская сволочь, что сейчас не в состоянии встать ни на ту, ни на другую сторону, когда узнает, что наша власть сильна будет с нами…Мелкобуржуазная масса ищет силы, которой она должна подчиняться. Кто не понимает этого — тот не понимает ничего в мире, ещё меньше — в государственном аппарате.

30 октября (12 ноября) 1917 года в газете «Известия» Троцкий высказывается в пользу запрета партии кадетов, заявив, что

Во времена Французской революции более честные люди, чем кадеты, были гильотинированы якобинцами за то, что они стояли в оппозиции к народу. Мы никого не казнили и не собираемся это делать, но есть моменты, когда ярость народа трудно контролировать.

2 декабря 1917 года Троцкий на заседании ВЦИК обратился к левым эсерам, предупреждая о скором усилении террора:

Вы возмущаетесь тем мягким террором, который мы направляем против своих классовых противников, но знайте, что не далее, как через месяц, этот террор примет более rрозные формы, по образцу террора великих революционеров Франции. Не крепость, а гильотина будет для наших врагов.

Само понятие «красный террор» было сформулировано Троцким в работе «Терроризм и коммунизм», как «орудие, применяемое против обречённого на гибель класса, который не хочет погибать».

### Деятельность на посту наркоминдела (1917—1918)

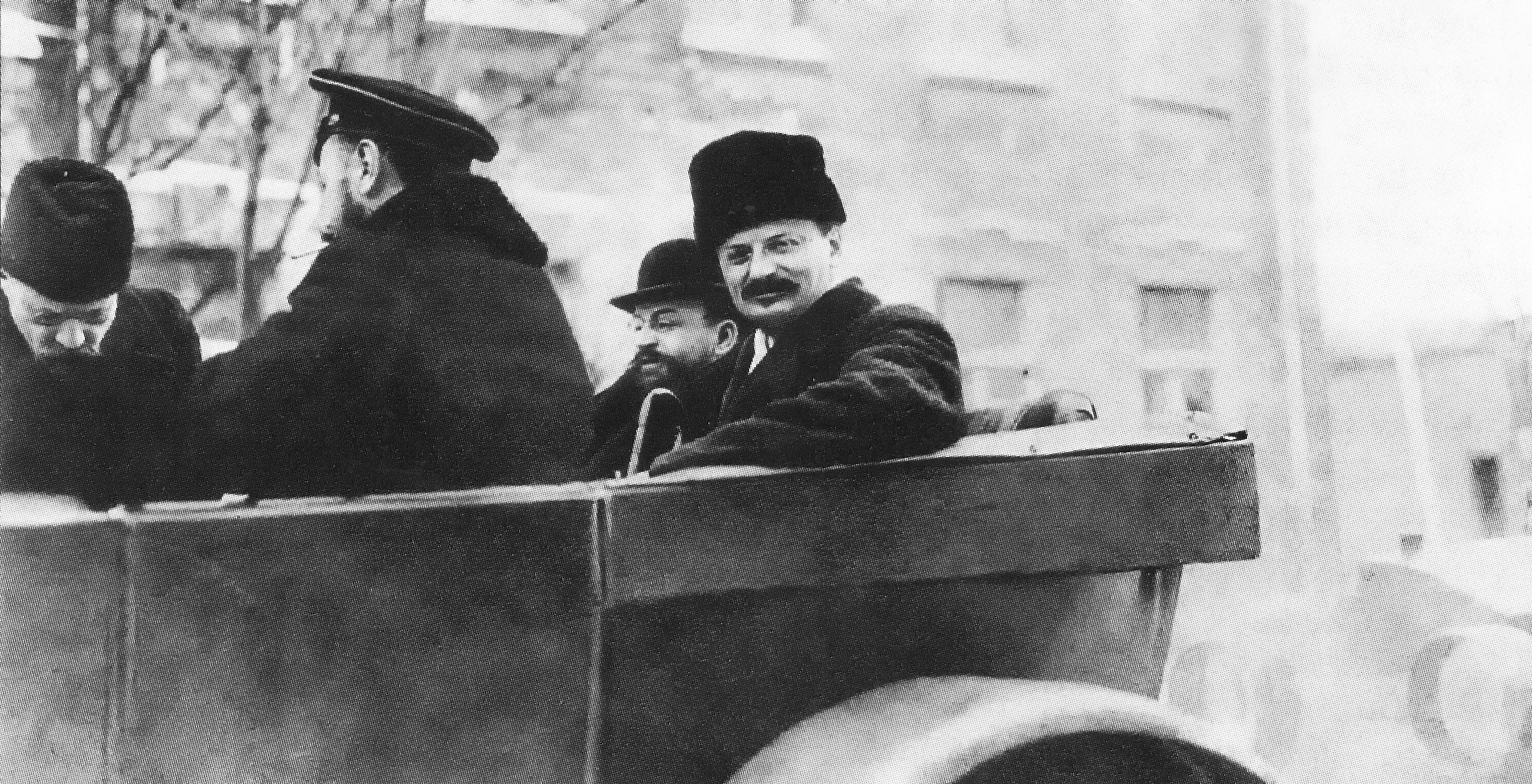
Троцкий и Йоффе в Брест-Литовске, ноябрь 1917 года

II Всероссийский Съезд Советов рабочих и солдатских депутатов назначил Троцкого наркомом иностранных дел в первом составе большевистского правительства. Как свидетельствует большевик Владимир Милютин и сам Троцкий, Троцкому принадлежит авторство термина «нарком» (народный комиссар).
Вплоть до декабря Троцкий сочетает функции наркоминдела с функциями председателя Петросовета; по собственным воспоминаниям, «я этот Наркоминдел долгое время ни разу не посещал, так как сидел в Смольном». 5 декабря 1917 года Петроградский ВРК объявляет о самороспуске и образует ликвидационную комиссию, 13 декабря Троцкий передаёт полномочия председателя Петросовета Григорию Зиновьеву На практике это приводит к тому, что в октябре—ноябре 1917 года Троцкий редко появляется в наркомате и относительно мало занимается его делами из-за загруженности текущими вопросами в Петросовете.
Первым вызовом, с которым Троцкому приходится столкнуться немедленно после вступления в должность, становится всеобщий бойкот (в советской историографии — «контрреволюционный саботаж») госслужащих старого министерства иностранных дел. Опираясь на своего помощника, кронштадтского матроса Николая Маркина, Троцкий постепенно преодолевает их сопротивление и начинает опубликование тайных договоров царского правительства, что являлось одной из программных задач большевиков. Тайные договоры «старого режима» широко использовались в большевистской агитации для показа «грабительского» и «захватнического» духа Первой мировой войны.
Также новая власть вскоре столкнулась с международной дипломатической изоляцией; переговоры Троцкого с находившимися в Петрограде иностранными послами результатов не дали. Все державы Антанты, а затем и нейтральные государства, отказались признавать законность новой власти и разорвали с ней дипломатические отношения.

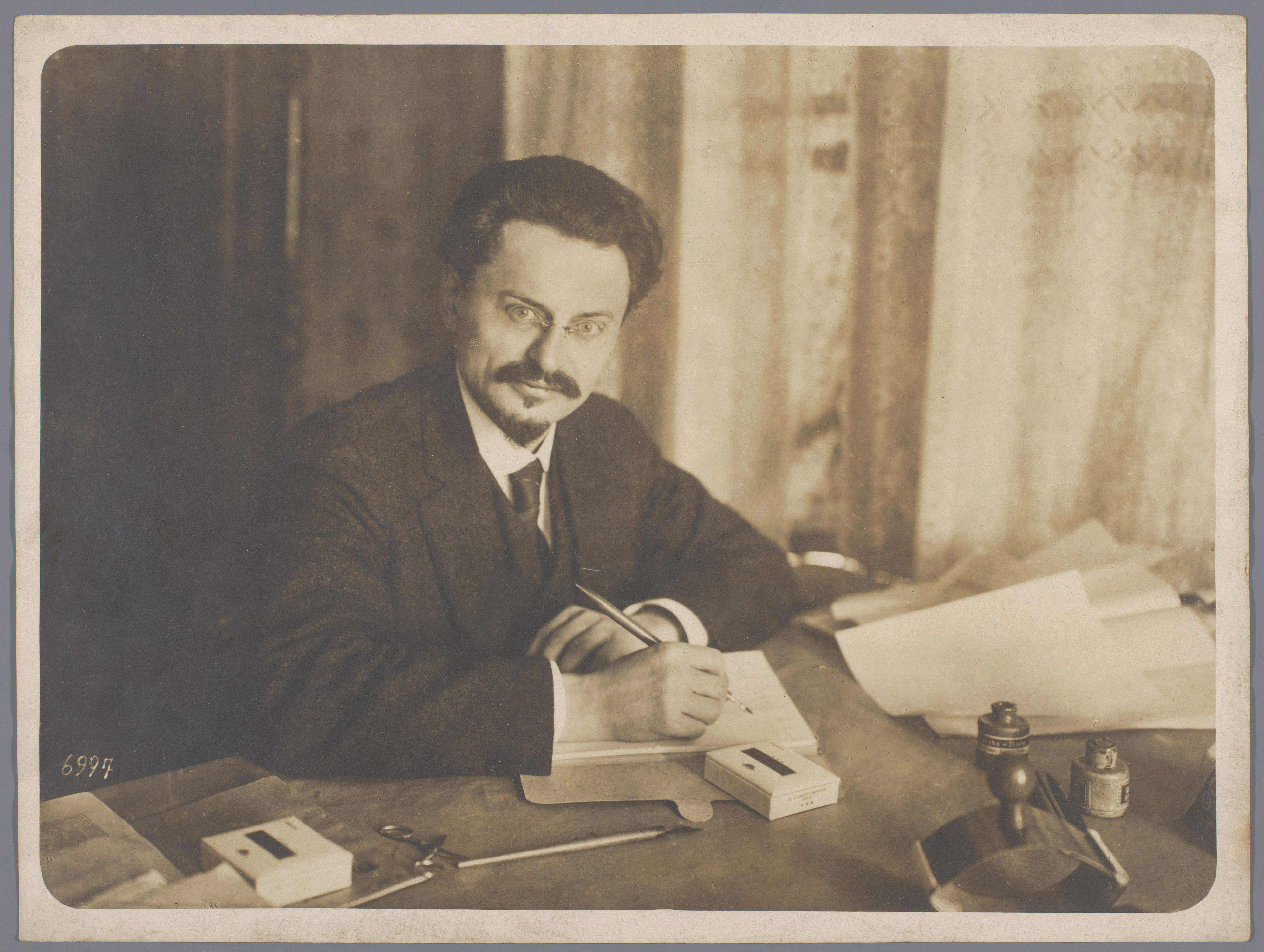
Народный комиссар иностранных дел РСФСР Лев Троцкий в Брест-Литовске, 1918 год

«Промежуточная» платформа Троцкого «ни мира, ни войны: договора не подписываем, войну прекращаем, а армию демобилизуем» получает одобрение большинства ЦК, однако терпит провал. Германия, выждав по условиям перемирия 7 суток после одностороннего решения с российской стороны прекратить мирные переговоры, 18 февраля 1918 года вместе с Австро-Венгрией переходит в наступление. Бывшая Русская императорская армия к этому времени окончательно прекращает своё существование и оказывается не в состоянии как-либо помешать немцам. Признав провал своей политики, Троцкий 22 февраля подаёт в отставку с поста наркоминдела.
Перед лицом германского наступления Ленин требует от ЦК принятия германских условий, угрожая в противном случае своей отставкой, что фактически означало раскол партии. Также под давлением «левых коммунистов» Ленин выдвигает новую «промежуточную» платформу, представляющую Брестский мир «передышкой» перед будущей «революционной войной». Под влиянием угрозы отставки Ленина Троцкий, хотя и был ранее против подписания мира на германских условиях, меняет свою позицию и поддерживает Ленина. На историческом голосовании ЦК РСДРП(б) 23 февраля (10 марта) 1918 года Троцкий вместе с четырьмя своими сторонниками воздержался, что обеспечило Ленину большинство голосов.

### Деятельность на посту Предреввоенсовета в 1918—1919 годах

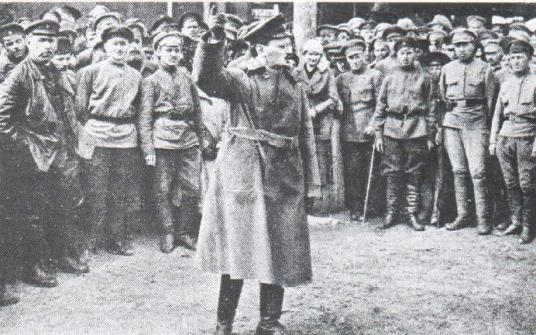
Выступление Троцкого перед красноармейцами, 1918 год

Вскоре после своей отставки с поста наркоминдела Троцкий получает новое назначение. 14 марта он получил пост наркома по военным делам, 28 марта — председателя Высшего военного совета, в апреле — народного комиссара по морским делам, и 6 сентября — председателя революционного военного совета РСФСР.
К февралю 1918 года бывшая царская армия уже фактически прекратила своё существование под влиянием разлагающей пропаганды революционных сил, в том числе и большевиков, оказавшись в результате усилий антигосударственных сил неспособной как-либо задержать германское наступление. Уже в январе 1918 года начато формирование РККА, однако, как отмечает Ричард Пайпс, вплоть до лета 1918 года Красная Армия существует по большей части на бумаге. Существовавшие тогда принципы добровольного набора и выборности командиров привели к её малочисленности, слабой подконтрольности, низкой боеготовности («партизанщина»).

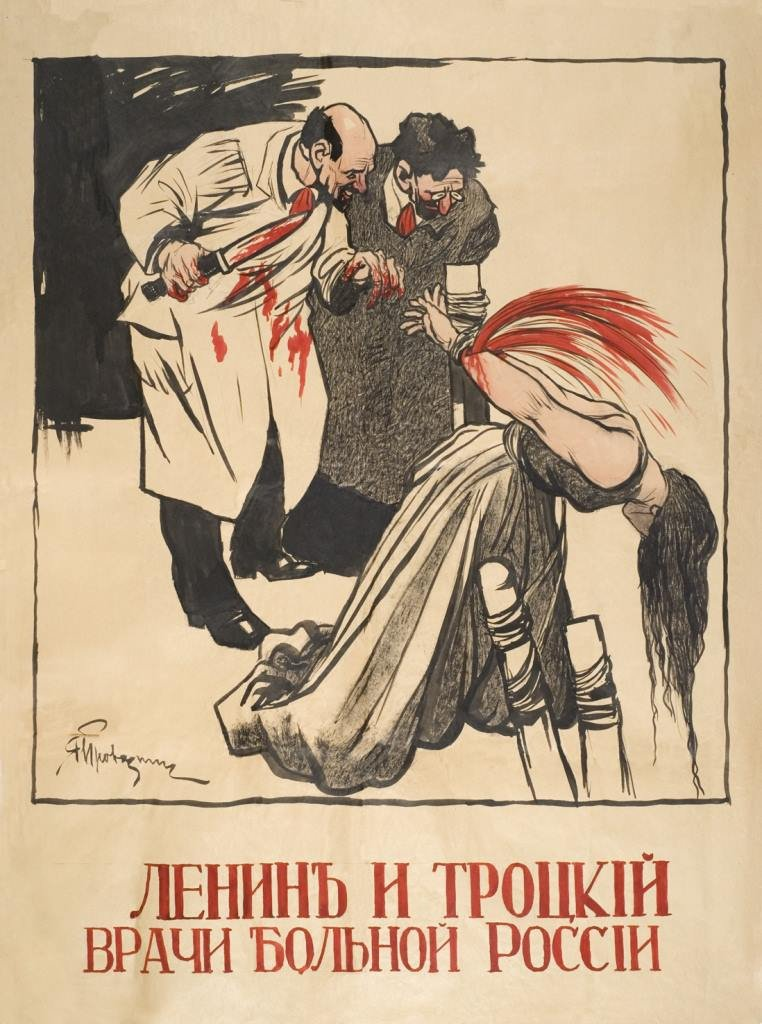
«Белый» пропагандистский плакат «Ленин и Троцкий — „врачи“ больной России», 1918 год

Основным толчком, заставившим большевиков перейти к формированию массовой регулярной армии, стало выступление чехословацкого корпуса. Силы чехословацких легионеров составляли всего около 40-50 тыс. чел., что казалось незначительным для России, ещё год назад располагавшей чуть ли не 15-миллионной армией. Однако на тот момент чехословаки оказались чуть ли не единственной военной силой в стране, сохранившей боеспособность.
Получив в подобных условиях новое назначение, Троцкий становится фактически первым главнокомандующим Красной армии и одним из её ключевых основателей. Современник Троцкого доктор Зив Г. А. заявил, что в качестве наркомвоенмора Троцкий «нащупал свою настоящую профессию: …неумолимая логика (принявшая форму военной дисциплины), железная решительность и непреклонная воля, не останавливавшаяся ни перед какими соображениями гуманности, ненасытное честолюбие и безразмерная самоуверенность, специфическое ораторское искусство».

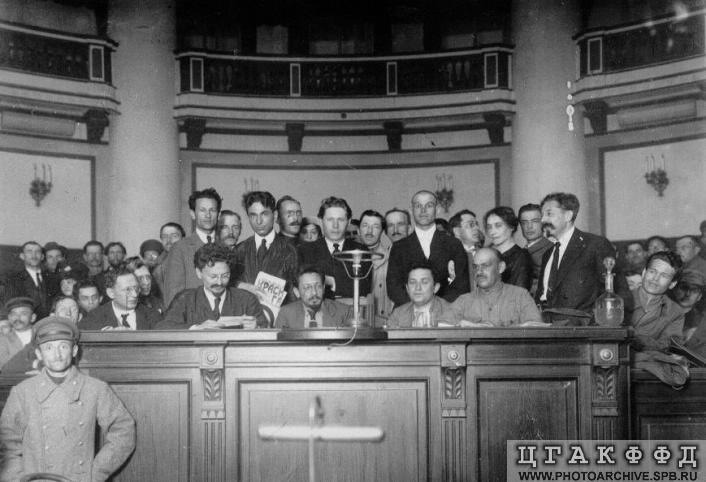
М. С. Урицкий, Л. Д. Троцкий, Я. М. Свердлов, Г. Е. Зиновьев и М. М. Лашевич на II съезде Советов Северной области, 1 августа 1918 года

В августе 1918 года Троцкий формирует тщательно организованный «поезд Предреввоенсовета», в котором, с этого момента, он в основном и живёт два с половиной года, непрерывно разъезжая по фронтам Гражданской войны. В качестве «военного лидера» большевизма Троцкий проявляет несомненные пропагандистские способности, личную смелость и явную жестокость. Прибыв 10 августа 1918 года на станцию Свияжск, Троцкий лично возглавляет борьбу за Казань (см. Троцкий в Свияжске (1918)). Самыми драконовскими способами он наводит среди красноармейцев дисциплину, прибегнув, в том числе, к расстрелам каждого десятого солдата 2-го Петроградского полка, самовольно бежавшего со своих боевых позиций.
В качестве Предреввоенсовета Троцкий последовательно продвигает широкое использование в Красной армии «военспецов», для контроля которых вводит систему политических комиссаров и систему заложничества. Убедившись, что армия, построенная на началах всеобщего равенства и добровольности, оказалась небоеспособной, Троцкий поддерживает её постепенную реорганизацию в соответствии с более традиционными принципами — введение всеобщей воинской повинности, укрепление дисциплины, упразднение выборности командиров, постепенное восстановление мобилизаций и единоначалия, возвращение единой формы одежды со знаками отличия, положительное отношение к воинским приветствиям и парадам.

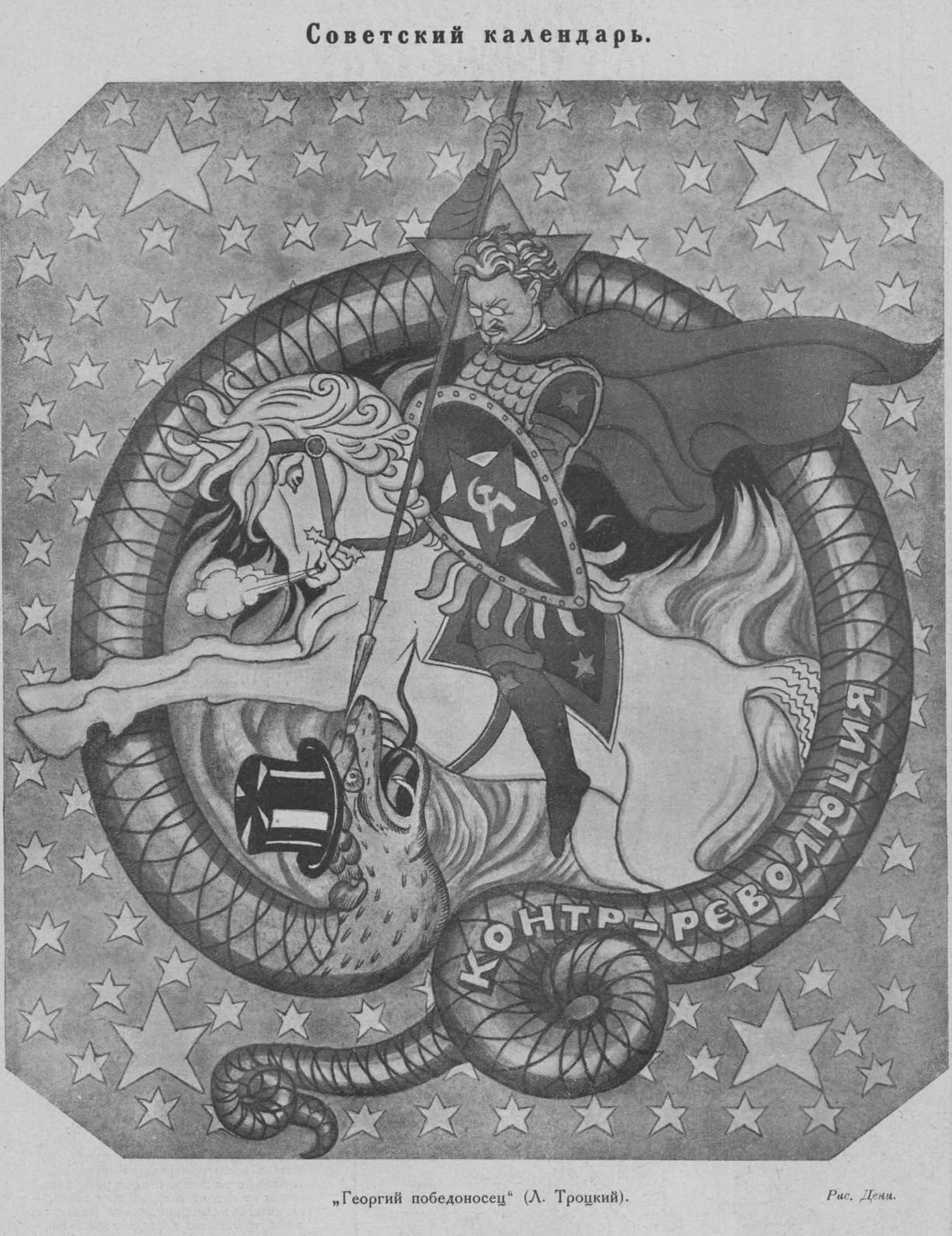
Л. Троцкий — «Георгий Победоносец». Рис. В. Дени в номере журнала к 5-летию создания РККА, 1923 г.

Троцкий неоднократно лично является на передовую, в августе 1918 года его поезд едва не был захвачен белогвардейцами, а позднее в том же месяце он едва не погиб на миноносце Волжской речной флотилии. Несколько раз Троцкий, рискуя своей жизнью, выступает с речами даже перед дезертирами. Вместе с тем бурная деятельность непрерывно колесившего по фронтам Предреввоенсовета начинает всё чаще вызывать раздражение целого ряда его подчинённых, приводя ко множеству громких личных ссор. Самой значительной из них стал личный конфликт Троцкого со Сталиным и Ворошиловым во время обороны Царицына в 1918 году. По свидетельству современника событий Либермана С. И., хотя действия Сталина тогда и нарушали требования воинской и партийной дисциплины, что было осуждено ЦК, большинство коммунистических лидеров недолюбливали «выскочку» Троцкого и в этом конфликте поддерживали Сталина.

#### Конфликт на Восточном фронте. Замена главнокомандующего

Фотомонтаж, изображающий Л. Троцкого на фронтах гражданской войны, 1920 г.

В конце апреля 1919 года командующий Восточным фронтом С. С. Каменев выполнил обходной манёвр на южном фланге Русской армии и ударил по её растянутому строю, белые начали отступать к Уралу. Каменев планировал преследовать Колчака вглубь Сибири, несмотря на то что у него осталась только половина войск: другую отправили на Южный фронт. Однако главнокомандующий И. И. Вацетис наложил запрет на план Каменева, опасаясь, что у белых в Сибири есть сильные резервы, и приказал Каменеву остановиться на Урале. Троцкий поддержал Вацетиса не только из стратегических, но также из политических соображений. Ленин настаивал, чтобы РККА установила связь с Венгерской советской республикой, и Троцкий торопился освободиться на Восточном фронте. 5 мая 1919 Троцкий снял Каменева, не хотевшего отказываться от преследования Восточного фронта белых, с должности командующего. Комиссары Восточного фронта Лашевич, Смилга и Гусев объявили о солидарности со снятым командующим, обратились к Ленину и Сталину с просьбой восстановить Каменева, дав ему свободу действий, и добились отмены решения Троцкого и Вацетиса. 29 мая Каменев был вновь назначен командующим Восточным фронтом и продолжил преследование за Уралом, одержав новые победы на Восточном фронте.

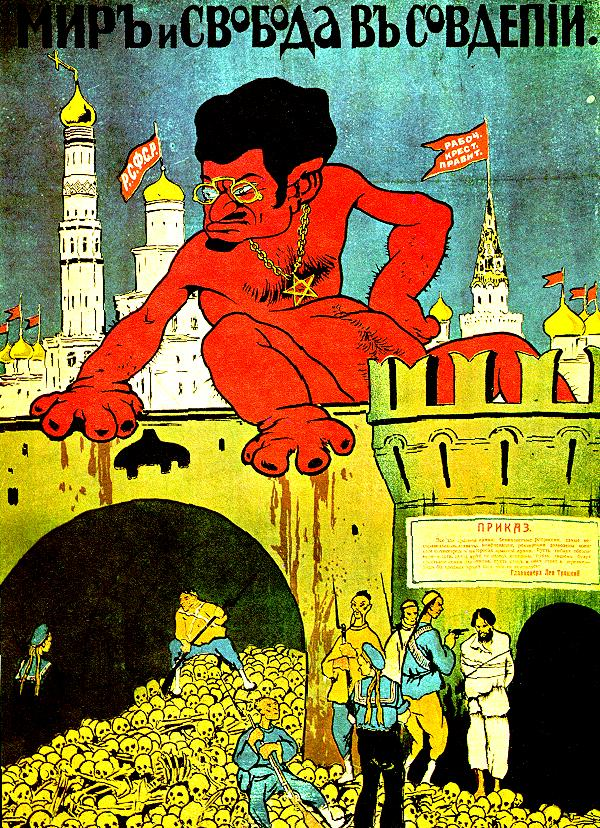
Пропагандистский плакат ОСВАГ «Мир и свобода в совдепии», 1919 год

Конфликт обостряется тем, что к началу июля 1919 года Особый отдел ВЧК вскрыл заговор ряда приближённых к Вацетису лиц. Под подозрения подпадает и сам Вацетис. Несмотря на все попытки Троцкого защитить своего назначенца, Ленин на пленуме ЦК РКП(б) 4 июля 1919 года принимает решение о смещении Вацетиса с поста главкома, и замене его на командующего Восточным фронтом С. С. Каменева. ЦК также вывел из состава Реввоенсовета близких к Троцкому Смирнова, Розенгольца и Раскольникова: их места заняли Смилга и Гусев. 5 июля 1919 года Троцкий в знак протеста против такого решения идёт на демарш, подав в отставку с постов предреввоенсовета, наркомвоенмора и члена Политбюро ЦК, обратившись в ЦК с просьбой оставить его лишь одним из «рядовых» членов Реввоенсовета. Несмотря на суровую критику Троцкого в Кремле, для страны он оставался вождём Октябрьского восстания и основателем Красной армии: его отставка встревожила бы армию и партию. Поэтому по предложению Ленина Политбюро не согласилось с отставкой Троцкого и единодушно приняло резолюцию, где заверяло Троцкого в глубоком уважении и полном доверии и просило его продолжать «работу на Южном фронте, самом трудном, самом опасном и самом важном в настоящее время». Ленин в знак доверия передал Троцкому пустой бланк приказа со своей подписью со словами: «Я ваши решения одобряю, и наверху страницы вы можете написать любое решение, и на нём будет готовая моя подпись». Троцкий согласился остаться на посту.

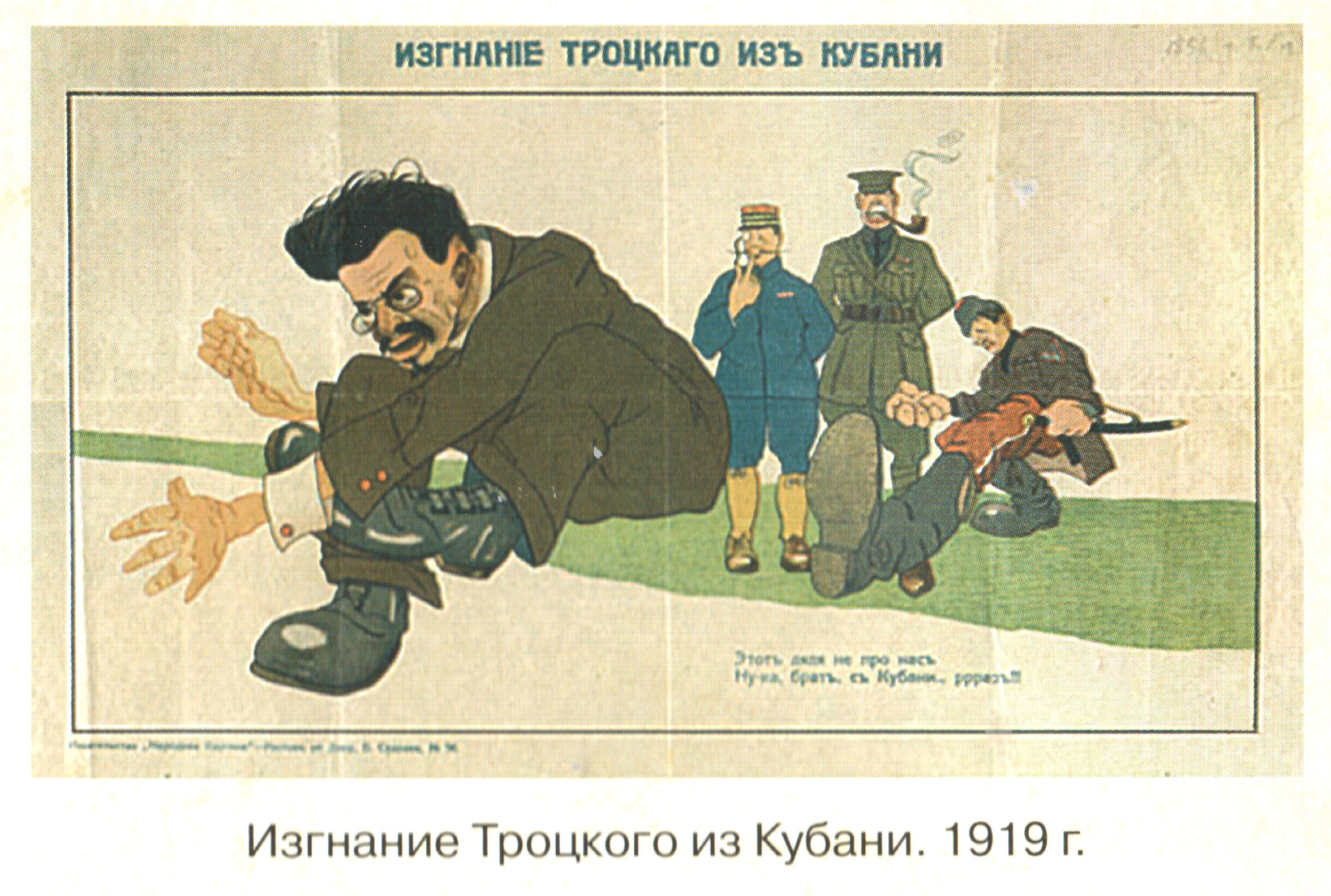
Белогвардейский плакат «Изгнание Троцкого из Кубани». Подпись: «Этотъ дядя не про насъ
Ну-ка, братъ, съ Кубани… ррразъ!!»

Сразу же после этого у Троцкого возникли разногласия с новым главнокомандующим С. С. Каменевым о направлении основного контрудара Красной армии. Каменев предложил наступать на Царицын и Кубань, Троцкий считал более правильным по социально-политическим условиям (поддержка крестьянским и рабочим населением, плотная сеть дорог и железнодорожных путей) наступление на Украине с целью отсечь Добровольческую армию от казаков. Спор был вынесен на Политбюро, и оно согласилось с доводами главнокомандующего, санкционировав главное наступление на восточном участке.
Возвратившись на Южный фронт, Троцкий получил шифрованную телеграмму за подписями Дзержинского, Крестинского, Ленина и Склянского о том, что уже 8 июля Вацетис был арестован по подозрению в связях с заговорщиками.

#### Оборона Петрограда осенью 1919

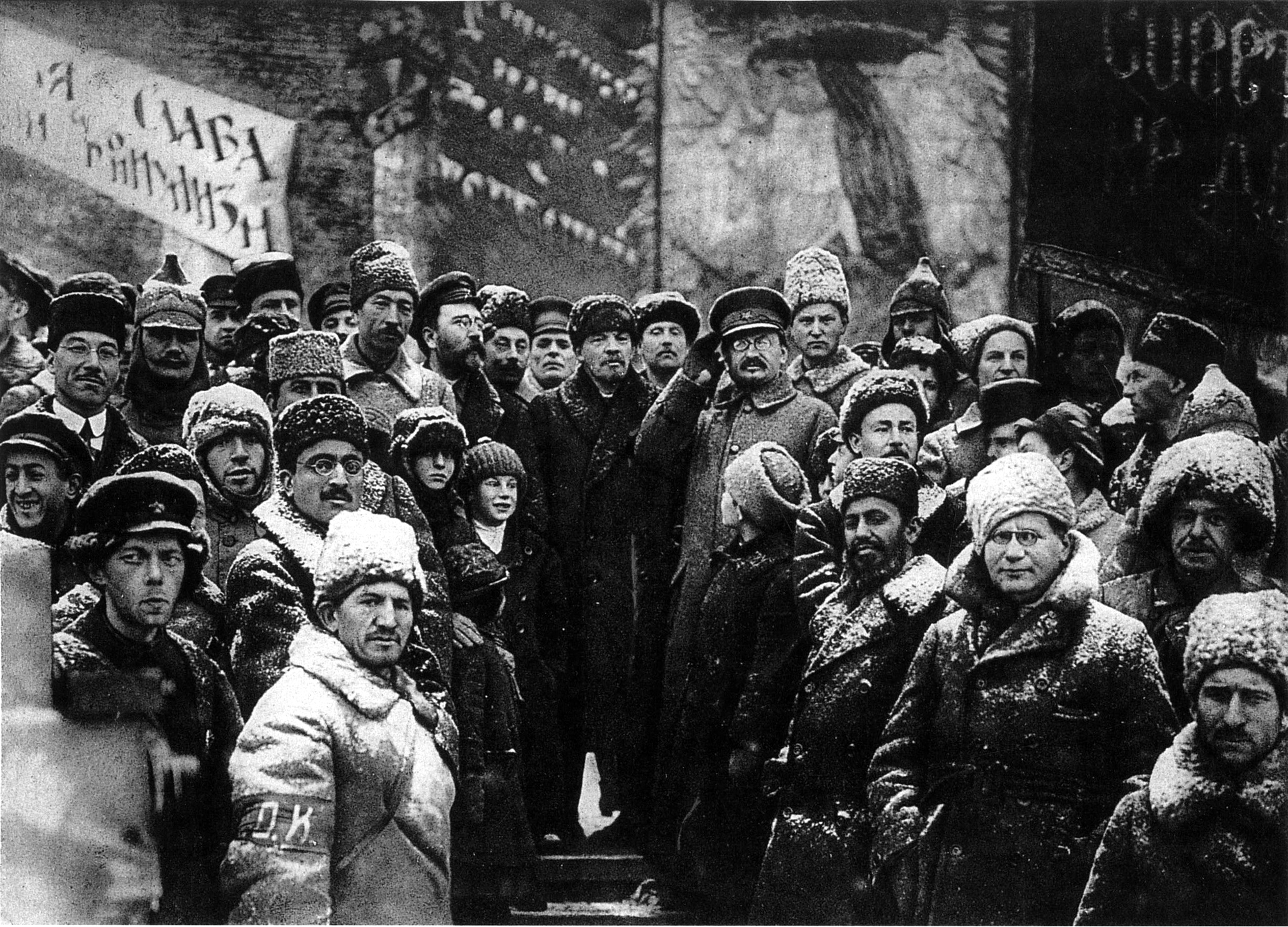
Ленин и Троцкий на Красной площади во время празднования второй годовщины Октябрьской революции, 7 ноября 1919 года

По мнению Ричарда Пайпса, единственным несомненным личным вкладом Троцкого в боевые действия Гражданской войны стала оборона Петрограда осенью 1919 года. Несмотря на то, что красная 7-я армия имела почти пятикратное преимущество в живой силе перед Северо-Западной армией Юденича, Петроград был охвачен паникой, в том числе перед белогвардейскими танками, а Ленин всерьёз рассматривал перспективу сдачи города. Троцкий своими выступлениями смог поднять упавший боевой дух войск, параллельно пустив слух, что танки Юденича «сделаны из крашеного дерева». После этого красноармейцы наконец смогли воспользоваться своим численным преимуществом и разгромить белых. В ноябре 1919 года войска генерала Юденича отступили на территорию Эстонии, где были интернированы местными властями.

## Участие в управлении государством

### У власти в конце Гражданской войны (1920—1921)

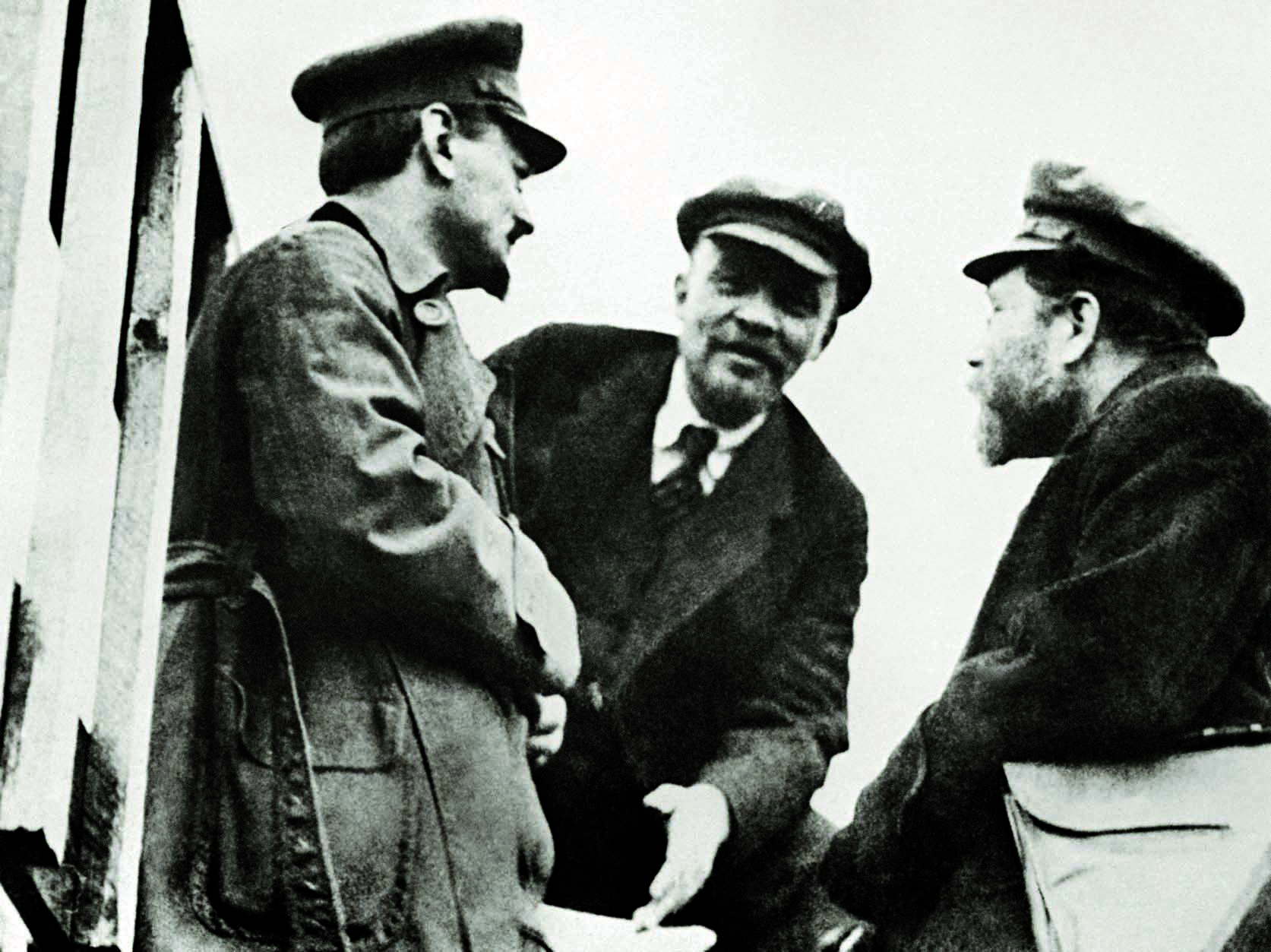
В. И. Ленин беседует с Л. Д. Троцким и Л. Б. Каменевым после выступления перед красноармейцами, отправляющимися на польский фронт. 5 мая 1920 г.

В декабре 1919 года окончательно рухнул колчаковский фронт. В 1920 году Красной Армии удаётся добиться решающего перелома в ходе Гражданской войны («красный потоп»). Окончание Гражданской войны сместило приоритеты от вооружённой борьбы к интенсивному хозяйственному строительству.
После семи лет войны (сначала мировой, а затем гражданской) страна лежала в руинах, а истощённое население более уже не могло содержать созданную Троцким гигантскую военную машину. В декабре 1920 года Ленин санкционировал начало демобилизации Красной армии; основным сдерживающим её фактором стал произошедший за годы войны самый крайний развал железных дорог: они были уже неспособны за короткое время развезти по домам миллионы демобилизованных солдат. Это послужило основанием для организации закупок паровозов в Швеции и Германии (см. про паровозы Эш и Эг). Отвечал за организацию сделки отправленный Троцким известный инженер-железнодорожник Ю. В. Ломоносов, позднее эмигрировавший в Лондон вместе с семьёй.

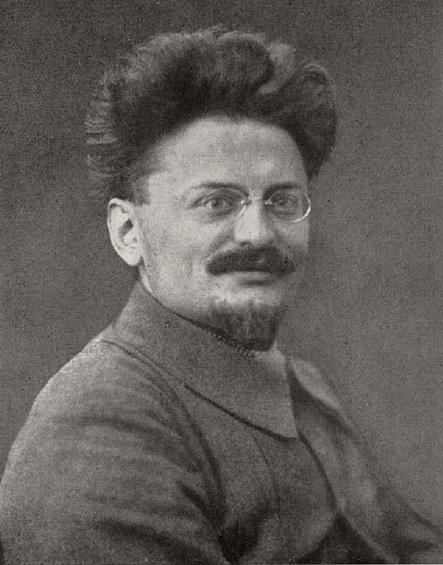
Лев Троцкий в 1919 году

С приближением окончания войны Троцкий начал проявлять всё больший интерес к мирной хозяйственной деятельности. Первым его экспериментом на этом поприще стала организация в январе 1920 года Первой трудовой армии, ставшая возможной в связи с расформированием колчаковского фронта. Опыт, однако, оказался целиком провальным: трудармейцы показывали крайне низкую производительность труда, а боевая организация оказалась плохо приспособлена для мирного труда. По разным оценкам, на момент создания трудармии лишь 10-23 % её личного состава занимались трудовой деятельностью как таковой, постоянно отвлекались от работ строевой подготовкой и несением нарядов.
Тем не менее весь 1920 год и первые месяцы 1921 прошли под знаком «военного коммунизма», в том числе и организации новых трудармий. На постах председателя совета первой трудармии (январь — февраль 1920) и наркома путей сообщения (март 1920 — апрель 1921) Троцкий зарекомендовал себя как рьяный сторонник милитаризации народного хозяйства. В своём выступлении на III Всероссийском съезде профсоюзов 9 апреля 1920 года он сформулировал своё кредо:

…Когда меньшевики говорят о своей резолюции, что принудительный труд всегда является малопроизводительным, то они находятся в плену у буржуазной идеологии и отрицают самые основы социалистического хозяйства… Мы знаем труд вольнонаёмный, который буржуазия называет свободным. Мы же противопоставляем этому труд общественно-нормированный на основе хозяйственного плана, обязательного для всего народа, т.-е. принудительного для каждого работника страны. Без этого нельзя и думать о переходе к социализму… Говорят, что принудительный труд непроизводителен. Если это верно, то все социалистическое хозяйство обречено на слом, ибо других путей к социализму, кроме властного распределения хозяйственным центром всей рабочей силы страны, размещения этой силы соответственно потребностям общегосударственного хозяйственного плана, быть не может…
Если рабочие сохранят то, что называлось свободой передвижения, свободой покидать завод в любое время, в поисках лучшего куска хлеба, то в настоящих условиях, в условиях страшной расшатанности всей жизни, всего производственного и транспортного аппарата, это приведёт к полной хозяйственной анархии, к полному разгрому и распылению рабочего класса, к полной невозможности учесть завтрашний день нашей промышленности. Милитаризация труда не есть выдумка отдельных политиков или выдумка нашего военного ведомства. Милитаризация труда…является неизбежным основным методом организации рабочих сил…

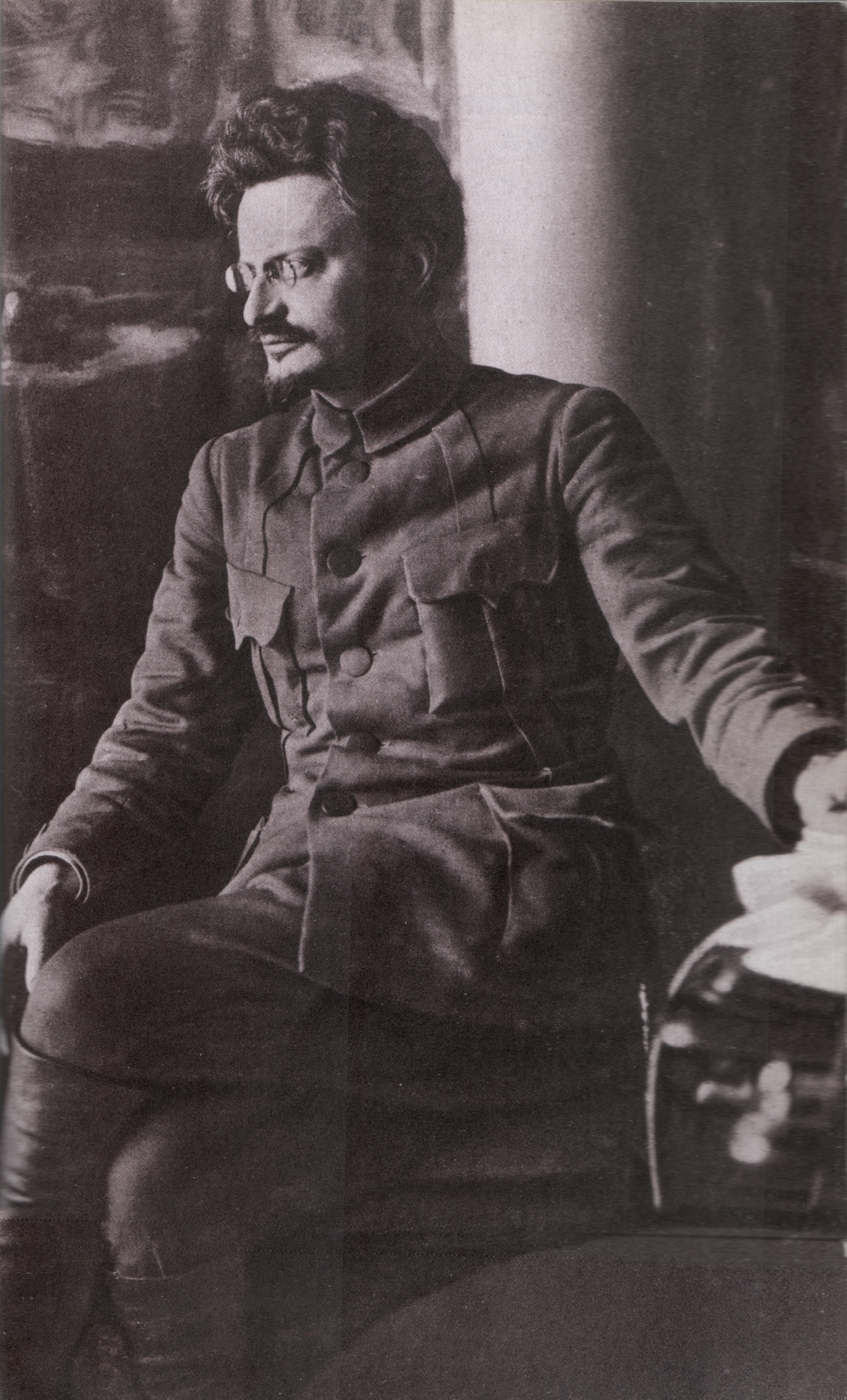
Лев Троцкий в 1920 году

Во время внутрипартийной дискуссии о профсоюзах (ноябрь 1920 — март 1921) Троцкий выступал как сторонник всеобщей милитаризации промышленности с использованием профсоюзов в качестве «приводных ремней». По воспоминаниям современника Либермана С. И., с окончанием Гражданской войны Троцкий собирался не демобилизовать армию, а наоборот, милитаризовать народное хозяйство. Вместе с тем подобное стремление к применению в экономике военно-командных методов во многом соответствовало духу времени; большевизм родился в огне и грохоте войны, и на долгие десятилетия унаследовал фразеологию «фронтов» и «кампаний» применительно к самой мирной деятельности.
В годы революции и Гражданской войны Троцкий фактически стал вторым лицом в государстве; мощная пропагандистская машина большевизма, одним из создателей которой он сам и являлся, создала вокруг Троцкого героический ореол «вождя победоносной Красной армии». За участие в обороне Петрограда Троцкий был награждён орденом Красного знамени, в его честь назван эсминец и бронепоезд, в 1923 году Гатчина была переименована в Троцк. Впрочем, аналогичных почестей в то же время удостоились и многие другие большевистские вожди, включая и Сталина.
Однако участие Троцкого в организации трудармий и его предложение «перетряхнуть профсоюзы» крайне подорвало его авторитет; дальнейшее «закручивание гаек» в духе «военного коммунизма» страна уже не могла вынести. Между тем в действительности отношение Троцкого к режиму «военного коммунизма» было на деле куда более сложным — именно он ещё в феврале 1920 года первым предложил меры по отмене продразвёрстки (хотя эти меры и не совпадали в точности с решениями, принятыми через год X съездом).
Переход к НЭПу вызывал у современников явные аналогии с термидором Французской революции — контрреволюционным переворотом, поставившем точку на радикализме якобинцев. Как ни парадоксально, в начале 1920-х годов именно Троцкий как популярный военачальник и сторонник авторитарных, военно-командных методов, казался наиболее очевидным кандидатом в бонапарты.
Однако НЭП, став фактически реставрацией капитализма в экономике, так и не привёл к либерализации в политике. Наоборот, экономическая либерализация 1920-х годов развернулась одновременно со всеобщим «закручиванием гаек» в политической сфере. Окончательно были распущены все сохранившие до того времени легальность небольшевистские партии, внутри самой партии был принят курс на постепенное уничтожение любых оппозиций, и установление полного единомыслия по всем вопросам. Самое пристальное внимание партия также уделила основной идеологической опоре «старого режима» — церкви, упорно отказывавшейся признавать новую власть. С окончанием Гражданской войны большевики организовали кампанию по изъятию церковных ценностей. Было инициировано внутрицерковное движение «обновленчества»; по замыслу Троцкого, оно должно было стать своеобразным православным аналогом протестантской Реформации.
Троцкий принимал самое деятельное участие во всех этих процессах. Крайне негативно он высказывался о «рабочей оппозиции» Шляпникова — Коллонтай, заявив, что она делает из лозунга внутрипартийного «демократизма» фетиш. Поддерживал показательные процессы против эсеров по обвинению в террористической деятельности против большевиков; по предложению Троцкого, смертные приговоры были заменены на «условные» при условии, что ПСР не будет заниматься более вооружённой борьбой против большевизма. Таким образом, лидеры эсеров были, фактически, взяты в заложники.

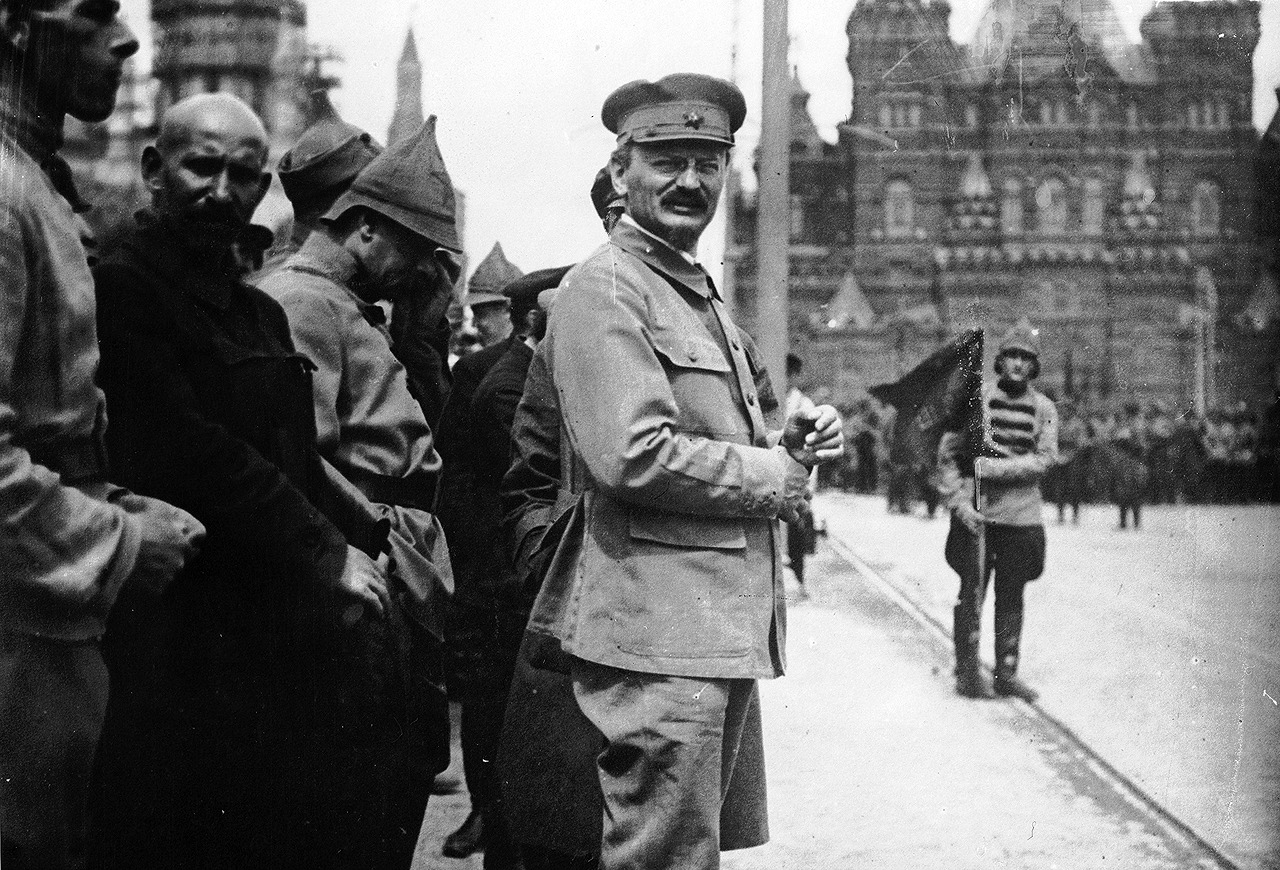
Троцкий на Красной площади, начало 1920-х годов

Возглавляемой Троцким Красной армии удалось победить в Гражданской войне, тем самым защитив большевизм от физического уничтожения. Однако, с окончанием войны Троцкий стал более не нужен. Оказавшись во главе армии в военное время, Троцкий на несколько лет получил в свои руки практически неограниченную власть. Годы Гражданской войны укрепили его приверженность авторитарному стилю руководства, тогда как в партии того времени был принят коллегиальный стиль. По мнению Нагловского А. Д., Троцкий создавал вокруг себя атмосферу «аракчеевщины».
Старые большевики были вынуждены признавать огромные заслуги Троцкого перед партией, однако считали его выскочкой, который присоединился к большевизму лишь в июле 1917 года. До революции Троцкий долго колебался между большевиками и меньшевиками, не вполне присоединяясь ни к тем, ни к другим; фактически, он всегда тяготел к созданию собственной партии и собственного учения.
Применявшиеся Троцким жёсткие методы военного времени создали ему немало врагов, самыми опасными среди которых стали Зиновьев и Сталин. После окончательного отхода Ленина от политической деятельности судьба Троцкого была предрешена — против него объединилось большинство партийных верхов.

### Политическая деятельность 1919—1921
При создании Коминтерна в 1919 году Лев Троцкий был автором его Манифеста.
В марте 1919 года VIII съезд РКП(б) воссоздал большевистское политбюро как постоянно действующий орган, и Троцкий вошёл в состав первого Политбюро ЦК РКП(б).
16 мая 1921 года газеты писали о возможном перевороте Троцкого и Каменева.
В 1922 году, на почве недовольства деятельностью Рабкрина и решением национального вопроса, снова стал складываться союз между Троцким и Лениным, но Ленин заболел и отошёл от политической жизни.

### Троцкий в последние годы жизни Ленина. Начало борьбы за власть внутри РКП(б)

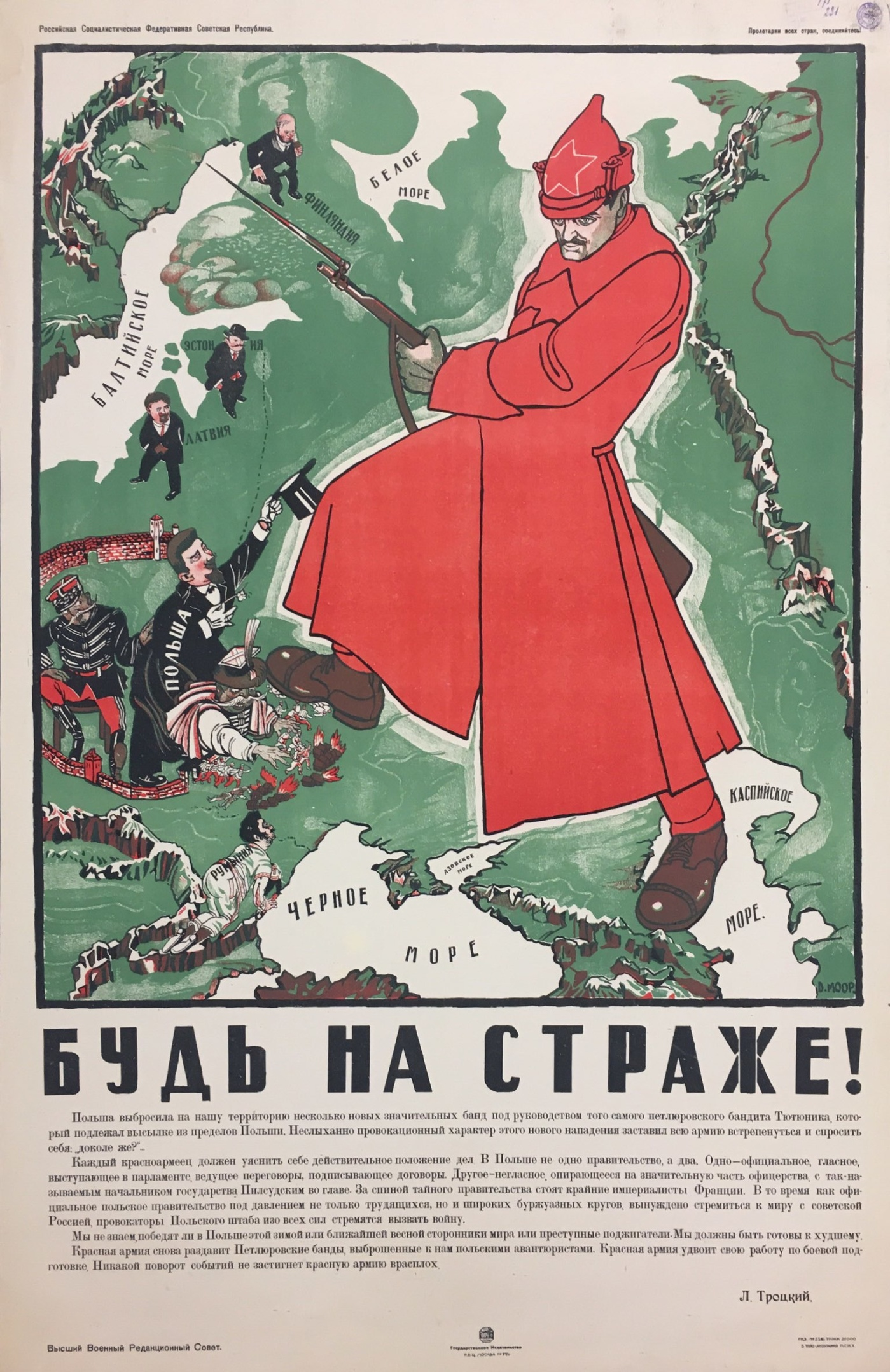
Троцкий в виде аллегорического образа Красной армии на советском плакате, посвящённом войне с Польшей. 1920 год

В течение 1921 года в целом подходит к концу Гражданская война. 18 марта 1921 года был подписан Рижский договор, завершивший советско-польскую войну 1920—1921 годов. Уничтожен очаг антибольшевистского сопротивления в Крыму. После объявления о замене продразвёрстки продналогом начинают идти на убыль крестьянские восстания. На Дальнем Востоке в апреле 1920 года образована марионеточная ДВР, «буфер» между большевиками и японскими интервентами во Владивостоке.
В то же время с июля 1921 года начинает заметно ухудшаться здоровье Ленина. Троцкий в своих воспоминаниях отмечает, что особенное ухудшение началось с 7 декабря 1921 года. 25 мая 1922 года Ленин переживает первый инсульт.

#### 1922 год. Формирование «тройки» Зиновьев—Каменев—Сталин

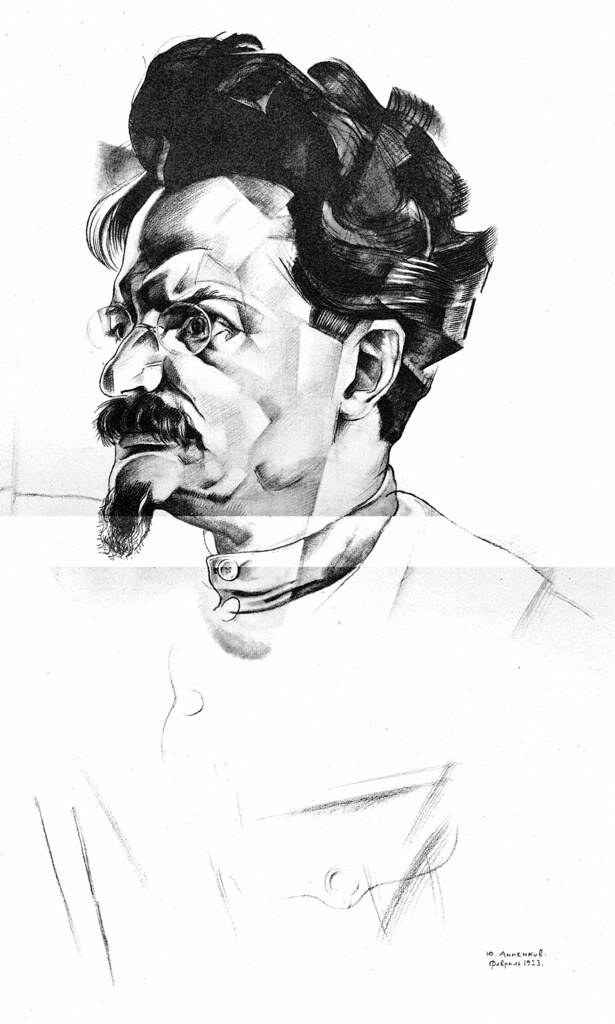
Портрет Троцкого, нарисованный Юрием Анненковым в 1922 году

Ухудшающееся самочувствие Ленина и фактическое окончание Гражданской войны вывели на первое место вопрос о власти, вопрос о том, кто станет преемником Ленина и новым главой правительства. В секретном заключении врачей, направленном членам Политбюро ЦК, подчёркивался крайне серьёзный характер болезни Ленина. Сразу же после инсульта сформировалась «тройка» в составе Каменева, Зиновьева и Сталина для совместной борьбы с Троцким как одним из вероятных преемников. Как пишет профессор Волкогонов: «Сталин, Каменев и Зиновьев не скрывали своих опасений в отношении Троцкого, который, похоже, давно в душе считал, что только он может быть преемником Ленина, что это место логикой истории давно „забронировано“ для него». В декабре 1922 года состояние Ленина снова сильно ухудшилось, 16 декабря произошёл второй инсульт. Большевистским лидерам, в том числе и самому Ленину, стало окончательно ясно, что жить ему осталось недолго.
3 апреля 1922 года по предложению Каменева и Зиновьева была учреждена должность Генерального секретаря ЦК РКП(б), на которую по их предложению был назначен Сталин. Первоначально эта должность понималась как техническая и потому никак не интересовала Троцкого, а под главой государства понимался Председатель Совнаркома. Сталин фактически возглавлял целый ряд подобных «технических» органов ЦК: Секретариат ЦК, Оргбюро ЦК, входил в состав Политбюро, возглавлял основной советский контрольный орган Рабкрин. Также Сталин продвигал на пост главы основного партийного контрольного органа, Центральной контрольной комиссии (ЦКК), своего сторонника Куйбышева. Таким образом Сталину удалось возглавить «технический» государственный аппарат как раз в период особенно резкого роста его влияния.
Ричард Пайпс отмечает, что грандиозный рост бюрократии в начале 1920-х годов был предопределён заранее. По крайней мере с декабря 1917 года большевики взяли курс на всеобщее огосударствление экономики и ликвидацию местного самоуправления, что, будучи помноженным на огромные размеры России, вызвало колоссальный рост госаппарата, взвалившего на себя множество функций, в исполнение которых государство до революции не вмешивалось. Этот процесс подробно рассмотрен исследователем Михаилом Восленским в его фундаментальной работе «Номенклатура». М. С. Восленский отмечает, что с окончанием Гражданской войны в правящую коммунистическую партию хлынула масса «нахрапистых карьеристов», каждого из которых по отдельности Ленин мог расстрелять, сослать, посадить в тюрьму, «но все вместе они были неодолимы». Усиление партийной бюрократии наложилось на всеобщую усталость населения от затянувшейся войны (по выражению Троцкого, победили настроения «не мы для революции, а теперь уж революция для нас»).
В течение 1922 года Ленину на какое-то время удалось вернуться к работе. Он лично вмешался в острую дискуссию по национальному вопросу, раскритиковав сталинский план «автономизации» РСФСР. Заявив по адресу Сталина, что «обрусевшие инородцы зачастую пересаливают по части истинно русского настроения», Ленин выдвинул план устройства СССР как объединения союзных республик. Также в 1922 году Ленин предложил Троцкому стать одним из четырёх заместителей Предсовнаркома; за предложенную Лениным резолюцию проголосовали все члены Политбюро — все, кроме самого Троцкого, недовольного таким незначительным, по его мнению, назначением.
После своего временного возвращения к работе в 1922 году Ленин был поражён развернувшимся в связи с окончанием Гражданской войны бурным процессом построения госаппарата: за время болезни Ленина Совнарком успел образовать 120 новых комиссий, тогда как, по подсчётам Ленина, должно было хватить 16. В январе 1923 года Ленин написал программную статью «Как нам реорганизовать Рабкрин», в которой пытался сделать из этого органа противовес усиливающейся бюрократии. По мнению Ричарда Пайпса,

Провал попыток экспортировать революцию означал, что возникает необходимость создать стабильное государство и профессиональное чиновничество для управления этим государством. Подобная задача требовала людей совершенно иного типа, чем профессиональный революционер, большую часть сознательной жизни проведший в подполье. … Соратники Ленина были неспособны руководить нормально функционирующим государством, иметь дело с ворохами всевозможной писанины, издавать инструкции разбросанным по всей стране партячейкам, назначать чиновников низшего уровня, — всё это казалось им невыносимо скучным. Сталин был единственным из числа крупных большевиков, у кого имелись и вкус и талант к подобной рутине. Это и стало решающим фактором его восхождения на вершину власти. … Советская бюрократия разрослась в таких неимоверных масштабах, потому что при коммунизме все без исключения, в чём участвовало двое или больше людей, должно было проходить под руководством партийных органов. Вся экономика страны, ранее находившаяся, главным образом, в частных руках, управлялась теперь из единого центра; точно так же обстояло дело со всеми общественными институтами, со всеми культурными объединениями, с духовенством, со всем вплоть до самых мельчайших ячеек общества, потому что, будучи опытными революционерами, большевики прекрасно понимали, что самые безобидные на первый взгляд организации могут служить ширмой для политической активности. Это означало создание гигантской бюрократической машины.

По выражению М. С. Восленского, «когда читаешь последние работы Ленина, явственно видишь, как находящийся на краю могилы вождь мечется перед этой неожиданной проблемой»; по выражению самого Ленина, «самый худший у нас внутренний враг — бюрократ. Это коммунист, который сидит на ответственном (а затем и на неответственном) советском посту и который пользуется всеобщим уважением, как человек добросовестный».
В своей работе 1922 года «К вопросу о национальностях или об „автономизации“» Ленин крайне резко критиковал как рост бюрократического аппарата, так и продвигавшийся Сталиным «великодержавный» план «автономизации» (включения бывших национальных окраин Российской Империи в состав РСФСР в качестве автономных республик вместо проекта СССР):

…вся эта затея «автономизации» в корне была неверна и несвоевременна. Говорят, что требовалось единство аппарата. Но откуда исходили эти уверения? Не от того ли самого российского аппарата, который, как я указал уже в одном из предыдущих номеров своего дневника, заимствован нами от царизма и только чуть-чуть подмазан советским миром… по совести сказать… [аппарат] на самом деле насквозь ещё чужд нам и представляет собой буржуазную и царскую мешанину. <…> «свобода выхода из союза», которой мы оправдываем себя, окажется пустою бумажкой, неспособной защитить российских инородцев от нашествия того истинно русского человека, великоросса-шовиниста, в сущности, подлеца и насильника, каким является типичный русский бюрократ. Нет сомнения, что ничтожный процент советских и советизированных рабочих будет тонуть в этом море шовинистической великорусской швали, как муха в молоке… приняли ли мы с достаточной заботливостью меры, чтобы действительно защитить инородцев от истинно русского держиморды? Я думаю, что мы этих мер не приняли…
С 1922 года, параллельно с усилением влияния Сталина как главы «технического» аппарата, также усиливается его влияние как секретаря постепенно отходящего от дел Ленина. Как считает Ричард Пайпс, Ленину в этом отношении было куда удобнее иметь дело со Сталиным, чем со своевольным взрывоопасным Троцким:

…когда Ленин, утратив способность заниматься государственными делами, жил в Горках, Сталин навещал его чаще, чем кто бы то ни было другой. Что же касается Троцкого, то в конце 1922 г. он расспрашивал, как проехать в Горки, — судя по всему, он там ни разу не был. Троцкий постоянно бомбардировал Ленина пространными меморандумами, в которых объяснял, сколь многое идёт вкривь и вкось в Советской России и как исправить допущенные ошибки. Ленин часто нацарапывал на этих меморандумах резолюцию «В архив», — это значило, что никаких действий по выводам и предложениям Троцкого предпринимать не следует. Сталин, напротив, посылал ему лишь кратенькие записки, содержащие разбитые по пунктам предложения относительно того, как лучше реализовать принятые Лениным решения, никогда не оспаривая сами эти решения.
Сам Троцкий в своей автобиографической работе «Моя жизнь» признаёт по этому поводу: «нет никакого сомнения в том, что для текущих дел Ленину было во многих случаях удобнее опираться на Сталина, Зиновьева или Каменева, чем на меня… у меня были свои взгляды, свои методы работы, свои приёмы… он слишком хорошо понимал, что я не гожусь для поручений».
После второго инсульта, случившегося с Лениным 16 декабря 1922 года, «тройка» Зиновьев—Каменев—Сталин с января 1923 года окончательно оформила механизм своей работы. Один из секретарей Сталина Борис Бажанов так описывает его:

Политбюро — центральный орган власти. Оно решает все важнейшие вопросы управления страной (да и мировой революцией). …Но порядок дня заседания Политбюро… утверждает тройка. Накануне заседания Политбюро Зиновьев, Каменев и Сталин собираются, сначала чаще на квартире Зиновьева, потом обычно в кабинете Сталина в ЦК. Официально — для утверждения повестки Политбюро. Никаким уставом или регламентом вопрос об утверждении повестки не предусмотрен. <…> это заседание тройки и есть настоящее заседание секретного правительства, решающее, вернее, предрешающее все главные вопросы. Формально тройка решает, ставить ли вопрос на заседании Политбюро или дать ему другое направление. На самом деле члены тройки сговариваются, как этот вопрос должен быть решён на завтрашнем заседании Политбюро, обдумывают решение, распределяют даже между собой роли при обсуждении вопроса на завтрашнем заседании… Завтра на заседании Политбюро будет обсуждение, будут приняты решения, но всё главное обсуждено здесь, в тесном кругу; обсуждено откровенно, между собой (друг друга нечего стесняться) и между подлинными держателями власти. Собственно, это и есть настоящее правительство.
Как впоследствии утверждал сам Троцкий, в декабре 1922 — январе 1923 их с Лениным позиции снова сблизились по вопросам монополии внешней торговли, национально-административного устройства СССР (проект «союзных республик» против проекта «автономизации РСФСР») и борьбы с усилением бюрократии. План Ленина «по борьбе с бюрократией» состоял в расширении ЦК в несколько раз, усиления контрольного органа — Рабоче-крестьянской инспекции (Рабкрин), образования комиссии ЦК по борьбе с бюрократизмом. Предложенные Лениным меры формально были реализованы «тройкой» Зиновьев-Каменев-Сталин: ЦК был расширен с 27 до 40 человек (вместо предлагавшихся Лениным 50-100), а разнообразные контрольные органы (Рабкрин, ЦКК и др.) никаких успехов в борьбе с бюрократией не достигли. По итогам XII Съезда РКП(б), прошедшего в апреле 1923 года, Рабкрин был объединён с ЦКК во главе со сторонником Сталина Куйбышевым. Согласно предложениям Ленина, в Рабкрин действительно были введены рабочие «от станка», однако они составили лишь треть членов этого контрольного органа.

## Во главе Левой оппозиции

### 1923 год. Отход Ленина от дел. Начало активной борьбы за власть
Во-первых, механизм власти… Дело начинает меняться с окончанием гражданской войны. Создаётся и быстро начинает расти настоящий партийный аппарат. Тут централизаторски объединяющую деятельность в деле управления, которую выполняет Политбюро в центре, начинают брать на себя в областях областные и краевые Бюро ЦК, в губерниях Бюро губкомов. А в губкомах на первое место выходит секретарь - он начинает становиться хозяином своей губернии вместо председателя губисполкома и разных уполномоченных центра… Политбюро избирается Центральным Комитетом. Имейте в своих руках большинство Центрального Комитета, и вы выберете Политбюро, как вам нужно. Поставьте всюду своих секретарей губкомов, и большинство съезда и ЦК за вами. …  с января 1926 года Сталин после съезда пожинает плоды своей многолетней работы — свой ЦК, своё Политбюро — и становится лидером…
А дальше? Куда это растёт? … Теоретически свержение его [Сталина] возможно только через съезд партии — он прекратит созывать съезды, когда вся власть будет в его руках.

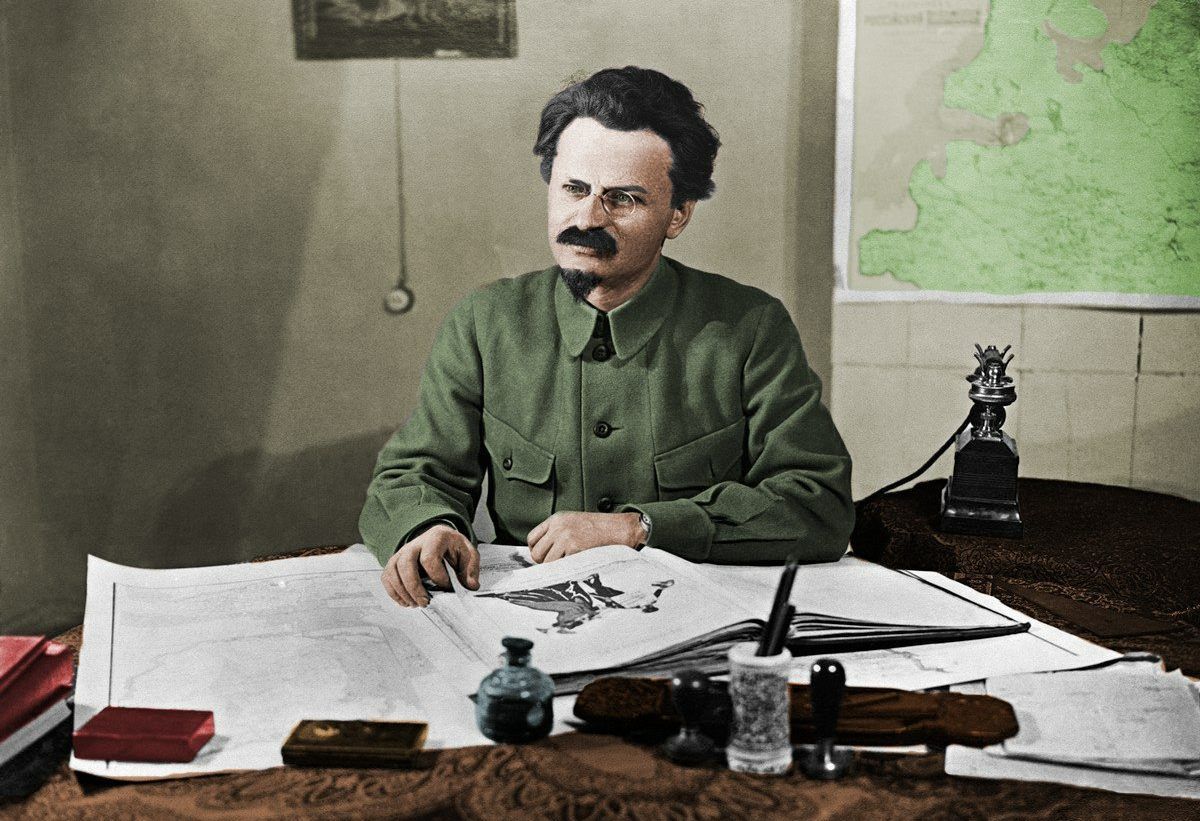
Председатель реввоенсовета и нарком по военно-морским делам Лев Троцкий в своём кремлёвском кабинете, 1923 год

10 марта 1923 года с Лениным происходит третий инсульт, и он окончательно отходит от дел. Большевистский лидер оказывается не в состоянии выступать с традиционным Политическим отчётом на состоявшемся в апреле XII съезде РКП(б). Политбюро какое-то время колеблется, кто должен будет выступать вместо Ленина. Основные претенденты на власть предпочитают маневрировать. Сталин предлагает Троцкого, однако Троцкий отказывается и предлагает зачитать доклад самому Сталину, но и он отказывается. В итоге Политбюро поручает зачитать доклад Зиновьеву как председателю Коминтерна.
Начиная с 1922 года подчинявшийся Сталину Секретариат ЦК начинает обходить принцип выборности секретарей нижестоящих парткомов на местах, «рекомендуя» их под предлогом борьбы с «местническими интересами». В течение 1923 года Сталин и далее укрепляет свою власть, расширив полномочия Учётно-распределительного отдела ЦК (Учраспред), входящего в состав Секретариата ЦК. После XII Съезда Учраспред, ранее занимавшийся назначениями в пределах парткомов разных уровней, начал также ведать перемещениями в практически всех государственных органах, от промышленности до наркомата иностранных дел.
Во второй половине 1923 года умирающий Ленин уже оказывается полностью неспособен вести какую-либо политическую деятельность. В это время режим «нэпа» входит в первый кризис. Материальное положение рабочих в больших городах, в первую очередь в Петрограде и Москве, всё ещё остаётся худшим, чем до 1914 года, с лета 1923 года в стране начинаются забастовки. Рабочие оппозиционеры обвиняют партийные верхи в «бюрократическом перерождении», их требования зачастую балансируют на грани анархо-синдикализма и «интеллигентоедских» предложений вроде принудительного перевода партийных интеллигентов к станку с целью борьбы с их «отрывом от масс». О своём недовольстве заявляют и крестьяне: по состоянию на октябрь 1923 года цены на промышленные товары составили 276 % от уровня 1913 года, тогда как на продовольственные — только 89 %. Иллюстрируя сложившееся положение на графике, Троцкий называет это явление «ножницами цен».

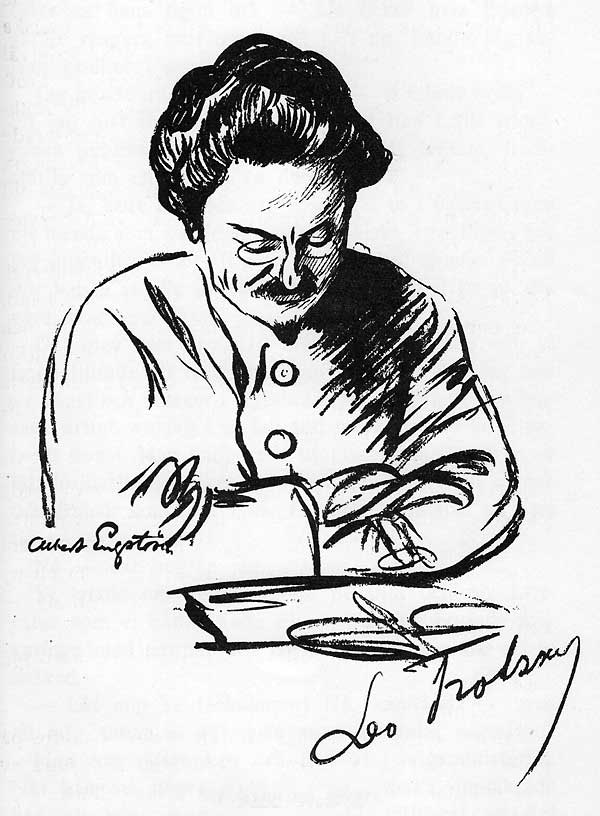
Л. Троцкий, рисунок А. Энгстрёма, 1923 год

В июле 1923 года контролируемое «тройкой» Зиновьев-Каменев-Сталин большинство ЦК составляет комиссию по проверке положения дел в армии под предлогом обострения революционной ситуации в Германии. Комиссия была составлена из сторонников Сталина и осенью 1923 вынесла предсказуемый вывод о том, что армия «развалена», а Троцкий «не уделяет достаточно внимания деятельности Реввоенсовета». Никаких последствий, кроме гневной отповеди самого Троцкого, эти выводы за собой тогда не повлекли. 23 сентября 1923 «тройка» начинает решающее наступление на Троцкого, предложив на пленуме ЦК расширить состав Реввоенсовета за счёт сторонников тройки. Предложение быстро переросло в скандал: Троцкий, прекрасно понимая, что происходит, предлагает ЦК отправить его «простым солдатом в назревающую германскую революцию». Слово берут Зиновьев, издевательски предложивший отправить в Германию «солдатом революции» и его, и Сталин, потребовавший от ЦК «не рисковать двумя драгоценными жизнями своих любимых вождей». Троцкий покинул заседание, Пленум ЦК отправляет за ним делегацию с предложением вернуться на заседание, однако Троцкий возвращаться отказывается.
8 октября 1923 года Троцкий пишет письмо по хозяйственным вопросам в ЦК. Отметив назревший хозяйственный кризис, он называет сложившееся в партии положение «секретарской иерархией», резко критикует «партийную бюрократию», которую и обвиняет в кризисе.
От членов партии с дореволюционным партстажем Политбюро получает «Заявление сорока шести». 19 октября большинство ЦК организует встречное заявление «Ответ членов Политбюро на письмо тов. Троцкого», в котором он обвинялся в организации фракционной деятельности.
Как думает лечить Сапронов недочёты нашей внутрипартийной жизни? Его лекарство такое же простое, как и диагноз. “Пересмотреть наш офицерский состав”, снять с постов нынешних работников – таково средство Сапронова… В рядах оппозиции имеются такие, как Белобородов, «демократизм» которого до сих пор остался в памяти у ростовских рабочих; Розенгольц, от «демократизма» которого не поздоровилось нашим водникам и железнодорожникам; Пятаков, от «демократизма» которого не кричал, а выл весь Донбасс; Альский, “демократизм” которого всем известен; Бык, от “демократизма” которого до сих пор воет Хорезм. Думает ли Сапронов, что если нынешних “партийных педантов” сменят поименованные выше “уважаемые товарищи”, демократия внутри партии восторжествует? Да будет мне позволено несколько усомниться в этом.
11 декабря 1923 года в «Правде» публикуется первая из четырёх статей «Новый курс» с резким протестом против бюрократизации. Обратив внимание на свою широкую поддержку среди учащейся молодёжи, Троцкий заявляет: «Молодёжь — вернейший барометр партии — резче всего реагирует на партийный бюрократизм». Однако в ходе внутрипартийной борьбы большинство партийных организаций осуждает оппозицию.
«Тройка» также делает серию успешных «подкопов» под основной пост Троцкого — Предреввоенсовета. В течение 1923 года она заменяет на своих сторонников командующих военными округами, пленум ЦК 16 января 1924 года образует подобранную из сторонников Сталина комиссию по обследованию положения в РККА, 18 января 1924 г. XIII партконференция обвиняет Троцкого в организации фракционной деятельности, определяет «троцкизм» как «мелкобуржуазный уклон», сторонники Троцкого — Иоффе, Крестинский и Раковский — были отправлены послами в Китай, Германию и Англию соответственно. В этот период Сталин скептически отзывается о предъявленных Троцким обвинениях в узурпации власти бюрократическим аппаратом: «Для Троцкого разговоры о демократии — это просто манёвр», «Кто тебя, Тит Титыч, обидит? Ты сам всякого обидишь». Одним из ключевых решений XIII партконференции становится решение о массовом наборе в партию до 100 тысяч рабочих «от станка» и запрете на приём в партию «лиц непролетарского происхождения».
В самый разгар этих приготовлений 21 января 1924 года умирает Ленин.

### Борьба за власть внутри ВКП(б) после смерти Ленина

#### 1924 год. Смещение Троцкого с должности предреввоенсовета
Известие о смерти Ленина 21 января 1924 года застало Троцкого на следующий день, в пути на оздоровительную поездку в Сухум, на похороны он не явился. По мнению самого Троцкого, его обманули насчёт даты похорон.
Одним из вопросов, с которым правящая «тройка» Зиновьев—Каменев—Сталин столкнулась сразу же после смерти Ленина, был вопрос, кто займёт его место на становящемся всё более декоративным посту Председателя Совнаркома. Ни один из членов «триумвирата» не решается выдвинуть в этом качестве себя, поскольку это сразу вызвало бы претензии двух остальных «триумвиров». В итоге контролируемое «тройкой» большинство Политбюро ЦК продвигает назначение на эту должность второстепенного и неопасного Алексея Рыкова.
Троцкому остаётся лишь бессильно наблюдать за происходящим. В феврале 1924 организованная «тройкой» комиссия признаёт «развал» в армии, и под предлогом усиления её руководства массами вводит в состав армейских верхов многих противников Троцкого, вплоть до Климента Ворошилова.
В течение 1924 года Троцкий постепенно теряет контроль над армией. Командующий Западным фронтом Тухачевский переведён на должность помощника начальника штаба РККА в Москву. Из Московского военного округа удалён Николай Муралов, заместителем Предреввоенсовета назначен Михаил Фрунзе, ещё в январе смещён начальник политуправления Антонов-Овсеенко. Заменивший его Андрей Бубнов весной 1924 года обнаруживает, что в программе политподготовки бойцов Красной Армии всё ещё упорно сохраняется тема «Товарищ Троцкий — вождь Красной Армии». Сталин требует занятия по этой теме убрать, выявить и наказать автора формулировки, также заменив её на «Реввоенсовет — вождь Красной Армии».
В мае 1924 года Троцкий подвергается настоящей травле на XIII съезде РКП(б), первом после смерти Ленина. Рыков выступает с осуждением «нападок» Троцкого на аппарат, приравняв их к нападкам и на саму партию, также отвергает призыв Троцкого «равняться на молодёжь», как на «верный барометр партии». Зиновьев окончательно обозначает свою претензию на лидерство в правящем триумвирате, выступив на Съезде с Политическим докладом, что до своей болезни делал только Ленин. Второй «триумвир», Каменев, становится председательствующим на этом съезде. Съезд резко осудил «троцкизм», потребовав от Троцкого отказа от фракционной деятельности и признания ошибок. Троцкий в своём ответном слове признал правоту большинства ЦК и большинства партии, однако ошибки признавать наотрез отказался.
Зиновьев, выступив на двух подряд съездах РКП(б) с Политическим докладом, фактически претендует на роль основного преемника Ленина. Хотя это всё менее соответствует реальной расстановке сил внутри правящей «тройки» Зиновьев—Каменев—Сталин, Сталин предпочитает пока что оставаться на вторых ролях. Амбиции Зиновьева приводят лишь к тому, что основной мишенью для сторонников всё ещё опасного Троцкого становится сам Зиновьев, а не Сталин. Сталин же предпочитает лавировать на случай, если Троцкий каким-то чудом умудрится победить. На этом этапе Сталин позиционирует себя, как «умеренного», и даже сдерживает особо «кровожадные» требования Зиновьева (так, в январе 1924 года Зиновьев требовал арестовать Троцкого, как предположительно подготовляющего «бонапартистский» военный переворот). Б. Г. Бажанов свидетельствует:

Члены тройки входят через три-четыре минуты один за другим — они, видимо, перед входом о чём-то совещались. Первым входит Зиновьев, он не смотрит в сторону Троцкого, и Троцкий тоже делает вид, что его не видит, и рассматривает бумаги. Третьим входит Сталин. Он направляется прямо к Троцкому и размашистым широким жестом дружелюбно пожимает ему руку. Я ясно ощущаю фальшь и ложь этого жеста; Сталин — ярый враг Троцкого и его терпеть не может. Я вспоминаю Ленина: «Не верьте Сталину: пойдёт на гнилой компромисс и обманет».

Тем временем Сталин, начиная с 1922 года, методично расставляет на все ключевые посты в партии своих сторонников. Особое внимание он уделяет секретарям губернских и уездных парткомов, так как они формируют делегации на партийные съезды, а съезды имеют право переизбирать руководство партии.
Ничуть не помешала «тройке» и «разорвавшаяся» в мае 1924 года «бомба», оставленная Лениным перед своей смертью — так называемое «Завещание Ленина». В тексте предлагалось сместить Сталина с поста генсека, как человека «грубого», который «сосредоточил в своих руках необъятную власть». Для Сталина подобный «компромат» стал тяжёлым ударом. Вместе с тем двусмысленность «Завещания» была и в том, что «компромат» обрушился на головы всех поголовно основных претендентов в борьбе за власть: Каменеву и Зиновьеву Ленин припомнил их позицию в октябре 1917 года, Троцкого обвинил в «чрезмерном увлечении чисто административной стороной дела», явно имея в виду дискуссию о профсоюзах. Бухарина Ленин назвал «ценнейшим теоретиком» и «любимцем партии», но вместе с тем обрушил «компромат» и на него, заявив, что «его теоретические воззрения очень с большим сомнением могут быть отнесены к вполне марксистским, ибо в нём есть нечто схоластическое (он никогда не учился и, думаю, никогда не понимал вполне диалектики)».
1 мая 1924 года на чрезвычайном пленуме ЦК зачитывается «Завещание». Зиновьев и Каменев, считая Сталина неопасным, предлагают его с поста Генерального секретаря не снимать. Контролируемое «тройкой» большинство переизбирает Сталина генсеком, Троцкому остаётся лишь изображать «энергичной мимикой своё крайнее презрение ко всей этой комедии». Кроме того, пленум постановляет письмо не разглашать.
В феврале—августе 1924 года Сталин организует так называемый «ленинский призыв» — массовый набор в партию 230 тыс. рабочих (даже превысив принятую на XIII партконференции цифру в 100 тыс. чел.) — численность РКП(б) выросла в полтора раза, качественно и резко изменив настроение умов. «Ленинский призыв» вызвал массовый психоз в масштабе всей страны; всего лишь за несколько месяцев было подано до 300 тыс. заявлений на вступление в партию.
Требование провести так называемое «орабочивание» партии начало широко звучать, начиная с появления «рабочей оппозиции» в конце 1920 — начале 1921 года, однако на практике оно начало массово воплощаться с 1924 года. В период, когда компартию начали сотрясать особенно ожесточённые идеологические дискуссии, в партию были включены огромные массы необразованных людей, которые зачастую понимали смысл этих дискуссий лишь поверхностно, зато прекрасно понимали свои привилегии перед беспартийными, и смотрели на партию, «как на пирог с начинкой». Эти люди хорошо видели, что огромное беспартийное большинство населения России полностью бесправно перед диктатурой коммунистической партии, и задавлено террором ГПУ, так что громкие призывы оппозиционеров к «демократизму» во внутрипартийной жизни они воспринимали как фарс.
Проведение «ленинского призыва», таким образом, развернуло проводимую ранее политику на 180°, превратив партию из «элитарной» в массовую. Вместе с тем массовые наборы открыли шлюзы для карьеристов, презрительно охарактеризованных Троцким как «мелкобуржуазные элементы». «Новобранцы» 1924 года, выбирая между основными претендентами, вцепившимися друг другу в глотки в борьбе за власть, всё чаще выбирали сторону Сталина, поскольку от него, как от главы партийного аппарата, в конечном счёте зависело распределение назначений, пайков, квартир и разнообразных привилегий. Поведение Сталина в 1920-е годы разительно отличается от того образа «кровожадного диктатора», с которым он вошёл в историю. Сталин принимает и внимательно выслушивает всех желающих, дружелюбно попыхивая своей трубкой, что составляет резкий контраст с заносчивым высокомерным Троцким.
В этой среде Троцкий становился всё менее и менее востребован. Как отмечает Исаак Дойчер, если во время Гражданской войны бурная энергетика и театральные эффектные жесты Троцкого были вполне уместны, с наступлением мира они уже начали отдавать истерикой. Если в 1917 году Троцкий собирал в петроградском цирке «Модерн» целые толпы рабочих и солдат, слушавших его яркие речи как откровение, то уже в 1923 году он смог зажечь своими проповедями только молодых фанатиков. Время фанатиков и идеологов прошло, наступило время организаторов, смотревших на марксистскую фразеологию лишь как на удобный инструмент. По выражению М. С. Восленского, смысл борьбы за власть в 1920-е — 1930-е годы был в том, что «коммунисты по убеждению сменились коммунистами по названию». Иллюстрируя воцарившиеся настроение умов, секретарь Политбюро Борис Бажанов приводит следующий пример:

…В первое же время моего секретарствования на Политбюро моё ухо уловило иронический смысл термина «образованный марксист». Оказалось, что когда говорилось «образованный марксист», надо было понимать: «болван и пустомеля».
Бывало и яснее. Народный комиссар финансов Сокольников, проводящий дежурную реформу, представляет на утверждение Политбюро назначение членом коллегии Наркомфина и начальником валютного управления профессора Юровского. Юровский — не коммунист, Политбюро его не знает. Кто-то из членов Политбюро спрашивает: «Надеюсь, он не марксист?» — «Что вы, что вы, — торопится ответить Сокольников, — валютное управление, там надо не языком болтать, а уметь дело делать». Политбюро утверждает Юровского без возражений.

В течение 1924 года Троцкий постепенно теряет контроль над армией, куда «тройка» вводит ряд его противников. Теряющему реальную власть Троцкому остаётся только апеллировать к своему авторитету деятеля революции и Гражданской войны, используя свои ораторские и публицистические способности. Но вплоть до осени 1924 года Троцкий выжидает удобного момента.
Пассивность Троцкого приводит к тому, что уже с июня 1924 года правящая «тройка» в отсутствие общего врага начинает разваливаться. 17 июня Сталин, выступая на курсах секретарей уездных парткомов при ЦК РКП(б), обрушивается на Зиновьева и Каменева, «придравшись» к оговорке «Россия нэпмановская» вместо «Россия нэповская» в цитате Ленина «из России нэповской будет Россия социалистическая» — в обстановке царящих тогда ожесточённых идеологических баталий подобная оговорка означала бы признание того, что Россией правят не коммунисты, а нэпманы; сам факт подобной оговорки был охарактеризован Сталиным, как «искажение ленинизма». Увлёкшись, Сталин обрушился на провозглашённую Зиновьевым на XII съезде доктрину «диктатуры партии», назвав её «чепухой», так как марксистская теория определяла «диктатуру пролетариата», а не «диктатуру партии». Зиновьев в ответ организует совещание ЦК, осудившее тезис Сталина о «диктатуре партии», как «ошибочный».
Одновременно Зиновьев и Каменев усиливают давление на Троцкого, требуя его исключения из партии, но не собирают большинства ЦК. В это время Сталин, лавируя между двумя группировками, протестует против исключения Троцкого из партии.

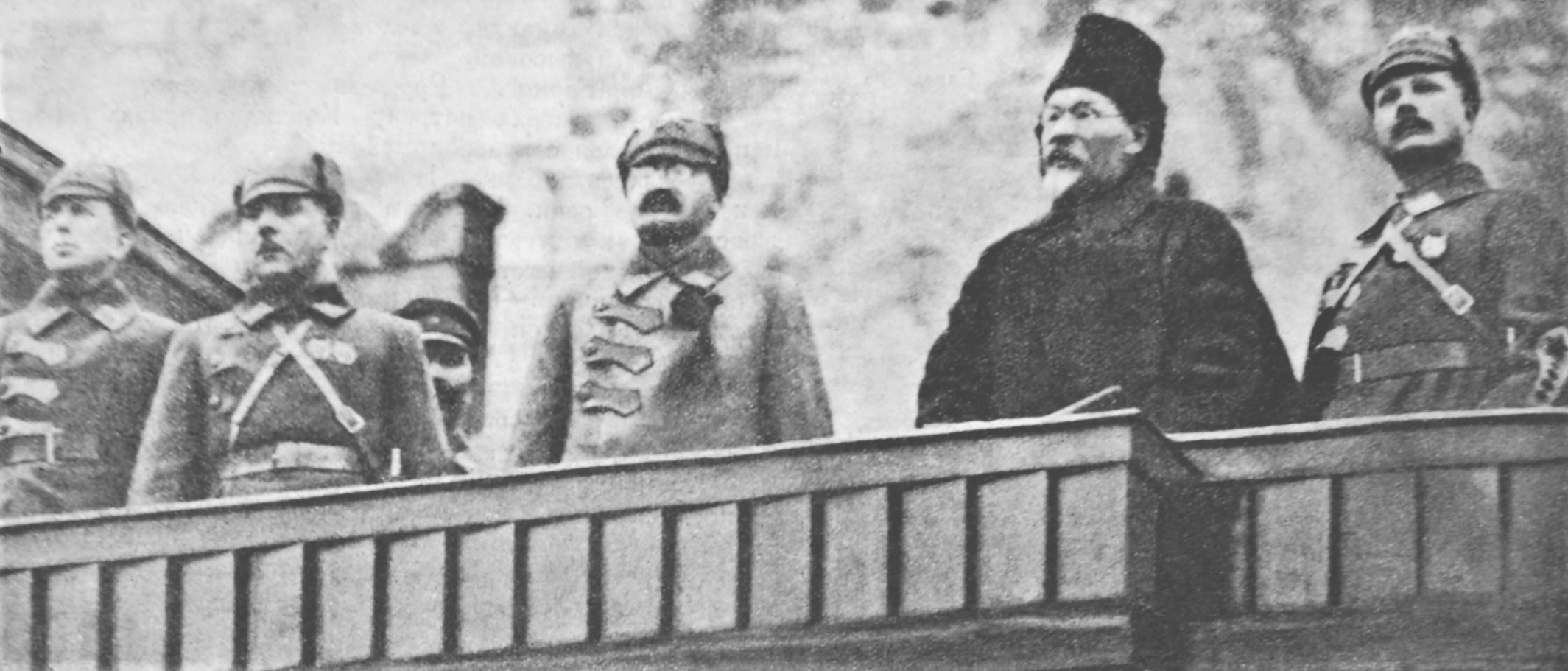
Андрей Бубнов, Клим Ворошилов, Лев Троцкий, Михаил Калинин и Михаил Фрунзе на трибуне Мавзолея Ленина. 7 ноября 1924 года

Увидев, что «тройка» фактически раскололась, Троцкий решает идти в наступление. В октябре 1924 года он публикует статью «Уроки Октября», помещённую в третий том собрания сочинений Троцкого в качестве предисловия. В этой статье Троцкий напоминал о своей роли организатора Октябрьской революции, и в порядке «компромата» напоминает читателям, что Зиновьев и Каменев вообще были против выступления, а Сталин в нём никакой роли не сыграл. Статья спровоцировала так называемую «литературную дискуссию», в которой «тройка» обрушилась на Троцкого со встречным «компроматом», припомнив ему небольшевистское прошлое и взаимную ругань с Лениным до революции.
Сталин презрительно охарактеризовал высказывания Троцкого о его заслугах как «арабские сказки» и заявил, что «разговоры об особой роли Троцкого есть легенда, распространяемая услужливыми „партийными кумушками“». Кроме задачи подрыва политического авторитета Троцкого, он решил подчеркнуть и собственные заслуги в октябре 1917 года. Для этого Сталин в речи «Троцкизм или ленинизм?» упомянул о протоколе заседания ЦК РСДРП(б) от 16 октября 1917 года, в котором сообщалось о создании так называемого Военно-революционного центра (ВРЦ) в составе Дзержинского, Бубнова, Урицкого, Свердлова и самого Сталина. Сталин представил дело так, что данный орган был главным в деле подготовки и проведения восстания. Однако, каких-либо оформленных решений ВРЦ неизвестно, и этот орган практически сразу после создания вошёл в состав Военно-революционного комитета при Петроградском совете, которым фактически руководил Троцкий.

#### 1925 год. Раскол «тройки». Сталин против Зиновьева и Каменева
…я неоднократно говорил это т. Сталину лично, именно потому, что я неоднократно говорил группе товарищей-ленинцев, я повторяю это на съезде: я пришёл к убеждению, что тов. Сталин не может выполнять роль объединителя большевистского штаба. (Голоса с мест: «Неверно!», «Чепуха!», «Вот оно в чём дело!», «Раскрыли карты!» Шум. Аплодисменты ленинградской делегации. Крики: «Мы не дадим вам командных высот», «Сталина!», «Сталина!» Делегаты встают и приветствуют тов. Сталина. Бурные аплодисменты. Крики: «Вот где объединилась партия Большевистский штаб должен объединиться».
Евдокимов с места: «Да здравствует Российская Коммунистическая партия. Ура! Ура!» Делегаты встают и кричат «Ура!» Шум. Бурные, долго не смолкающие аплодисменты)
Евдокимов с места: «Да здравствует ЦК нашей партии! Ура! (Делегаты кричат „Ура!“). Партия выше всего! Правильно» (аплодисменты и крики «Ура!») Голоса с мест: «Да здравствует тов. Сталин!!!» (Бурные, продолжительные аплодисменты, крики «Ура!» Шум.)
Председательствующий: «Товарищи, прошу успокоиться. Тов. Каменев сейчас закончит свою речь». Каменев: «Эту часть своей речи я начал словами: мы против теории единоначалия, мы против того, чтобы создавать вождя! Этими словами я и кончаю речь свою».

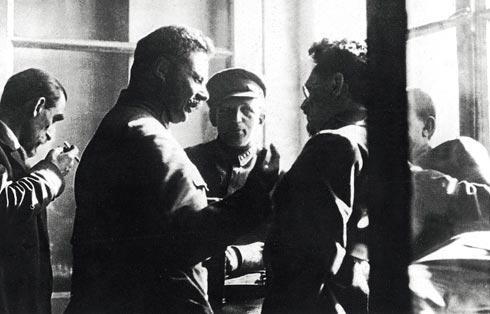
Троцкий и Фрунзе в Кремле, 1925 год

Начатая Троцким «война компроматов» обрушилась на него же, повредив его авторитету гораздо сильнее, чем вновь объединившимся на какое-то время «триумвирам». На пленуме ЦК в январе 1925 года Зиновьев и Каменев требуют исключить Троцкого из партии. Сталин, продолжая лавировать, предлагает Троцкого не только не исключать, но даже оставить его в ЦК и Политбюро, отобрав у него наконец только ключевые посты наркомвоенмора и предреввоенсовета. Новым наркомвоенмором становится Фрунзе, а его заместителем — Ворошилов.
По утверждению самого Троцкого, он даже с облегчением воспринял своё «свержение», поскольку это в какой-то мере отводило обвинения в подготовке «бонапартистского» военного переворота. Троцкий просит ЦК направить его на хозяйственную деятельность, поскольку с окончанием Гражданской войны она приобретает всё большее значение. Пленум ЦК назначает Троцкого на ряд второстепенных постов: председатель Главного комитета по концессиям (Главконцесском), председатель особого совещания при ВСНХ по качеству продукции, председатель Электротехнического комитета.
После такого удара по Троцкому «тройка» Зиновьев—Каменев—Сталин окончательно распадается, сторонники Зиновьева и Каменева формируют так называемую «новую оппозицию». Основным предлогом для раскола становится разработанная Сталиным доктрина «построения социализма в отдельно взятой стране».
Как указывает исследователь Н. Валентинов, невозможность «построения социализма в отдельно взятой стране» представлялась очевидной для Ленина, по крайней мере, вплоть до 1922 года. Необходимость «мировой революции» признавалась как Троцким, Зиновьевым и Каменевым, так и Сталиным, который ещё в апреле 1924 года утверждал, что

Свергнуть власть буржуазии и поставить власть пролетариата в одной стране ещё не значит обеспечить полную победу социализма. Главная задача социализма — организация социалистического производства — остаётся ещё впереди. Можно ли разрешить эту задачу, можно ли добиться окончательной победы социализма в одной стране, без совместных усилий пролетариата нескольких передовых стран? Нет, невозможно. Для свержения буржуазии достаточно усилий одной страны — об этом говорит нам история нашей революции. Для окончательной победы социализма, для организации социалистического производства, усилий одной страны, особенно такой крестьянской, как Россия, уже недостаточно, для этого необходимы усилия пролетариев нескольких передовых стран. Поэтому развитие и поддержка революции в других странах является существенной задачей победившей революции. Поэтому революция победившей страны должна рассматривать себя не как самодовлеющую величину, а как подспорье, как средство для ускорения победы пролетариата в других странах.

Однако «литературная дискуссия» осенью 1924 года побудила Сталина укрепить свои позиции в борьбе за власть, начав позиционировать себя, как теоретика коммунистической идеологии, в противовес Троцкому и Зиновьеву. После «тщательного анализа трудов Ленина», Сталин уже 17 декабря 1924 выступает против продвигаемой Троцким идеи распространения революции на Запад («перманентная революция»). Окончательно новая доктрина оформляется на XIV партконференции 27—29 апреля 1925 года.
Сталинское идеологическое нововведение прямо противоречило Энгельсу, утверждавшему, что «Коммунистическая революция будет не только национальной, но произойдёт одновременно во всех цивилизованных странах …Она есть всемирная революция и будет поэтому иметь всемирную арену», однако пришлось как нельзя кстати стране, уставшей от затянувшейся войны — сначала Первой мировой, а затем Гражданской. Однако оно было встречено в штыки Зиновьевым. Зиновьев сам разработал доктрины «троцкизма, как мелкобуржуазного и враждебного ленинизму течения и социал-фашизма» (ярлык, навешенный на европейскую социал-демократию), и претензия Сталина на роль крупного теоретика Зиновьева крайне раздражала.
Хотя резолюция XIV партконференции ещё приняла компромиссный между Сталиным и Зиновьевым характер, однако в течение 1925 года назревает бурный антагонизм. 4 сентября формируется «платформа четырёх» Зиновьев-Каменев-Крупская-Сокольников. На XIV съезде РКП(б) в декабре 1925 года Зиновьев заявил, что сталинская доктрина «отдаёт душком национальной ограниченности».
Как полагает секретарь Сталина Б. Бажанов, к 1925 году Сталин уже в общих чертах завершил процесс расстановки своих сторонников на ключевые должности секретарей губернских парткомов:

Чтобы быть у власти, надо было иметь своё большинство в Центральном Комитете. Но Центральный Комитет избирается съездом партии. Чтобы избрать свой Центральный Комитет, надо было иметь своё большинство на съезде. А для этого надо было иметь за собой большинство делегаций на съезд от губернских, областных и краевых партийных организаций. Между тем эти делегации не столько выбираются, сколько подбираются руководителями местного партийного аппарата — секретарём губкома и его ближайшими сотрудниками. Подобрать и рассадить своих людей в секретари и основные работники губкомов, и таким образом будет ваше большинство на съезде. Вот этим подбором и занимаются систематически уже в течение нескольких лет Сталин и Молотов. Не всюду это проходит гладко и просто. Например, сложен и труден путь ЦК Украины, у которого несколько губкомов. Приходится комбинировать, смещать, перемещать, то сажать на ЦК Украины первым секретарём Кагановича, чтоб навёл в аппарате порядок, то перемещать, выдвигать и удалять строптивых украинских работников. Но в 1925 году основное в этом рассаживании людей проделано.

Основные соперники Сталина также расставляли своих сторонников на ключевые посты. Троцкий ограничивался продвижением своих сторонников, к 1925 году уже по большей части смещённых, в пределах армии (Склянский, Гамарник, Тухачевский, Антонов-Овсеенко и др.), Зиновьев насадил свой «клан» в Петрограде и в Коминтерне, Бухарин фактически контролировал газету «Правда» и Институт красной профессуры, а Каменев подобной деятельностью вообще не занимался, и, по выражению Бажанова, «сидел на Москве по инерции». Сталин же, возглавив партийный аппарат, получил возможность продвигать своих назначенцев с особенным размахом.
31 октября 1925 года на операционном столе умирает М. Фрунзе, заменивший Троцкого на постах наркомвоенмора и предреввоенсовета — эта смерть до сих пор кажется ряду исследователей подозрительной; сторонники Троцкого обвиняют в этой смерти Сталина (Борис Пильняк в 1926 году обыгрывает эту версию в своей книге «Повесть непогашенной луны»). С другой стороны, Б. Бажанов, бывший во время этих событий секретарём Сталина, находит деятельность Фрунзе в 1924—1925 годах крайне подозрительной. Так, Фрунзе добился реорганизации армии, отмены раздражавшего командиров частей и объединений политического контроля комиссаров, и расставил на ряд ключевых должностей в армии далёких от коммунизма военных. Сам Фрунзе при этом не воспринимался современниками, как сталинец, хотя и был выдвинут Сталиным лично. Все эти обстоятельства вызвали у Бажанова сильные подозрения, что Фрунзе предположительно вёл свою собственную игру, и готовил военный переворот, как антитроцкистский, так и антисталинский. По утверждению Бажанова, точно такие же подозрения возникли и у одного из приближённых Сталина, Л. Мехлиса, и, видимо, и у самого Сталина тоже.
В течение всего 1925 года Сталин «подкапывается» под Зиновьева. С помощью Молотова ему удаётся склонить на свою сторону главу Московской партийной организации, зиновьевского назначенца Н. Угланова, а один из ближайших сторонников Сталина Л. Каганович устраивает чистку от зиновьевцев на Украине.
К декабрю ситуация особенно обостряется: ленинградская и московская партийные организации обмениваются обвинениями в адрес друг друга, Зиновьев обвиняет московскую организацию в «ликвидаторском неверии в победу социализма», а Сталина в «полутроцкизме». Возглавляемая Зиновьевым ленинградская партийная организация пытается печатать оппозиционную литературу, что сталинское большинство характеризует, как организация фракционной деятельности.
На XIV Съезде ВКП(б) обнаружилось, что на стороне Зиновьева с «монолитным единством» выступила одна только ленинградская делегация, но Сталин выставил против неё все остальные делегации, также действовавшие в таком же «монолитном единстве». Надежды Зиновьева-Каменева на поддержку московской и украинской делегаций не оправдались. Разгром «новой оппозиции» был полным: Зиновьев теряет свои ключевые посты главы Ленсовета и Коминтерна, а Каменев — пост главы Москвы.

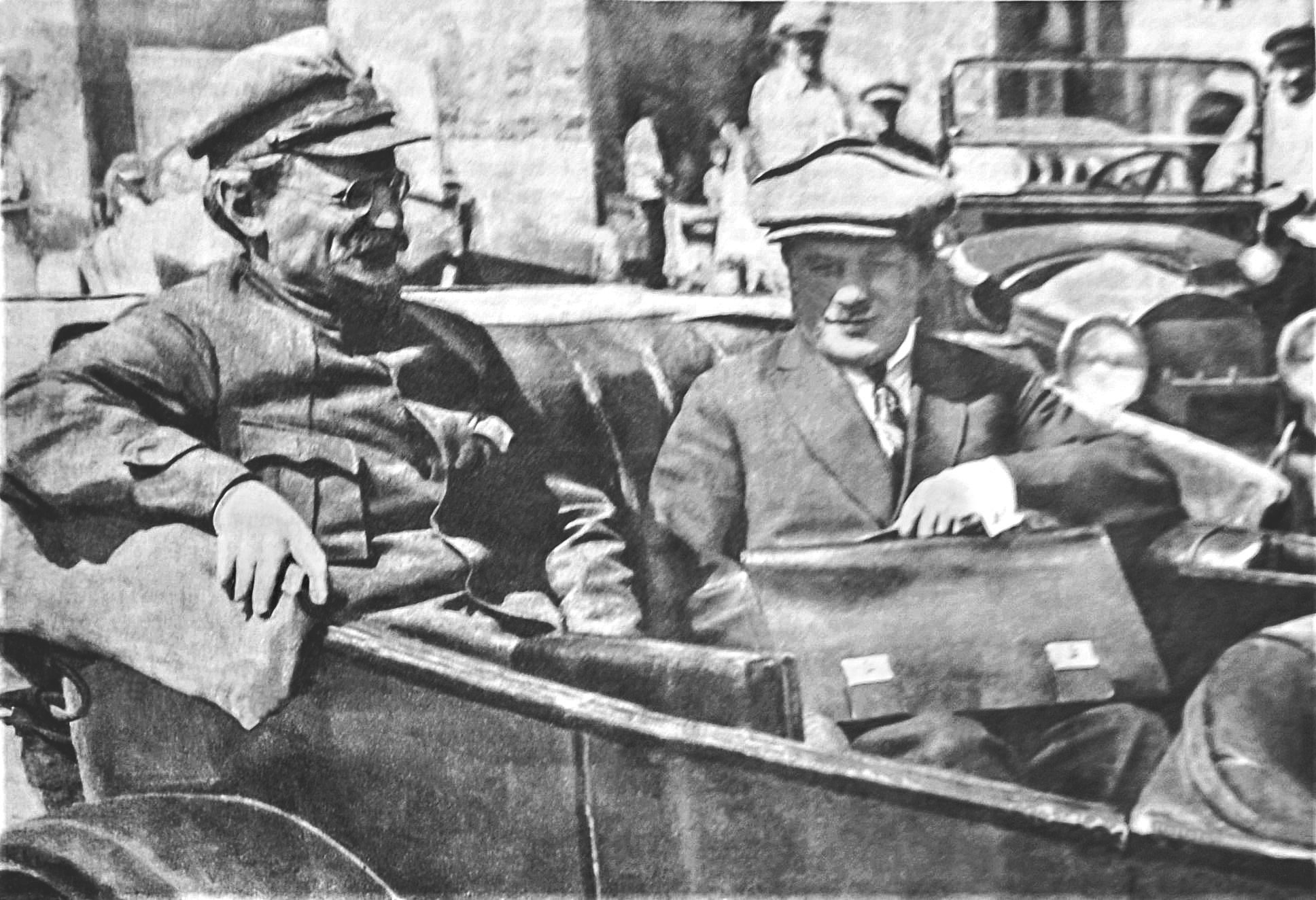
Лев Троцкий и Леонид Серебряков на III Всесоюзном съезде Советов, 18 мая 1925 года

Троцкий в это время полностью игнорирует политику, с головой уйдя в работу на предоставленных ему «технократических» должностях.

… я усердно посещал многочисленные лаборатории, с огромным интересом присутствовал на опытах, выслушивал объяснения лучших учёных, штудировал в свободные часы учебники химии и гидродинамики и чувствовал себя наполовину администратором, наполовину студентом… В качестве начальника электротехнического управления я посещал строящиеся электростанции и совершил, в частности, поездку на Днепр, где производились широкие подготовительные работы для будущей гидростанции. Два лодочника спустили меня меж порогов по водоворотам на рыбачьей ладье, по старому пути запорожских казаков. Это был, разумеется, чисто спортивный интерес. Но я глубоко заинтересовался днепровским предприятием, и с хозяйственной точки зрения, и с технической. Чтоб застраховать гидростанцию от просчётов, я организовал американскую экспертизу, дополненную впоследствии немецкой. Свою новую работу я пытался связывать не только с текущими задачами хозяйства, но и с основными проблемами социализма. В борьбе против тупоумного национального подхода к хозяйственным вопросам («независимость» путём самодовлеющей изолированности) я выдвинул проблему разработки системы сравнительных коэффициентов нашего хозяйства и мирового. Эта проблема вытекала из необходимости правильной ориентировки на мировом рынке, что должно было, в свою очередь, служить задачам импорта, экспорта и концессионной политики. По самому существу своему проблема сравнительных коэффициентов, вытекавшая из признания господства мировых производительных сил над национальными, означала поход против реакционной теории социализма в отдельной стране.

Впрочем, никаких значимых результатов деятельность Троцкого на этих должностях не принесла, поскольку и сами эти посты были второстепенными и малозначимыми. По оценке Бориса Бажанова, «Назначения эти были и провокационны, и комичны… Троцкий мало подходил для этих мошеннических операций — поэтому, вероятно, его туда и назначили. Ещё меньше он подходил для наблюдения за качеством продукции советских заводов. Блестящий оратор и полемист, трибун трудных переломных моментов, он был смешон в качестве наблюдателя за качеством советских штанов и гвоздей. Впрочем, он сделал попытку добросовестно выполнить и эту задачу возложенную на него партией; создал комиссию специалистов, объехал с ней ряд заводов и представил результаты изучения Высшему Совету Народного Хозяйства; заключения его никаких последствий, понятно, не имели».

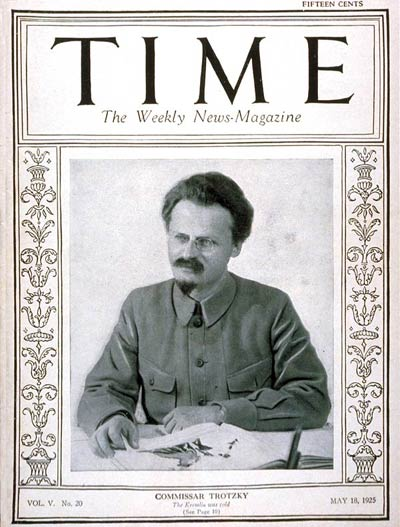
Лев Троцкий на обложке американского журнала «Time», 18 мая 1925 года

Начиная со своего разгрома в январе, в течение всего 1925 года Троцкий не занимается никакой сколько-нибудь заметной политической деятельностью, и даже не выступает на XIV Съезде ВКП(б), злорадно наблюдая со стороны за разгромом Зиновьева и Каменева. Тем не менее, именно в 1925 году Троцкий укрепляет свои позиции идеолога, опубликовав в «Правде» серию программных статей «К социализму или капитализму?», развивающих идеи своих сторонников Преображенского, Пятакова и Смирнова. Статьи Троцкого опирались в первую очередь на опубликованную также в 1925 году работу Преображенского «Закон социалистического первоначального накопления».
Во всех этих работах Троцкий и его сторонники выдвинули идеологическую доктрину так называемой «сверхиндустриализации». Одно из самых фундаментальных противоречий между ортодоксальным марксизмом XIX века и его реальным воплощением было очевидно уже с 1917 года — революция победила в крестьянской России, тогда как Маркс и Энгельс при своей жизни явно полагали, что это произойдёт в индустриальной Западной Европе. Троцкий предлагает ликвидировать это противоречие, приступив к форсированной индустриализации за счёт деревни. Б. Г. Бажанов прокомментировал это так:
«чисто большевистский подход: чтобы что-то сделать, нужно кого-то ограбить».
Основное внимание Троцкий предлагает уделять развитию в первую очередь военной и тяжёлой промышленности, производству средств производства. Подобные взгляды начинают перекликаться с платформой Зиновьева и Каменева. К 1925 году материальный уровень жизни рабочих в больших промышленных городах всё ещё был ниже уровня 1913 года. В связи с этим в больших городах, в первую очередь в Ленинграде и в Москве всё сильнее нарастало недовольство режимом «нэпа»; подобное недовольство персонифицировалось в образах «нэпмана» и «кулака». Зиновьев и Каменев, как главы Ленинградской и Московской партийных организаций, стали проводниками подобного недовольства.
Доктрина «сверхиндустриализации», к которой параллельно приходят группа Троцкого, и группа Зиновьева-Каменева, даёт им в руки удобный предлог обрушиться на Сталина. Не желая давать своим конкурентам козырь в руки, Сталин в качестве «противовеса» обращается к будущему блоку «правых» — Бухарин, Рыков, Томский. Бухарин выдвигает конкурирующую идеологическую доктрину «врастания крестьянина в социализм», и подвергает жёсткой критике доктрину «сверхиндустриализации», обвинив сторонников Троцкого в насаждении «внутреннего колониализма» и ограблении деревни.

#### 1926—1927 годы. «Объединённая оппозиция» против блока Сталин-Бухарин

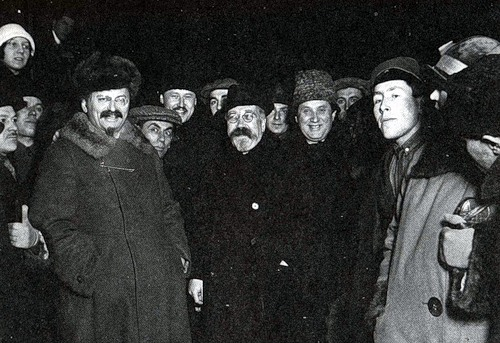
Л. Д. Троцкий, Л. Б. Каменев и Г. Е. Зиновьев в середине 1920-х годов

К началу 1926 года происходит сближение политических платформ группы Троцкого и группы Зиновьева-Каменева на основе единства взглядов по вопросу возможности «построения социализма в одной стране» и «сверхиндустриализации». В апреле-июле 1926 «старая» («троцкистская») и «новая» (зиновьевско-каменевская) оппозиции объединяются («троцкистско-зиновьевский блок»), что явно обозначилось на проходивших в апреле и в июле пленумах ЦК. К блоку примыкают также со стороны Троцкого Иоффе А. А., Антонов-Овсеенко В. А., Преображенский Е. А., Крестинский Н. Н., Радек К. Б., Белобородов А. Г., Смилга И. Т. и др., со стороны Зиновьева — Сокольников Г. Я., Лашевич. К оппозиционерам присоединяются также вдова Ленина Крупская Н. К и осколки разгромленной «рабочей оппозиции», в первую очередь Шляпников А. Г.
К 1926 году основные оппозиционеры уже полностью потеряли реальную власть. Троцкий лишился постов наркомвоенмора и предреввоенсовета, Зиновьев — председателя исполкома Ленсовета и председателя исполкома Коминтерна, Каменев — главы Московской партийной организации, зампредсовнаркома и председателя Совета Труда и Обороны. Хотя они всё ещё сохраняют членство в ЦК, и даже членство в Политбюро, на всех пленумах ЦК, заседаниях Политбюро и на всех партийных съездах они уже оказываются в меньшинстве. В отсутствие всякой власти оппозиционерам остаётся только перенести свою борьбу со Сталиным в область чистой идеологии в надежде склонить на свою сторону партийное большинство. Оппозиция ожесточённо обвиняет Генерального секретаря в «бюрократическом перерождении партии», «движении к термидору», нежелании проводить «сверхиндустриализацию» и саботаже строительства «международной системы социализма».
По мнению Бориса Бажанова, к 1926 году Сталин уже в целом завершил процесс расстановки своих сторонников на все ключевые посты в партии и «продолжал эту шумиху с оппозицией только для того, чтобы выявить своих скрытых врагов».
Как отмечает исследователь Роговин В. З., объединение ещё совсем недавно враждовавших группы Троцкого и группы Зиновьева-Каменева на деле привело только к их взаимной дискредитации. Ещё в 1924 году Зиновьев ожесточённо атаковал Троцкого, разработав доктрину «троцкизма», как «враждебного ленинизму мелкобуржуазного течения». В 1926 году он предпочёл блокироваться с тем же самым Троцким. Как отмечал впоследствии Сергей Миронович Киров, «нигде троцкизм не был так разбит… как в Ленинграде [возглавляемом Зиновьевым],.. потом вдруг неожиданно состоялось знаменитое братание между Зиновьевым и Троцким. Этот шаг показался ленинградской организации чем-то совершенно волшебным».
Сталин между тем использует «компромат» собственных противников, обвиняя в «троцкизме» теперь и автора самого «троцкизма» Зиновьева, раз уж он составил с Троцким блок. Во время «литературной дискуссии» 1924 года Троцкий «припомнил» Зиновьеву и Каменеву их позицию в октябре 1917 года; теперь же Сталин с удовольствием «перехватывает» и эти лозунги. Вдова Ленина Крупская на XIV Съезде ВКП(б) безуспешно пытается взывать к «партийному демократизму», напомнив делегатам, что и сам Ленин на «стокгольмском» съезде был в меньшинстве, но её уже никто не слушал. Сталин парирует выступление Крупской заявлением: «А чем, собственно, отличается тов. Крупская от всякого другого ответственного товарища? Не думаете ли вы, что интересы отдельных товарищей должны быть поставлены выше интересов партии и её единства? Разве товарищам из оппозиции не известно, что для нас, для большевиков, формальный демократизм — пустышка, а реальные интересы партии — всё?».
Всё чаще и чаще в упрёк Троцкому начинает ставиться и его национальность (еврейские корни Бронштейна). В президиумы начинают всё чаще подавать записки с мест с заявлениями вроде «Троцкий отвергает возможность построения социализма в одной стране, потому что из-за своей национальности не верит в силу русского народа», «Троцкий не мог быть коммунистом, что сама его национальность указывает, что ему нужна спекуляция». В 1927 году Троцкий обрушивается на подобные записки, называя их «черносотенными»: «чёрт знает что, спрашивают, на какие-де „средства“ оппозиция ведёт свою „работу“». Сталин и здесь позиционирует себя, как «умеренного», выступив с двусмысленным заявлением, что «мы боремся против Троцкого, Зиновьева и Каменева не потому, что они евреи, а потому, что они оппозиционеры».
Стремясь найти противовес идеологическим нововведениям оппозиционеров, Сталин объединяется с группой Бухарин Н. И. — Рыков А. И. — Томский М. П., взгляды которых впоследствии были осуждены, как «правый уклон». Бухарин ожесточённо атакует «левых» оппозиционеров, обвиняя их доктрину «сверхиндустриализации» в строительстве «внутреннего колониализма» и подрыве «смычки» между городом и деревней. С точки зрения «правых», одним из грехов «троцкизма» была чрезмерная опора только на рабочих и пренебрежение крестьянством. На этом этапе Сталин всё ещё позиционирует себя, как «умеренного» центриста, сдерживающего радикализм как левого, так и правого крыла партии. С одной стороны, Сталин противостоит левым с их требованием продолжения изнурительной «мировой революции» и не менее изнурительной индустриализации. С другой стороны, Сталин также «одёргивает» чрезмерно увлёкшегося Бухарина, осудив его знаменитый лозунг крестьянам «Обогащайтесь!», как «не наш».
Троцкий в 1927 году описывает сталинскую роль «миротворца» следующим образом:

На всех ячейках докладчики, специально дрессированные, ставят вопрос об оппозиции так, что поднимается рабочий, чаще всего по наряду, и говорит: «чего же вы возитесь с ними, не пора ли их расстрелять?» Тогда докладчик со скромно-лицемерной миной возражает: «товарищи, не нужно спешить». … всё это для того, чтобы вызвать у обманутых слушателей, у сырых молодых партийцев, которыми вы искусственно заполняете партийные ряды, бешеную реакцию, и чтобы потом иметь возможность сказать: «смотрите, мы готовы бы терпеть, но массы требуют».

В январе 1924 года Сталин сдержал Зиновьева, требовавшего арестовать Троцкого за предполагаемую подготовку «бонапартистского» военного переворота, в июле и в декабре Зиновьев требует исключить Троцкого из партии. В декабре 1925 Сталин защищает от атак Зиновьева уже Бухарина. В 1926—1927 годах Бухарин, Рыков и Томский вполне определённо «забегают вперёд» Сталина, требуя репрессий. Так, Бухарин в ноябре 1926 года заявляет:

Тов. Зиновьев говорил… как хорошо Ильич поступил с оппозицией, не выключая всех тогда, когда он имел только два голоса из всех на профессиональном собрании. Ильич дело понимал: ну-ка, исключи всех, когда имеешь два голоса (Смех). А вот тогда, когда имеешь всех, и против себя имеешь два голоса, а эти два голоса кричат о термидоре, — тогда можно и подумать. (Возгласы «Правильно». Аплодисменты, смех. Сталин с места: «Здорово, Бухарин, здорово. Не говорит, а режет.»)

Томский в ноябре 1927 года выражается более определённо:

Оппозиция очень широко распространяет слухи о репрессиях, об ожидаемых тюрьмах, о Соловках и т. д. Мы на это скажем нервным людям: «Если вы и теперь не успокоитесь, когда мы вас вывели из партии, то теперь мы говорим: нишкните, мы просто вежливо попросим вас присесть, ибо вам стоять неудобно. Если вы попытаетесь выйти теперь на фабрики и заводы, то мы скажем „присядьте, пожалуйста“ (Бурные аплодисменты), ибо, товарищи, в обстановке диктатуры пролетариата может быть и две и четыре партии, но только при одном условии: одна партия будет у власти, а все остальные в тюрьме.» (Аплодисменты).

В таком же духе выступает и Рыков, на XV съезде ВКП(б) в декабре 1927 года заметивший: «Нельзя ручаться за то, что население тюрем не придётся в ближайшее время несколько увеличить». В качестве подарка делегатам съезда из Сталинграда прислали метлу. Рыков лично вручил её Сталину со словами: «я передаю метлу товарищу Сталину, пусть он выметает ею наших врагов».

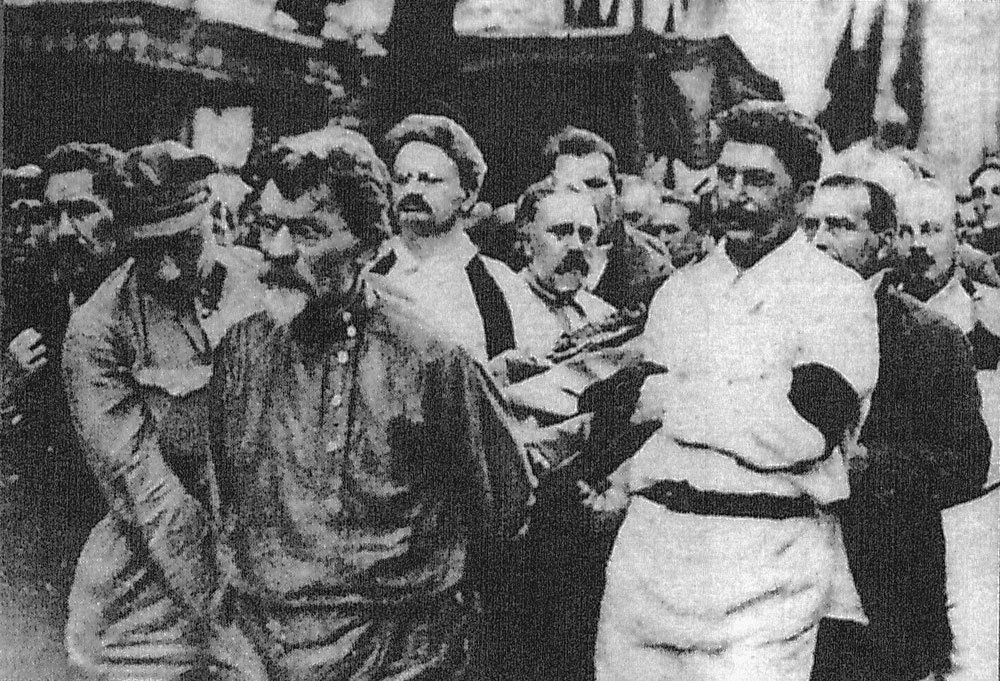
Алексей Рыков, Михаил Калинин, Лев Троцкий, Лев Каменев, Иосиф Сталин, Михаил Томский и Николай Бухарин несут гроб с телом Феликса Дзержинского. Москва, 22 июля 1926 года

Организованное Сталиным большинство всё больше вытесняет оппозиционеров из легального поля, лишая их возможности вести дискуссии на пленумах, съездах, в печати. В июле 1926 года зиновьевец Лашевич организует в подмосковном лесу нелегальное собрание оппозиции, за что Зиновьев выводится из Политбюро, как «руководящий фракционной деятельностью». Накал страстей приводит к тому, что во время совместного июльского пленума ЦК и ЦКК прямо в зале заседаний у Дзержинского Ф. Э. происходит сердечный приступ, 20 июля он умирает.
Осенью 1926 года оппозиция пытается организовать агитацию на «низовых» партийных ячейках, что сопровождается хорошо организованными обструкциями, и исключениями сторонников оппозиции из партии «за фракционную деятельность». Троцкий яростно атакует Сталина, заявляя: «Идейное убожество заменено аппаратным всемогуществом», и «наверху создалась каста, оторвавшаяся от масс».

Аппарат дал бешеный отпор. Идейная борьба заменилась административной механикой: телефонными вызовами партийной бюрократии на собрания рабочих ячеек, бешеным скоплением автомобилей, рёвом гудков, хорошо организованным свистом и рёвом при появлении оппозиционеров на трибуне. Правящая фракция давила механической концентрацией своих сил, угрозой репрессий. Прежде чем партийная масса успела что-нибудь услышать, понять и сказать, она испугалась раскола и катастрофы.

Вместе с тем оппозиционеры Зиновьев, Петерсон, Муралов и Троцкий в своём письме Политбюро ЦК ВКП(б), Президиум ЦКК, и Исполком Коминтерна от 6 сентября 1927 года признают: «В прошлом нашей партии такие средства [срывание собраний] применялись нами на собраниях, созываемых буржуазными партиями, а также — на собраниях с меньшевиками после окончательного раскола с ними. Внутри нашей партии подобные методы должны быть самым решительным образом запрещены, ибо они мешают решению партийных вопросов партийным путём».
Постепенное «выдавливание» оппозиционеров за рамки «советской легальности» приводит к тому, что под предлогом «нарушения партийной дисциплины» Троцкий и Каменев в октябре 1926 года исключаются из Политбюро. Также осенью 1926 года от оппозиционеров отходит Крупская Н. К., заявившая: «Оппозиция зашла слишком далеко». Тем не менее, Троцкий остаётся в составе ЦК, время от времени яростно атакуя Сталина на его пленумах. 26 ноября 1926 года Каменев Л. Б. был удалён из России и отправлен в Италию в качестве полпреда. Один из основных «зиновьевцев», Сокольников Г. Я., ещё в 16 января 1926 года переведён с должности наркомфина на должность заместителя председателя Госплана СССР.
Постепенная «агония» оппозиции на какое-то время отодвигается политическим кризисом в Китае. В конце 1926 года блок Сталин-Бухарин настаивал на проведении Коммунистической партией Китая умеренной политики и составлении альянса с возглавляемым Чан Кай Ши движением Гоминьдан. Подобная тактика резко отличалась от тактики самих коммунистов в 1917 году и закончилась провалом; в апреле 1927 года Чан Кайши, опасаясь соперничества с китайскими коммунистами, разогнал их силой.
Политический кризис в Китае был широко использован оппозицией для критики Сталина, как «саботаж строительства международной системы социализма». Троцкий охарактеризовал китайские события, как «очевидное банкротство сталинской политики».
В июне 1927 года главный контрольный орган партии, ЦКК рассматривает дела Зиновьева и Троцкого, однако решает их из партии не исключать. В июле Троцкий выдвигает двусмысленный «тезис Клемансо», который Сталин 1 августа на объединённом пленуме ЦК и ЦКК охарактеризовал, как обещание «захватить повстанческим путём власть в случае войны», организованное Сталиным большинство осуждает Троцкого за «условное оборончество» и стремление «организовать вторую партию». В то же время Сталин выступает против исключения Троцкого из партии, в результате пленум ограничивается объявлением Зиновьеву и Троцкому строгого выговора.
Осенью 1927 года Сталин окончательно «выдавливает» левую оппозицию за рамки «советской легальности». В сентябре оппозиционеры организуют в Москве и Ленинграде нелегальные рабочие сходки, которые посетили до 20 тыс. чел. В ряде городов выступления оппозиционеров на собраниях партактивов прерываются криками и свистом; в Ленинграде во время выступления оппозиции в зале заседаний был отключён свет, на собрании партактива Петроградского района на выступавшего оппозиционера напали и разорвали предлагавшийся им проект резолюции. Ряд оппозиционеров получает назначения за границу, в частности, никогда не работавший в торговле Сафаров Г. И. «высылается» в советское торгпредство в Турции, однако выехать отказался. Разворачиваются массовые исключения из партии рядовых оппозиционеров, к ноябрю 1927 дошедшие по крайней мере до 600 человек, 26 августа появляется директива не принимать в члены партии кандидатов-оппозиционеров.
Для печати агитационной литературы организуется нелегальная типография по образцу дореволюционной подпольной деятельности.
27 сентября 1927 года на совместном заседании Президиума ИККИ и Интернациональной контрольной комиссии Троцкий был единогласно исключён из кандидатов в члены Исполкома Коминтерна.

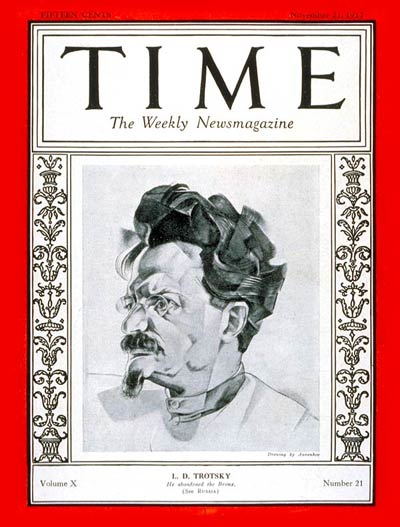
Лев Троцкий на обложке американского журнала «Time», 21 ноября 1927 года

7 ноября 1927 года проходят оппозиционные демонстрации в годовщину Октябрьской революции. Одна демонстрация, под руководством Смилги и Преображенского, была организована в Москве (возле бывшей гостиницы «Париж» на углу Охотного ряда и Тверской улицы), вторая, под руководством Зиновьева, Радека и Лашевича, — в Ленинграде. Эти демонстрации были атакованы толпами, забрасывавшими их «льдинами, картофелем и дровами», и выкрикивавшими лозунги: «Бей оппозицию!», «Долой жидов-оппозиционеров!» и т. д. В Москве Смилга, Преображенский, Грюнштейн, Енукидзе и др. были вытащены с балкона толпой и избиты, а вслед машине с Троцким, Каменевым и Мураловым было сделано несколько выстрелов, после чего неизвестными была предпринята попытка вытащить их из машины. По утверждениям самого Троцкого, за атаками на демонстрантов стояла фигура Сталина.
11 ноября ЦК ВКП(б) требует от оппозиционеров прекратить нелегальные собрания на частных квартирах (так называемые «смычки»), в некоторых случаях собиравшие по несколько сотен человек, и проходившие, в частности, в Техническом училище. Ряд подобных собраний сопровождаются столкновениями со сторонниками Сталина, в частности, по утверждению Троцкого, в Харькове дошло до «револьверных выстрелов».
Организация оппозиционерами нелегальной типографии и нелегальной октябрьской манифестации становится поводом для исключения Зиновьева и Троцкого из партии 16 ноября 1927 года. Во время этих событий кончает жизнь самоубийством один из основных сторонников Троцкого, смертельно больной Иоффе А. А. 28 ноября Троцкого исключили из Общества старых большевиков.

### Ссылка в Алма-Ату

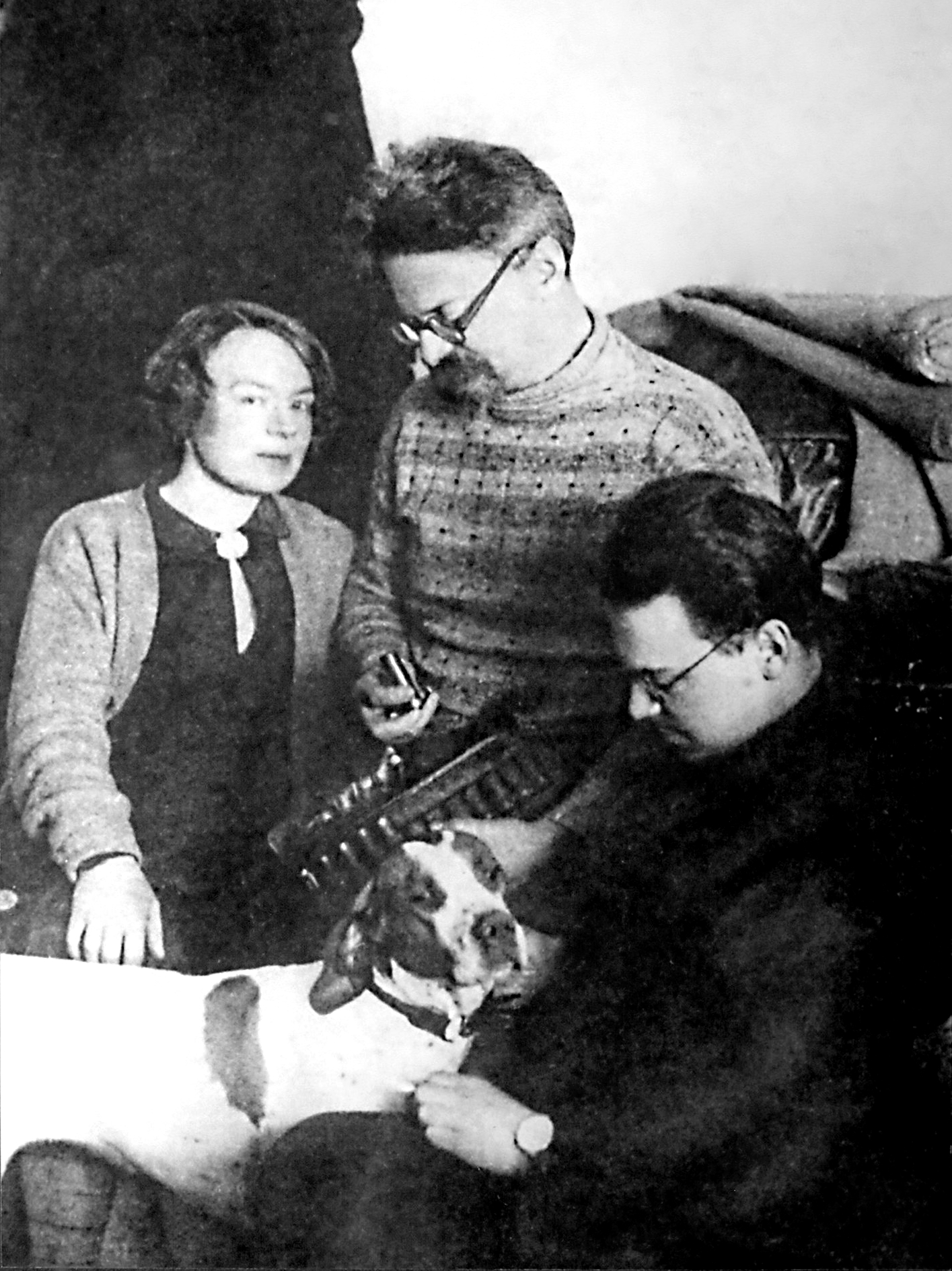
Л. Д. Троцкий с женой Натальей, сыном Львом и собакой в ссылке. Алма-Ата, 1928 год

17 января 1928 года Троцкий был силой доставлен на Ярославский вокзал и отправлен в Алма-Ату. Его уже немногочисленные сторонники также были сосланы в отдалённые районы СССР. В ссылке он начал работу над своими мемуарами. Также много времени теперь уделялось переписке с другими ссыльными, изучению, анализу текущих событий в политической жизни страны, действиям властей, выработке курса «большевиков-ленинцев». 26 ноября 1928 года Политбюро ЦК ВКП(б) по предложению Сталина обсуждало вопрос «О контрреволюционной деятельности Троцкого»; решение было отправлено в «особую папку». После того как Троцкий письменно отверг переданный ему устно ультиматум Сталина, требовавший полностью прекратить политическую деятельность, Политбюро 7 января 1929 года приняло решение по вопросу о нём: «Выслать за границу за антисоветскую деятельность». 18 января 1929 года Особое совещание при коллегии ОГПУ постановило выслать Троцкого за пределы СССР. Ему было позволено взять с собой материалы личного архива.

## Во главе международного оппозиционного коммунистического движения

### Высылка из СССР. В Турции

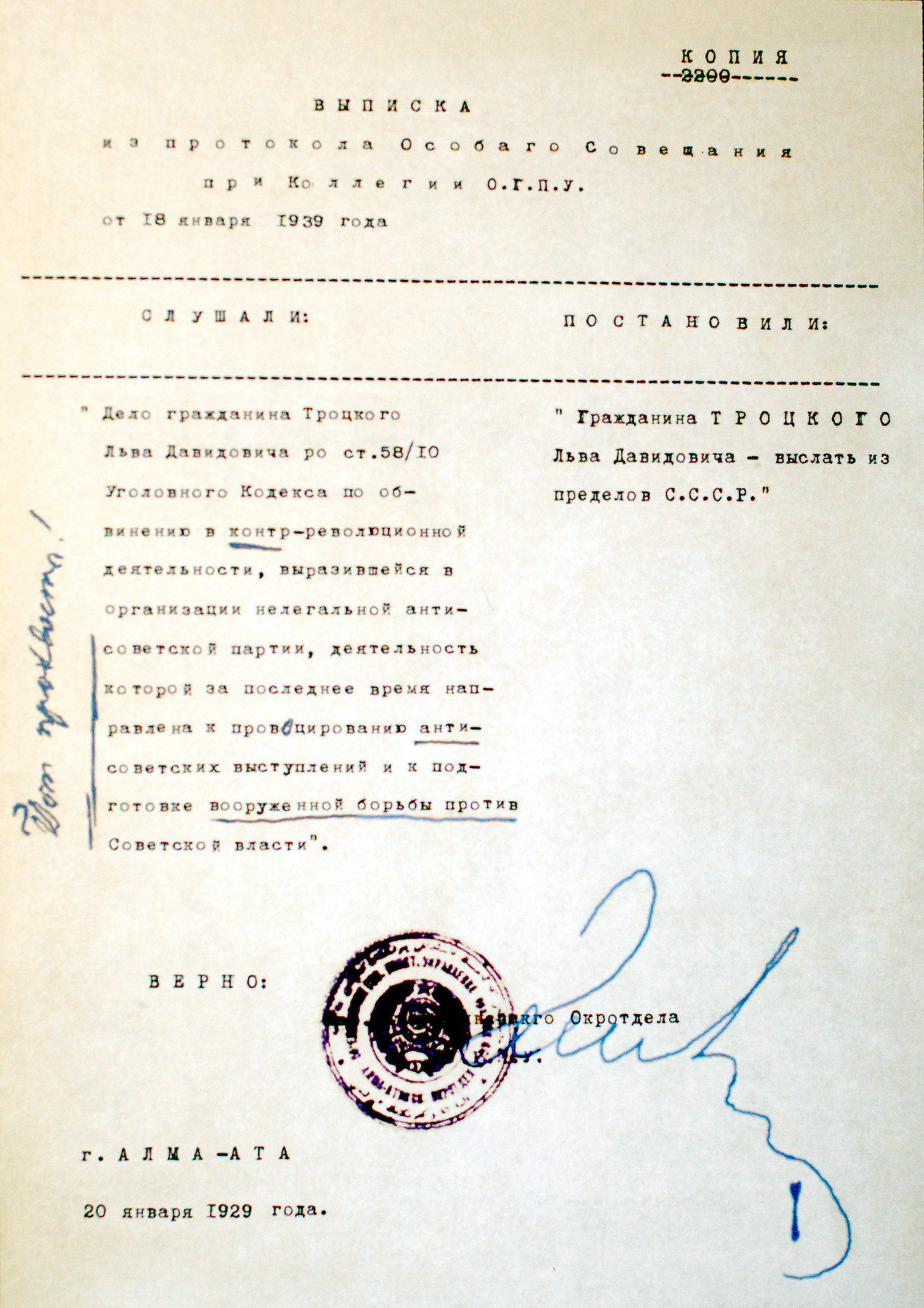
Протокол решения о высылке Троцкого за пределы СССР от 20 января 1929 года

12 февраля на пароходе «Ильич» (бывший «Николай II») из порта города Одесса с паспортом на фамилию Седов был вместе с супругой и сыном Львом Седовым в сопровождении сотрудников ОГПУ доставлен в Константинополь (Стамбул), о чём с правительством Турции было достигнуто предварительное устное соглашение (формальное заявление турецким властям гласило о том, что Троцкий прибыл в Турцию «на лечение»). В течение примерно месяца с семьёй жил в здании советского консульства в Константинополе (бывшее императорское посольство). По прибытии в Турцию Троцкий решил учредить Фонд издания работ Ленина и важных документов партии, «опубликование которых в Советской республике запрещено сталинским аппаратом и карается как „контрреволюционное“ преступление». Также он возобновил работу над своей автобиографией. Ежедневно Троцкий выделял по несколько часов чисто кабинетной работе над историческими, экономическими, философскими, социологическими и даже литературно-критическими текстами (не имевшими непосредственного отношения к политике). Всего через месяц после высылки из СССР, 8 марта 1929 года, ввиду активной оппозиционной деятельности, был перемещён в арендованный особняк на острове Принкипо (самый крупный из Принцевых островов в Мраморном море) близ Константинополя. На протяжении всего пребывания в Турции Троцкий неоднократно обращался в посольства Германии, Великобритании, Чехословакии, США и других стран с просьбой о предоставлении ему въездной визы на постоянное жительство или на время — для лечения и личных встреч. Каждый раз он получал отказ.

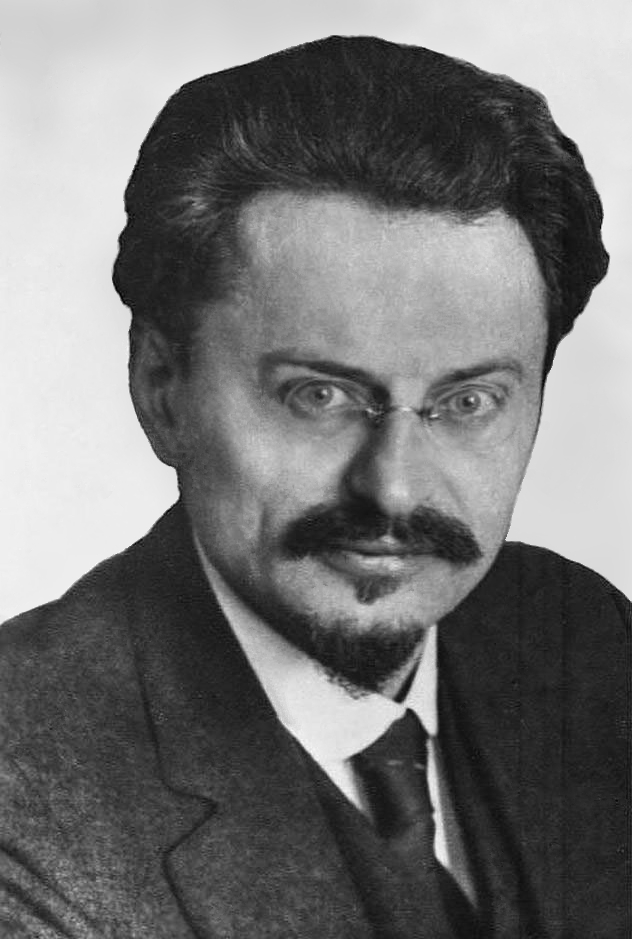
Л. Д. Троцкий. Фотография 1918 года.

#### Издание «Бюллетеня оппозиции»
В июле 1929 года Троцкий организовал издание «Бюллетень оппозиции», штаб-квартира которого сначала находилась в Берлине, а потом была перенесена в Париж. Непосредственным редактором-издателем «Бюллетеня» был Лев Седов — старший сын Льва Троцкого и Натальи Седовой. В журнале печатались материалы, анализирующие и дающие оценку положению в большевистской партии, причинам поражения Левой оппозиции, событиям в Советском Союзе и мире. Авторами публикаций, кроме Троцкого и Седова, были И. К. Дашковский, Е. А. Преображенский, К. Б. Радек, Х. Г. Раковский, И. Т. Смилга, Л. С. Сосновский, А. Цилига, К. Цинцадзе и многие другие известные оппозиционеры. В журнале печаталось также значительное количество анонимных материалов — свидетельства из СССР, рассказы выезжавших за рубеж по служебным делам тайных сторонников оппозиции и письма от разбросанных по разным концам страны оппозиционеров, которые публиковались без указания авторства по соображениям безопасности.

#### Издание мемуаров «Моя жизнь»
В 1930 году мемуары Троцкого «Моя жизнь» были выпущены в США издательством «Скрибнер и сыновья» и в Великобритании издательством Торнтона Баттерворса. Через год американское издательство опубликовало дополнительный тираж книги. В том же 1930 году мемуары были изданы во Франции, Испании и Чехословакии. В Варшаве они появились не только на польском языке, но и на идиш. В 1932 году автобиография была опубликована в Китае, странах Латинской Америки и некоторых африканских государствах. Кроме того, договор с Троцким об издании книги на русском языке подписало русскоязычное издательство «Гранит», находившееся в Берлине. Издательство «Гранит», принадлежавшее А. С. Кагану (он владел ещё двумя берлинскими издательствами — «Обелиск» и «Парабола»), и позже публиковало книги Троцкого, интерес к которым проявляла эмигрантская публика разных политических лагерей.
На протяжении всего периода своей третьей и последней эмиграции Троцкий публиковался в большой западной прессе, в том числе во всемирно известных газетах: американских, таких как The New York Times, New York Herald Tribune, британских, таких как Daily Express, социал-демократических изданиях Европы. Некоторые статьи выходили затем на русском во Франции. В них шла речь об обстоятельствах выдворения Троцкого из СССР, давалась оценка социально-политической обстановки в Советском Союзе и политики Сталина.

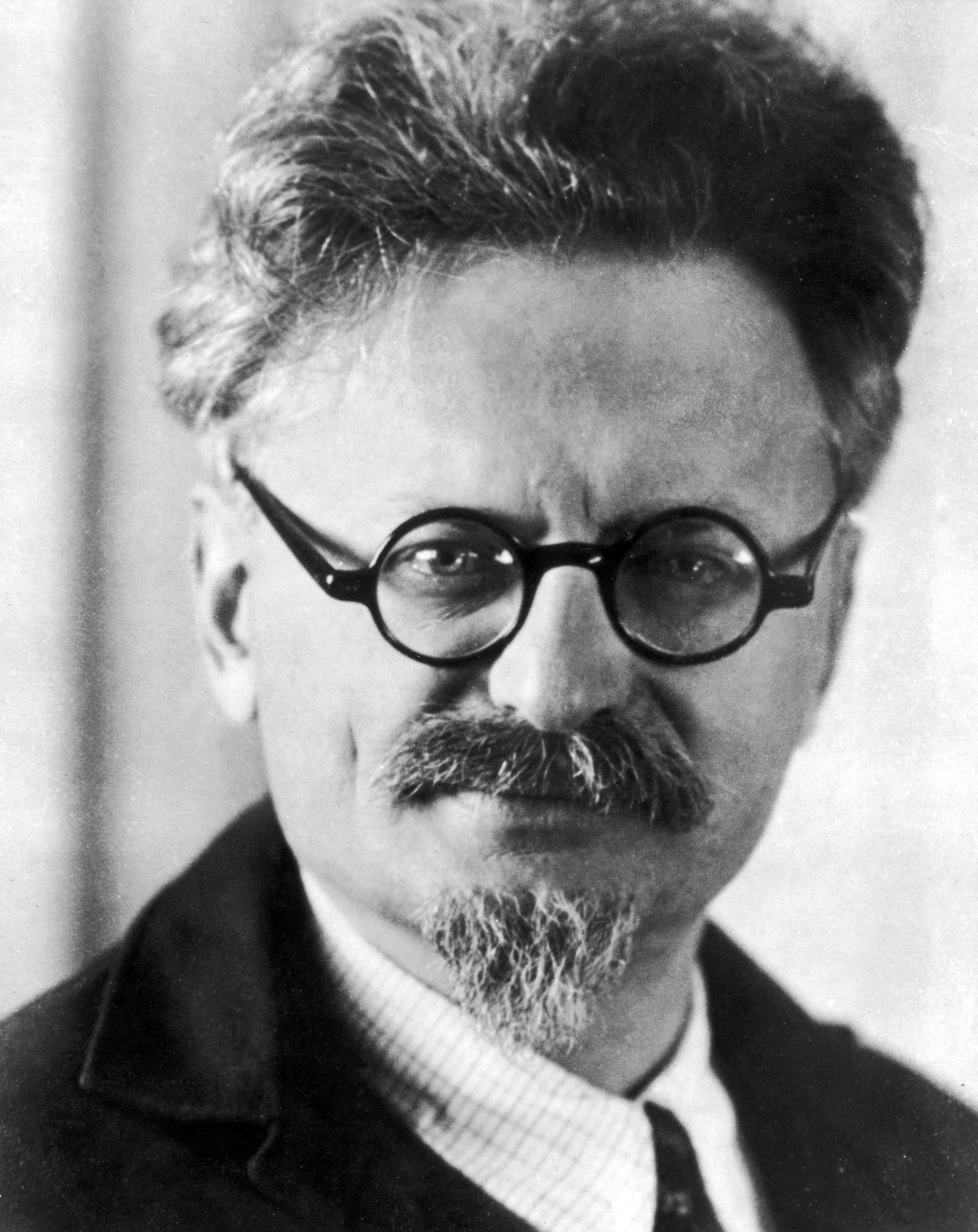
Лев Троцкий в 1930-е годы

В начале 1930-х годов Троцкий и его сторонники верили, что сталинское влияние в Третьем интернационале (Коминтерне) должно пойти на спад. Они создали в 1930 году Международную левую оппозицию (МЛО) для того, чтобы объединить все антисталинистские группы внутри Третьего интернационала. Сталинисты, доминировавшие в Коминтерне, недолго терпели оппозицию — троцкисты и все, кто был заподозрен в симпатиях к троцкизму, были исключены. Тем не менее вплоть до 1933 года и изменения ситуации в Германии сторонники Троцкого продолжали рассматривать себя в качестве фракции Коминтерна, хоть из него и фактически исключённой. В 1933 году МЛО стала именоваться Международной коммунистической лигой.

#### Издание «Истории русской революции»
Тем временем, после депортации Троцкого, в СССР была развёрнута новая массированная кампания против троцкизма. Немаловажным её проявлением был доклад Емельяна Ярославского на совещании преподавателей-обществоведов 9 февраля 1930 года, в котором впервые было заявлено о полной идейной, теоретической и практической несовместимости большевистской и троцкистской точек зрения по вопросам о методах внутрипартийной борьбы. Большевистскую точку зрения Ярославский формулировал как историю расколов и отколов различных групп от революционной партии пролетариата, а «троцкистскую» — как историю «объединительных попыток беспринципного склеивания различных групп и группочек». Ответом со стороны Троцкого на данные обвинения стал написанный им фундаментальный исторический труд «История русской революции», посвящённый революции 1917 года. Первый том «Истории русской революции» был опубликован на русском языке издательством «Гранит» в Берлине в 1931 году; второй — тем же издательством в 1933 году, буквально накануне разгрома «Гранита» пришедшими к власти нацистами. Вслед за этим началась публикация двухтомника на многих языках мира. Издание на английском языке появилось вначале в Лондоне, причём второй том вышел даже раньше русского издания. Почти сразу же появилось первое американское издание. Одновременно или вслед за этим двухтомник (в некоторых случаях значительно больший по объёму второй том выпускался двумя частями) «История русской революции» вышел на немецком, французском, испанском, польском и других языках и затем многократно переиздавался. В США до 1980 года появилось девять его изданий. В России же эта работа была опубликована только в 1997 году.
В 1931 году началась демократическая революция в Испании, завершившаяся свержением монархии. Троцкий уделил большое внимание этому событию, считая Испанию «слабейшим звеном цепи капитализма». Кроме того, Троцкий опубликовал в майско-июньском номере «Бюллетеня оппозиции» своё секретное письмо в ЦК ВКП(б), посланное туда 24 апреля и оставшееся безответным. В этом письме, которое изначально рассматривалось автором как пропагандистский документ, содержался призыв к проведению в Испании объединительного съезда коммунистов, включая тех, кто шёл за «левой оппозицией». Иными словами, Троцкий пытался договориться со Сталиным о том, чтобы по крайней мере на испанской земле левым оппозиционерам разрешили работать вместе с коммунистами в рамках единой партии. В этом же году он закончил свою работу над написанием труда «Сталинская школа фальсификаций: Поправки и дополнения к литературе эпигонов», который через год был выпущен на русском языке издательством «Гранит». Непосредственным же поводом для публикации стал 50-летний юбилей Иосифа Сталина, вылившийся в «шумную политическую кампанию» прославления его роли в 1917 году: в частности, тогда были опубликованы статьи «Политическая биография Сталина» и «Сталин и Красная Армия». Самому Троцкому в этой истории отводилась роль врага — оппозиционера и вольнодумца. Собственно, ответные статьи Троцкого и его сына — Льва Седова — и стали началом попытки разоблачить складывающийся вокруг Сталина культ.

#### Внимание Троцкого к положению в Германии
20 февраля 1932 года в газете «Правда» было опубликовано постановление Президиума ЦИК СССР за подписью его председателя Михаила Калинина, объявившее о лишении Троцкого и членов его семьи советского гражданства «за контрреволюционную деятельность». В это же время Троцкий начал особое внимание уделять положению в Германии, где набирала силу Национал-социалистическая немецкая рабочая партия во главе с Адольфом Гитлером. Он считал, что приход Гитлера к власти означает резкий откат назад в развитии не только Германии, но и всей Европы; что власть национал-социалистов чревата опасностью новой мировой войны. Ещё в ноябре 1931 года Троцкий дал определение «фашизма» (понимаемого в широком смысле) как «особой специфической диктатуры финансового капитала, которая вовсе не тождественна с империалистической диктатурой как таковой». Через два года такой подход ляжет в основу нового советско-коминтерновского определения фашизма, утверждённого вначале пленумом Исполкома Коминтерна, а затем его VII конгрессом без указания на его опального автора.
В ноябрьско-декабрьском номере «Бюллетеня оппозиции» 1931 года Троцкий опубликовал свою статью «Ключ к международному положению — в Германии». «Оттого, в каком направлении пойдет развитие германского кризиса, будет зависеть на много-много лет не только судьба самой Германии (что уже само по себе очень много), но и судьба Европы, судьба всего мира», — писал Троцкий. Он утверждал, что приход национал-социалистов к власти означал тягчайшую катастрофу прежде всего для Германии: «В соответствии с гораздо большей зрелостью и остротой социальных противоречий в Германии адская работа итальянского фашизма показалась бы, вероятно, бледным и почти гуманным опытом по сравнению с работой германского национал-социализма». Троцкий считал, что на риск войны против СССР может пойти только нацистская Германия: «Ни одно из „нормальных“, парламентских буржуазных правительств не может рискнуть сейчас войной против СССР: это грозило бы необозримыми внутренними осложнениями. Но если Гитлер придет к власти, если он разгромит затем авангард немецких рабочих, распылит и деморализует на годы пролетариат в целом, фашистское правительство окажется единственным правительством, способным на войну с СССР». В связи с этим Троцкий призывал отказаться от недооценки национал-социалистов и их массовой базы. Не отвергая их связей с крупным капиталом, он подчеркивал, что сила их состоит в опоре на «человеческую пыль», то есть на толпу, прежде всего на «мелкую буржуазию» и «новое среднее сословие». Поэтому, отвергая сталинско-коминтерновскую оценку социал-демократии как «социал-фашизма», Троцкий провозглашал теперь установку на союз с социал-демократическими рабочими на основе единого фронта для совместной борьбы против нацистской опасности. При этом он не призывал создавать единый фронт с социал-демократическими партиями, а призывал объединяться с социал-демократически мыслящими рабочими, с отдельно взятыми людьми. Приход национал-социалистов к власти в конце января 1933 года и установление тоталитарной системы в Германии на протяжении 1933 — первой половины 1934 года подтолкнули Троцкого на кардинальное изменение основных организационно-политических установок «международной левой оппозиции», взяв курс на прямой разрыв с официальным коммунистическими партиями и Коминтерном с целью создания альтернативного коммунистического движения.

### Поездка в Данию и переезд во Францию
Осенью 1932 года правительство Дании дало Льву Троцкому официальное разрешение на кратковременное посещение им и его супругой Копенгагена для выступления с лекцией по приглашению социал-демократической студенческой организации, выдав восьмидневную визу. Лекция посвящалась 15-летию Октябрьской революции в России. Предоставление визы было обусловлено тем, что лекция будет носить «строго научный характер и лектор не будет вмешиваться во внутренние дела Дании». Одновременно Троцкий возбудил ходатайство о предоставлении ему визы для посещения Стокгольма. Узнав об этих ходатайствах, полпредства СССР в Дании и Швеции в лице своих глав — М. В. Кобецкого и А. М. Коллонтай — официально предупредили датские и шведские власти, что допуск Троцкого в Копенгаген и Стокгольм приведет к ухудшению взаимоотношений с Советским Союзом, и даже стали угрожать экономическими и иными санкциями. В результате Швеция в визе Троцкому отказала. Дания положительного решения не отменила, хотя датское правительство неоднозначно заявило о нежелательности пребывания Троцкого в стране, а Франция предоставила Троцкому транзитную визу без права остановки на её территории. Так, осенью 1932 года Лев Давидович и Наталья Ивановна впервые после высылки покинули окрестности Стамбула и направились в Западную Европу. Поездка в Данию проходила на итальянском пароходе с остановками в Пирее (вблизи Афин) и Неаполе. После прибытия во французский город Марсель Троцкий и сопровождавшие его лица под тщательным полицейским надзором были перевезены через Лион и Париж в Дюнкерк, где были посажены на идущий в Данию корабль. Успешно выступив с лекцией перед студентами в Копенгагене, Троцкий также провёл встречи с 26 единомышленниками из нескольких европейских стран и дал ряд интервью корреспондентам газет Дании, Франции, Великобритании, США и некоторых других стран. Более того, он попросил продлить ему датскую визу для лечения, но получил отказ, поскольку против этого возражал король Кристиан X. Тогда Троцкий вторично возбудил ходатайство о визе в Швецию, куда, по примеру датчан, Троцкого пригласила шведская социал-демократическая студенческая организация. Но и тут он получил отказ из-за давления советского полпредства, из-за чего он был вынужден вернуться в Турцию проездом через Бельгию, Францию и Италию.
Приход нацистов к власти в Германии привлёк особое внимание Троцкого, считавшим данное событие тягчайшим поражением германского рабочего класса. В этих условиях т. н. «Одиннадцать пунктов», ставшие идеологической основой троцкистского движения: 1) независимость пролетарской партии и осуждение теории двуклассовых (рабоче-крестьянских) партий; 2) признание интернационального и перманентного характера пролетарской революции и осуждение теории социализма в одной стране; 3) признание Советского Союза в качестве рабочего государства, несмотря на растущую «дегенерацию бюрократического режима»; 4) безусловная защита СССР против империализма и международной контрреволюции; 5) осуждение экономического оппортунизма сталинской фракции в 1923—1928 гг. и её экономического авантюризма 1928—1932 гг.; 6) необходимость для коммунистов работать в массовых организациях, в частности в профсоюзах, и осуждение создания особых, «красных» профсоюзов; 7) осуждение формулы демократической диктатуры пролетариата и крестьянства как особого режима, отличающегося от диктатуры пролетариата; 8) необходимость мобилизации масс с использованием переходных лозунгов для борьбы против феодализма, национального угнетения и разных форм «империалистической диктатуры»; 9) развитие политики единого фронта массовых организаций рабочего класса, как экономических, так и политических; 10) осуждение теории социал-фашизма и признание, что таковая служит не делу коммунизма, а самому фашизму, с одной стороны, и социал-демократии, с другой; 11) признание необходимости внутрипартийной демократии не на словах, а на деле. Важной особенностью данных пунктов было отсутствие в нём указания на то, что коммунистическая оппозиция продолжает считать себя фракцией компартий и Коминтерна. Летом 1933 года Троцкий опубликовал статью «Немецкие перспективы», в которой он писал о том, что в Германии происходит «не назревание пролетарской революции, а углубление фашистской контрреволюции». Он утверждал, что политика «третьего периода», проводимая Коминтерном в начале 1930-х годов, содействовала усилению нацистов в Германии, а также что дальнейший поворот к политике «народных фронтов» после VII конгресса Коминтерна (с прицелом на сотрудничество всех якобы антифашистских сил) сеют иллюзии реформизма и пацифизма, и «открывают дорогу фашистскому перевороту».
В июле 1933 года получил визу на въезд во Францию, куда он немедленно переехал из Турции на итальянском пароходе «Болгария». За следующие два года нахождения во Франции Троцкий проживал в Сен-Пале, Баньер-де-Бигоре, Барбизоне, Париже, Гран-Шартрезе, Гренобле и Домене. В этой стране Троцкий начал массовые контакты с представителями европейского социалистического движения; в начале 1934 года министр внутренних дел Франции предписал Троцкому покинуть страну, опасаясь того, что ссыльный начал подготовку новой революции. Однако это распоряжение не было выполнено, так как ни одна страна не согласилась его принять. Вместо этого он продолжал перемещаться по Франции под надзором полиции.

### В Норвегии
В мае 1935 года Троцкий обратился с просьбой о предоставлении политического убежища к правительству Норвегии, где на парламентских выборах победила Рабочая партия, до 1923 года входившая в Коминтерн и перешедшая вследствие разногласий с ним в Лондонское бюро социалистических партий. Новое правительство объявило о своей приверженности принципу принятия на своей территории политических беженцев, считая его неотъемлемой частью демократического строя. В разгар подготовки к переезду Троцкий получил письмо из Шотландии от студентов Эдинбургского университета, предлагавших ему выдвинуть кандидатуру на должность ректора данного высшего учебного заведения. После недолгих раздумий он отказался, считая невозможным выдачу въездной визы британским правительством. В июне 1935 года Лев Троцкий и его жена Наталья Седова прибыли в Норвегию, где по требованию властей они поселились в 60 километрах от Осло, в посёлке Вексал (в доме норвежского художника Конрада Кнудсена). Там он пришёл к выводу о том, что Коминтерн безнадёжно попал в руки «сталинской бюрократии». В частности, он написал «Открытое письмо за Четвёртый интернационал» («Открытое письмо всем революционным пролетарским организациям и группировкам»), призывающее к формированию Четвёртого интернационала. В сентябре 1935 года Троцкий призвал к организации международного движения солидарности и помощи политическим узникам в СССР. Речь шла как о «разоблачении сталинского террора» всеми доступными методами, так и о сборе и пересылке средств «по известным… адресам». В то же время Троцкий отрицал общегуманитарный характер этого движения, хотя и соглашался на участие в нём коммунистов и социал-демократов. В отношении этих партий, однако, позиция оставалась двойственной: с одной стороны, Троцкий призывал к созданию «междупартийного и международного общества помощи революционерам», а с другой — решительно оговаривался, что идти на соглашение даже по вопросу о помощи можно только с «левыми меньшинствами».

#### «Преданная революция»
В начале августа 1936 года Троцкий закончил работу над книгой «Преданная революция: Что такое СССР и куда он идёт?», которая была подготовлена к печати всего за несколько недель до начала Первого московского процесса над «троцкистами». В данной работе он пытался ответить на два «коренных вопроса»: существует ли социалистическое общество в СССР и есть ли риск «капиталистической реставрации» в Советской России? Происходящее в Советском Союзе Лев Давидович назвал «сталинским термидором», обвиняя Сталина в бонапартизме. Далее автор проводил анализ советского политического режима, определяемого как «деформированное рабочее государство» и «бюрократический абсолютизм», резко отвергая термин «государственный капитализм». Прогнозируя дальнейшее развитие политического режима в СССР, Троцкий проводил параллели между Советской Россией и нацистской Германией. При этом отдельная глава книги была посвящена усиливающейся роли бюрократии — этого «буржуазного», по мнению Троцкого, органа. Он писал, что «свинцовый зад бюрократии перевесил голову революции», при этом Троцкий констатировал, что «при помощи мелкой буржуазии, бюрократии удалось связать по рукам и по ногам пролетарский авангард и раздавить большевистскую оппозицию»; в частности, он счёл проявлением этого и политику на укрепление семьи в СССР: «Революция сделала героическую попытку разрушить так называемый „семейный очаг“, то есть архаическое, затхлое и косное учреждение… Место семьи… должна была, по замыслу, занять законченная система общественного ухода и обслуживания…». В этом «обвинительном акте против бюрократии», «резко осуждая» ошибки и просчеты в экономической политике СССР, Лев Давидович объяснял общее хозяйственное отставание России от «передовых капиталистических стран» прежде всего «отсталой исходной базой социалистического строительства». При этом, говоря о будущем Советского Союза, Троцкий предрекал возможность перерождения советской бюрократии в новый имущий класс, в котором бывшие управленцы (экспроприировав государство), станут новым «владельцами-акционерами трестов и концернов». Троцкий делал прогноз: либо рабочий класс одолеет бюрократию, либо чиновник «съест рабочее государство». В заключении книги он призывал к новой революции в СССР (на этот раз против «бюрократического абсолютизма», абсолютизма «жадной, лживой и циничной касты правителей») и созданию многопартийной политической системы. Речь, правда, шла о так называемой «социалистической» многопартийности, как если бы большевистским фракциям разрешили считаться отдельными партиями. Троцкий допускал лишь существование тех партий, программа которых предусматривала создание социалистического или коммунистического общества. Но само по себе упоминание о многопартийности говорило о некой трансформации взглядов Льва Давидовича, имевшего самое непосредственное отношение к формированию советской однопартийной системы. При этом, несмотря на жёсткую критику сталинского руководства, Троцкий продолжал считать СССР рабочим государством и призывал своих сторонников защищать его от любых внешних врагов. Он, как и ранее, придерживался мнения, что «бюрократия» представляет собой «новый паразитический слой», связанный общими интересами со сталинской диктатурой, поскольку Сталин защищает её привилегированное положение, но именно слой, а не новый эксплуататорский класс. Троцкий вновь указывал, что в СССР на повестку дня становится не социальная, а политическая революция, то есть насильственное свержение власти «дегенерирующей бюрократии» и «диктатора» при полном сохранении общественной собственности и социальных отношений, к которым привели Октябрьская революция и преобразования первых лет советской власти. Именно поэтому Троцкий объявлял необходимой поддержку СССР со стороны «пролетарского авангарда всего мира» в возможной войне, несмотря на продолжавшееся существование «паразитической бюрократии и некоронованного негуса в Кремле». Это требование привело в 1940 году к расколу в СРП США.

#### Изгнание из Норвегии
5 августа 1936 года норвежские ульраправые экстремисты совершили нападение на дом, в котором проживал Троцкий, надеясь найти компрометирующие материалы о связи Троцкого с «международным коммунизмом». В момент налета дом был пуст, и ничего интересного налетчики не нашли. Не имея возможности, согласно условиям пребывания в Норвегии, давать интервью и публиковать под своим именем политические статьи, Троцкий воспользовался этим инцидентом для того, чтобы подать жалобу в суд и публично высказаться по поводу проходившего в Москве судебного процесса. В это же время СССР передал две ноты советского Наркомата иностранных дел, в которых выражался протест против пребывания Троцкого на территории Норвегии и заявлялось, что норвежское правительство несёт за это «полную ответственность». В условиях продолжавшегося давления советского правительства, угрожавшего прекратить импорт норвежской сельди, правительство этой страны 2 сентября 1936 года интернировало Троцкого, изолировав его от внешнего мира в маленькой деревне Хурум. Несколько раз его посещал министр юстиции Норвегии Трюгве Ли. У Троцкого, фактически находившегося под домашним арестом, были конфискованы все произведения, а также выдвигались угрозы выдать его советскому правительству.

### Мексиканский этап

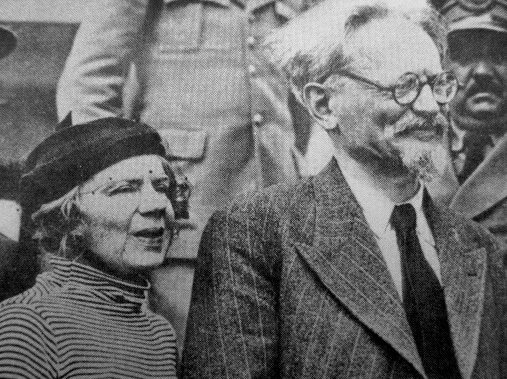
Лев Троцкий и его вторая жена Наталья Седова в Мексике, январь 1937 года

В декабре 1936 года Троцкий получил сообщение, что его согласилась принять Мексика, где был избран президентом социалист Ласаро Карденас. 9 января 1937 года Троцкий прибыл на норвежском танкере «Рут» в Мексику, поселившись в пригороде Мехико — Койоакане, где следующие два года он жил на вилле мексиканского художника Диего Риверы и его жены Фриды Кало, а затем обзавёлся собственным домом. В то время Мексика ещё не имела дипломатических отношений с СССР, что затрудняло оказание на неё давления. Кроме того, географическая близость к США, где располагалась крупнейшая национальная секция Четвёртого интернационала, облегчала Троцкому получение от своих единомышленников пожертвований и добровольцев для охраны. В частности, все секретари и телохранители Троцкого в Мексике были американцами. Однако все его попытки получить визу США оказались бесплодными. Сторонники Троцкого Столлберг и Лафаллет пытались добиться визы по состоянию здоровья («необъяснимых приступов лихорадки»), было отклонено и прошение о выдаче визы для чтения лекций в Университете штата Северная Каролина. В 1939 году также было отклонено прошение о получении визы под предлогом исторических исследований. Первое же подобное прошение было подано Троцким ещё в 1933 году и сопровождалось обязательством «не вмешиваться, будь то прямым или косвенным образом, во внутреннюю жизнь Соединённых Штатов».
Основным источником существования Троцкого к моменту переезда в Мексику стали гонорары от публикаций и пожертвования от своих единомышленников в США. Однако в целом его материальное положение к концу 1930-х годов сильно ухудшилось. В 1936 году Троцкий был вынужден продать часть своего архива парижскому филиалу Амстердамского института современной истории, в 1940 году основная часть архива была продана в Гарвард. Другим мотивом для этих действий стало стремление сохранить архив от агентов НКВД. Помимо этого в Мексике Троцкий занялся также разведением кроликов и кур и, по свидетельству его жены Натальи Седовой, обнаружил большой вкус к этому занятию. Отец Троцкого, Давид Бронштейн, был крупным земледельцем, и сам Троцкий привык к деревенской жизни ещё в детстве.

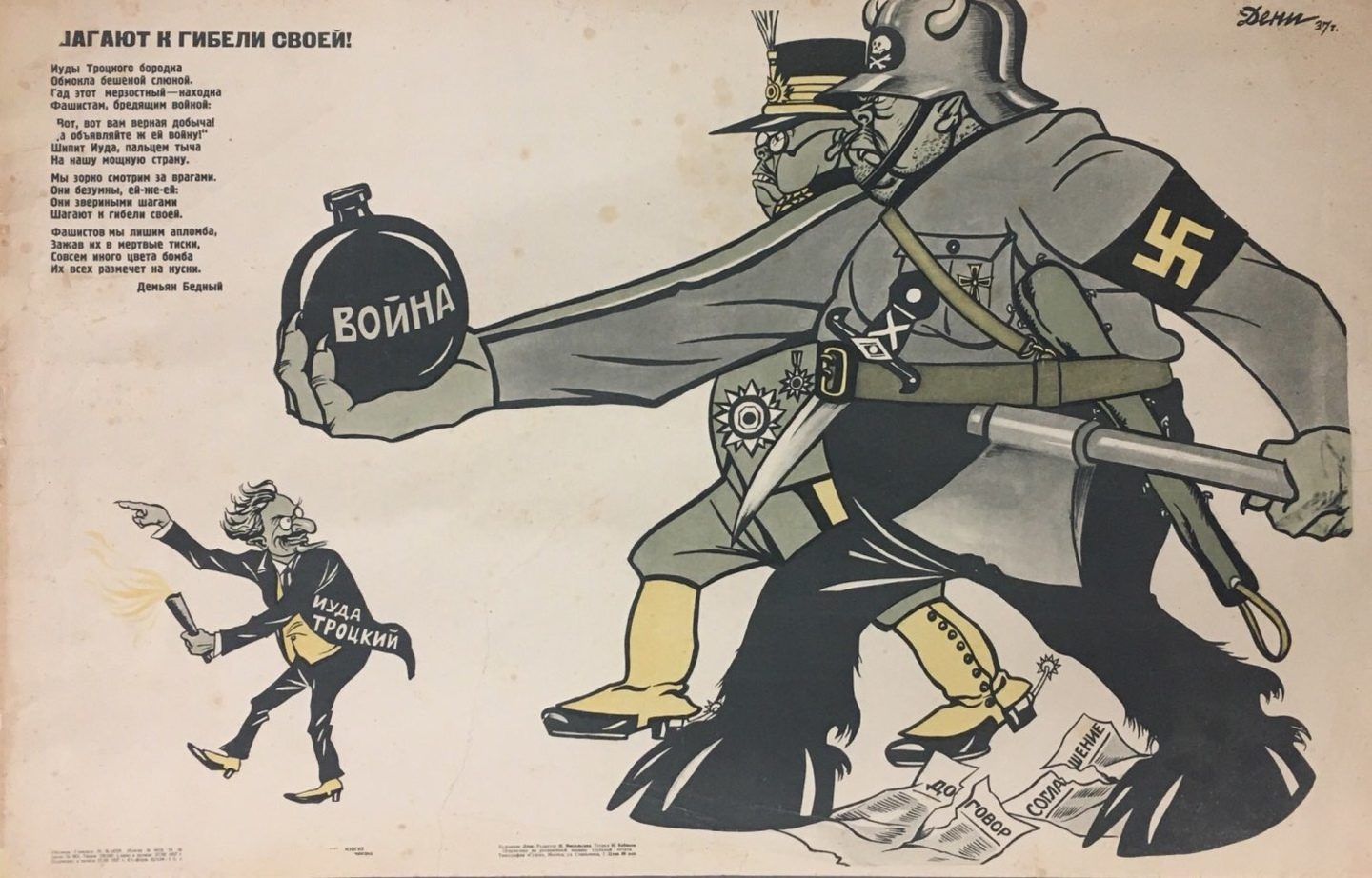
Советский плакат 1937 года, изображающий Троцкого прислужником фашистов, стихи Демьяна Бедного

#### Комиссия по расследованию обвинений, предъявленных Льву Троцкому на московских процессах
В марте 1937 года, в сотрудничестве с аналогичными европейскими комитетами, американский Комитет в защиту Льва Троцкого сформировал международную Комиссию по расследованию обвинений, предъявленных Льву Троцкому и его сторонникам-оппозиционерам в ходе показательных Московских судебных процессов. Комиссию возглавил известный американский философ Джон Дьюи, посещавший Советский Союз в 1928 году. Важным общим местом как Московского процесса, так заседаний Комиссии Дьюи были показания Гольцмана о встрече с Троцким и его сыном Львом Седовым в холле гостиницы «Бристоль» в Копенгагене, комиссия использовала это показание для доказательства фальсификации обвинений. По итогам расследования был вынесен 422-страничный вердикт «Невиновны», который свидетельствовал о невиновности Троцкого и утверждал, что Троцкий не вступал ни в какие соглашения с иностранными державами, никогда не рекомендовал, не планировал и не пытался восстановить капитализм в СССР. Одновременно в США велась кампания за разрешение Троцкому въезда в страну, в частности, в связи с выдвинутым в 1939 году предложением заслушать его на заседании комиссии Палаты представителей по расследованию антиамериканской деятельности. Решение о выдаче визы задерживалось государственным департаментом США в связи с опасностью покушения на жизнь Троцкого и неготовностью официальных властей США взять на себя ответственность за его жизнь.
Не только чтобы спасти жизни своих сторонников и бухаринцев, но и чтобы в последний раз попытаться примириться со сталинским руководством в июне 1937 года Троцкий направил во ВЦИК СССР телеграмму, в которой писал, что «политика Сталина ведёт к окончательному как внутреннему, так и внешнему поражению. Единственным спасением является поворот в сторону советской демократии, начиная с открытия последних судебных процессов [против троцкистов и бухаринцев]. На этом пути я предлагаю полную поддержку». Телеграмма была переслана Сталину, наложившему на неё резолюцию: «Шпионская рожа! Наглый шпион Гитлера!».

#### Создание Четвёртого интернационала
16 февраля 1938 года в Париже в больнице после операции умер старший сын Троцкого — Лев Седов. 3 сентября этого же года Троцкий провозгласил создание Четвёртого интернационала, наследники которого существуют и до сих пор. Учреждение Четвёртого интернационала обосновывалось, как создание новой массовой революционной партии для руководства мировой пролетарской революцией и построением социализма. Эта идея проистекала из теории о революционной волне, которая будет разрастаться с началом мировой войны. На учредительном конгрессе, проходившем в сентябре 1938 года в доме Альфреда Росмера недалеко от Парижа, присутствовало 30 делегатов из всех крупнейших стран Европы, Северной Америки, прибыли, несмотря на большие расстояния и издержки, несколько делегатов из стран Азии и Латинской Америки. Среди резолюций, принятых на конгрессе, была Переходная программа.
В 1939—1940 годах на фоне начавшейся Второй мировой войны Международный секретариат Четвёртого интернационала переехал в Нью-Йорк, что усилило координационные связи Троцкого с американскими сторонниками. Но встречи постоянного Международного исполнительного комитета срывались, главным образом, из-за борьбы внутри Социалистической рабочей партии (СРП) между сторонниками Троцкого, с одной стороны, и сторонниками Макса Шахтмана, Мартина Эйберна и Джеймса Бернхема — с другой. Секретариат собирался из тех членов, которые были в это время в городе, а в большинстве это были шахтманисты. Противоречия концентрировались вокруг борьбы шахтманистов с внутренней политикой СРП, а также относительно позиции Троцкого о безусловной поддержке СССР в войне с любой капиталистической страной. Троцкий начал публичную дискуссию с Шахтманом и Бернхемом, и разрабатывал свою позицию в серии полемических статей, опубликованных под названием «В защиту марксизма». Тенденция Шахтмана и Бернхема покинула Интернационал в начале 1940 года, и с ними ушло около 40 % состава СРП, большинство из которых затем стали членами Рабочей партии. В мае 1940 года состоялась чрезвычайная конференция, которая проходила в засекреченном месте «где-то в западном полушарии» (по некоторым сведениям, в Нью-Йорке). Конференция приняла манифест "«Империалистическая война и пролетарская революция», написанный Троцким, а также резолюцию с требованием объединения разрозненных групп Четвёртого интернационала в Великобритании. В манифесте Троцкий продолжал призывать к защите СССР и одновременно к «революционному свержению бонапартистской клики Сталина». Члены секретариата, которые поддержали Шахтмана, на конференции были исключены. В то время как лидер СРП Джеймс П. Кэннон заявил, что не верит в то, что раскол окончательный, объединения двух групп так и не произошло. Был избран новый Международный исполком, находившийся под сильным влиянием СРП.

#### Отношение Троцкого к СССР в преддверии и начале второй мировой войны
До самого конца своей жизни Троцкий продолжал утверждать, что в СССР сохранилась коллективная собственность на средства производства, что Советское государство продолжает оставаться рабочим, хотя и «дегенерирующим» рабочим государством. Полагая необходимым революционное преобразование СССР, он, в полном соответствии со своей оценкой советской социальной системы, продолжал отстаивать выдвинутую им ранее теорию, что новая революция должна нести не социальную, а политическую цель — отстранение от власти Сталина и его окружения с целью свержения бюрократии и возвращения «ленинским нормам руководства». Отношение Троцкого к СССР особенно ярко проявляется в его письме своему соратнику Виктору Сержу от 5 июня 1936 года: «Если бы в СССР у нас был выбор только между сталинистами и меньшевиками, мы бы, очевидно, выбрали сталинистов, поскольку меньшевики могут служить лишь прислужниками буржуазии». Также ему принадлежат слова: «Свержение Сталина рабочими — это большой шаг на пути к социализму. Разгром Сталина империалистами — это триумф контрреволюции. Именно в этом смысл нашей защиты СССР». Противоречиво Троцкий относился и к таким событиям, как заключение Договора о ненападении между Германией и Советским Союзом, присоединение Западной Украины и Западной Белоруссии к СССР по итогам Польского похода Красной армии, советско-финляндская война, присоединение Прибалтики и Бессарабии с Северной Буковиной к СССР. С одной стороны, в статье «Сталин после финляндского опыта» и в ответах на вопросы американского журналиста Ю. Клеймана он указывал, что никакие возможные военно-тактические выгоды, полученные Советским Союзом в результате расширения своей территории в западном направлении, не компенсировали морально-политического ущерба, понесённого СССР из-за договора Сталина с Гитлером. Автор напоминал слова Робеспьера, что народы не любят миссионеров со штыками: «Вторжение Красной армии воспринимается народными массами не как акт освобождения, а как акт насилия и тем облегчает империалистическим правительствам мобилизацию мирового общественного мнения против СССР. Вот почему оно в конечном счёте принесёт защите СССР больше вреда, чем пользы». С другой стороны, Троцкий делал вывод, который зачеркивал все написанные им с осуждением Сталина и советской внешней политики тексты, объявляя, что присоединение к СССР новых стран и земель носит позитивный характер, так как предполагает проведение на присоединенных к Советскому Союзу территориях социалистических преобразований. Уже после убийства Льва Троцкого, в августе 1941 года, Исполнительный Комитет Четвёртого Интернационала принял воззвание «За защиту СССР!», призывавшее мировой пролетариат к защите Советского Союза в борьбе против «германского империализма».
Троцкий выдвигал лозунг независимой Украины, отделяя и противопоставляя его лозунгу Украины демократической, полагая, что он исторически запоздал и пригоден разве лишь для утешения буржуазных интеллигентов. Троцкий писал:

«Дело идёт о народе, который доказал свою жизненную силу, равен по численности населению Франции, занимает исключительно богатую территорию, крайне важную, к тому же, в стратегическом отношении. Вопрос о судьбе Украины поставлен во весь рост. Нужен ясный и отчётливый лозунг, отвечающий новой обстановке. Я думаю, что таким лозунгом может быть в настоящее время только: Единая свободная и независимая рабоче-крестьянская советская Украина!».

В последний период своей жизни Троцкий работал над книгой «Сталин» и статьёй «Сверх-Борджиа в Кремле», где, в частности, он развивал гипотезу об отравлении Ленина Сталиным. Именно в это время в лексикон Троцкого и в книгу «Сталин» прочно вошёл термин «тоталитарный режим» для обозначения характера сталинского политического правления.

## Убийство

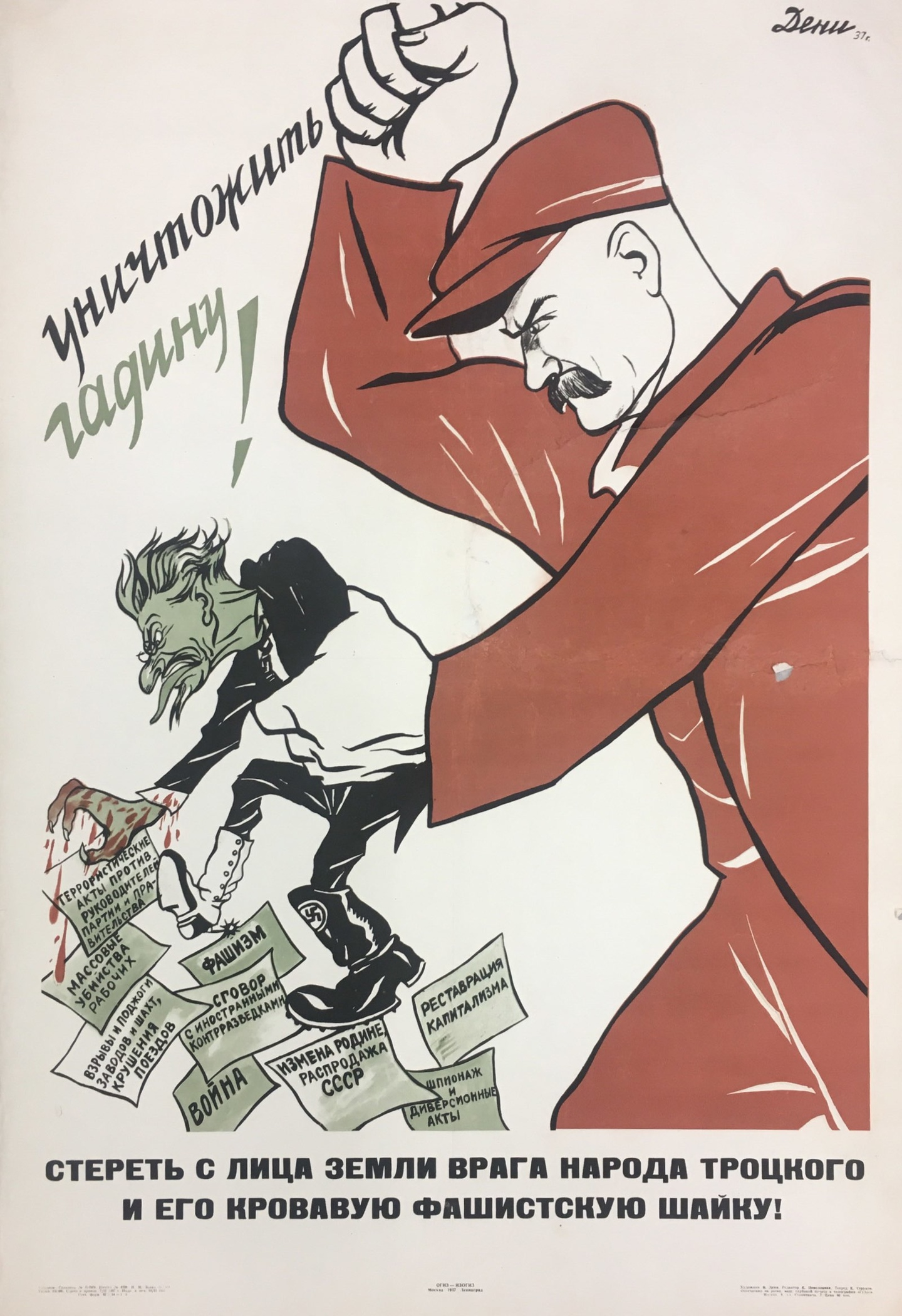
Советский плакат 1937 года, направленный против Троцкого

В мае 1940 года было совершено неудачное покушение на жизнь Троцкого. Руководил покушением тайный агент НКВД Григулевич. Группу налётчиков возглавил мексиканский художник и убеждённый сталинист Сикейрос. Ворвавшись в комнату, где находился Троцкий, покушавшиеся неприцельно расстреляли все патроны и поспешно скрылись. Троцкий, успевший спрятаться за кроватью с женой и внуком, не пострадал. По воспоминаниям Сикейроса, неудача была связана с тем, что члены его группы были неопытны и очень волновались. На следствии, однако, он заявлял, что акция изначально не ставила своей задачей убийство Троцкого, а преследовала только две цели: выкрасть документы, дискредитирующие Троцкого, в частности доказательства получения средств от ультрареакционных газет США, и вынудить его уехать из Мексики.

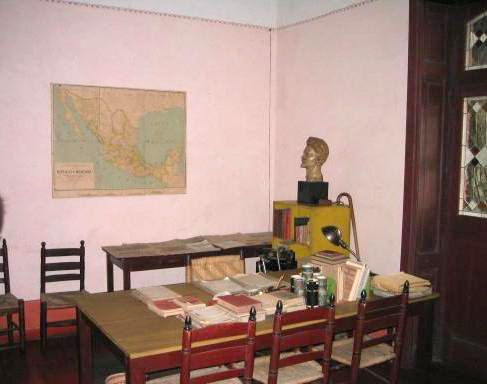
Кабинет, в котором было совершено убийство Троцкого

20 августа 1940 года, около пяти дня агент НКВД СССР Рамон Меркадер, ранее проникший в окружение Льва Давидовича как его убеждённый приверженец, пришёл к Троцкому, чтобы показать свою рукопись. Троцкий сел её читать, и в это время Меркадер нанёс ему удар по голове ледорубом, который пронёс под плащом. Траектория удара была сверху вниз и спереди назад; это доказывает, что убийца стоял прямо перед Троцким. Возможно, поэтому Троцкий отреагировал немедленно, и убийца не смог нанести второй удар. Рана в черепе достигала 7 сантиметров в глубину, но Троцкий успел поднять шум и охранники схватили Меркадера и жестоко избили (однако по указанию Троцкого добивать не стали). После полученной раны Троцкий прожил ещё почти сутки и умер в 7:25 вечера 21 августа 1940 года. 22 августа большая похоронная процессия медленно прошла за гробом с телом Троцкого по улицам города. Пять дней тело лежало и было открыто для доступа, и мимо него прошли десятки тысяч людей. 27 августа 1940 года тело было кремировано, и пепел захоронен на территории дома Троцкого в Койоакане.

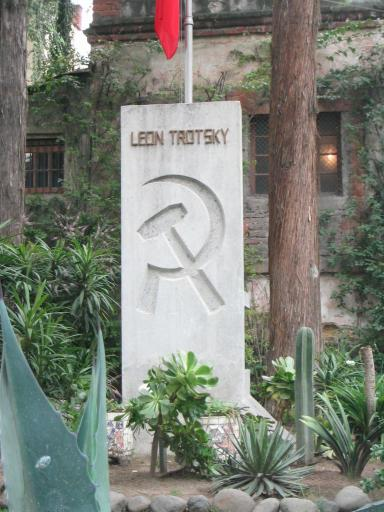
Могила Троцкого

24 августа 1940 года газета «Правда» опубликовала краткое сообщение «Смерть Троцкого» и редакционную статью «Смерть международного шпиона». В статье говорилось: «В могилу сошёл человек, чьё имя с презрением и проклятием произносят трудящиеся во всём мире, человек, который на протяжении многих лет боролся против дела рабочего класса и его авангарда — большевистской партии. Господствующие классы капиталистических стран потеряли верного своего слугу. Иностранные разведки лишились долголетнего, матёрого агента, не брезгавшего никакими средствами для достижения своих контрреволюционных целей».
Советская власть публично отвергла свою причастность к убийству Л. Д. Троцкого. Меркадер был приговорён мексиканским судом к максимальному наказанию — двадцатилетнему тюремному заключению. Группа из шести работников НКВД, участвовавших в выполнении этого специального задания, в 1941 году была награждена орденами Союза ССР, в том числе Меркадер К. Р. и Эйтингон Н. И. — орденами Ленина. Освободившись в 1960 году из мест заключения, Рамон Меркадер приехал в СССР, где ему было присвоено звание Героя Советского Союза и вручён орден Ленина.

## Память
Период нахождения Троцкого на посту предреввоенсовета и наркомвоенмора совпал со становлением новой государственной, военной и пропагандистской машины, одним из основателей которой был и сам Троцкий. Неотъемлемой частью построенной большевиками системы пропаганды было прославление заслуженных деятелей революции, избрание их в «почётные президиумы» самых разных съездов и собраний (начиная от съездов партии, и заканчивая школьными собраниями), получение разного рода почётных званий («почётного горняка», «почётного металлурга», «почётного красноармейца» и т. д.), переименования городов, вывешивание портретов и публикация романтизированных биографий.
Одной из форм прославления заслуженных деятелей революции в раннесоветской пропаганде был «вождизм», как таковой появившийся ещё до октября 1917 года. Ещё атаман Каледин в августе 1917 года именовал себя «вождём армии», а одним из явных проявлений «вождизма» был ярко выраженный культ популярного среди солдат великого князя Николая Николаевича, распространившийся по крайней мере с 1915 года. В советской же пропаганде Ленин обычно именовался «вождём революции», а Троцкий — «вождём Красной армии». Во время Гражданской войны именем Троцкого были названы два бронепоезда, № 12 имени Троцкого и № 89 имени Троцкого. Подобные наименования были довольно обычными; в составе Красной Армии имелись также, например, бронепоезд № 10 имени Розы Люксембург, № 44 имени Володарского, или № 41 «Славный вождь Красной Армии Егоров».
По крайней мере с 1919 года, традиционным стало избрание «Ленина и Троцкого» в так называемые «почётные президиумы». Так, 4 ноября 1923 года Ленин, Троцкий и Рыков были избраны в почётный президиум завода «Красный каучук». В августе 1924 года Рыков и Троцкий (упоминались в таком порядке) избраны в почётный президиум I Всесоюзного шахматно-шашечного съезда. В своих мемуарах Троцкий упоминает и другие примеры: ещё в ноябре 1919 года II Всероссийский съезд мусульманских коммунистических народов Востока избирает своими почётными членами Ленина, Троцкого, Зиновьева и Сталина, в апреле 1920 года тот же состав избирается почётным президиумом I Всероссийского съезда чувашских коммунистических секций.

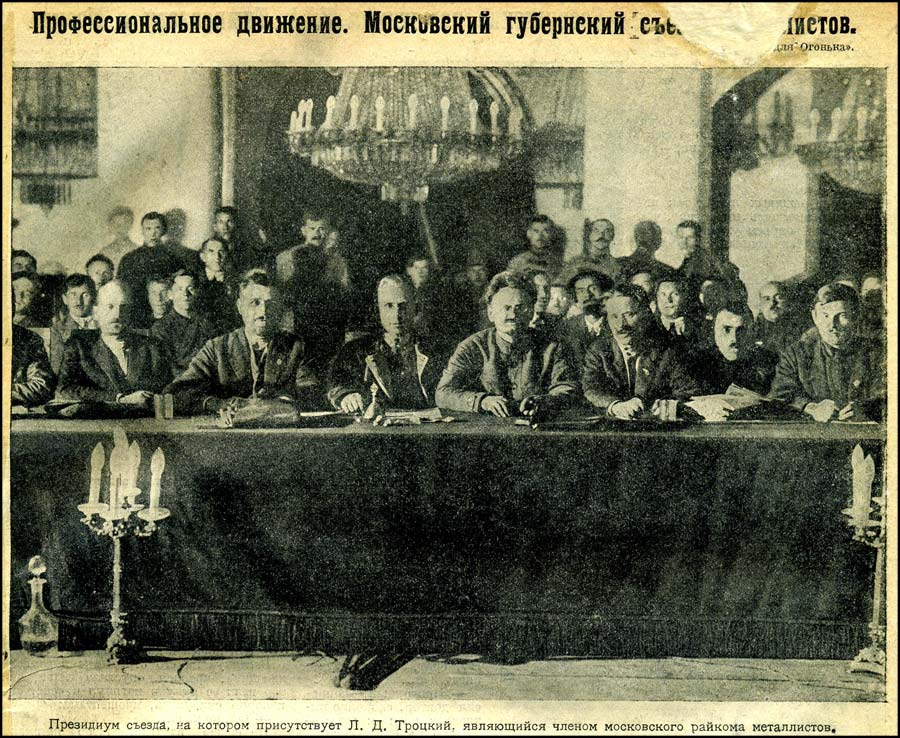
Президиум съезда, на котором присутствует Л. Д. Троцкий, являющийся членом московского райкома металлистов. 1923 год

Общее количество подобных «почётных президиумов» не поддаётся никакому подсчёту, также как и количество разного рода почётных званий. Ленин избирался «почётным красноармейцем» в общей сложности около двадцати разных военных частей, в последний раз непосредственно перед своей смертью. Троцкий также избирался «почётным красноармейцем» и даже «почётным комсомольцем». В апреле 1923 года собрание рабочих Глуховской фабрики имени Ленина постановило назначить Троцкого почётным прядильщиком по седьмому разряду, а представитель этой фабрики Андреев, выступая на XII Съезде РКП(б), заявил, что «И ещё один наказ должен вам сказать от наших рабочих, что крайний срок явления т. Троцкого на фабрику — это 1 мая, и мы просим президиум передать т. Троцкому, чтобы он хоть раз за всю революцию заявился на нашу фабрику и сказал своё веское слово нашим рабочим». Исследователи Пыхалова и Денисов указывают также, что Троцкий в 1920-х годах также числился почётным шефом Кондровской и Троицкой бумажных фабрик Калужской области. В 1922 году в честь Троцкого был переименован миноносец «Лейтенант Ильин».
В 1923 году в знак заслуг Троцкого перед большевизмом во время борьбы с силами Керенского-Краснова в 1917 году и во время обороны Петрограда в 1919 году город Гатчина была переименована в город Троцк, причём 5 ноября 1923 года горсовет даже избрал своими «почётными председателями» Ленина, Троцкого и Зиновьева.
Фактически, к концу Гражданской войны формируется «культ Троцкого» как заслуженного деятеля революции и Гражданской войны. Его особенностью по сравнению с позднейшим «культом личности Сталина» было то, что «культ Троцкого» существовал параллельно с целым рядом других «культов», сопоставимых по размеру: культом личности Ленина, культом «ленинградского вождя» и «вождя Коминтерна» Зиновьева, культами Крупской, Томского, Рыкова, Косиора, Калинина, культами ряда военачальников Гражданской войны (Тухачевского, Фрунзе, Ворошилова, Будённого), и т. д. вплоть до более мелкого культа известного поэта Демьяна Бедного, в честь которого в 1925 году был переименован город Спасск. Исследователь Сергей Фирсов считает большевистские культы деятелей революции «перевёрнутым» вариантом христианского культа святых. По оценке Сергея Фирсова, после исключения Троцкого из партии в 1927 году и изгнания из СССР в 1929 году начался процесс его «десакрализации», который прослеживается по биографическим справкам в примечаниях к изданиям собрания сочинений Ленина. В 1929 году Троцкий обозначен в них как «высланный из СССР», в 1930 году как «социал-демократ», в 1935 году его «социал-демократизм»-«троцкизм» уже охарактеризован как «передовой отряд контрреволюционной буржуазии». Начиная с 1938 года Троцкий описывается как универсальный злодей, исчадие «буржуазно-фашистского» ада, демон мировой коммунистической системы. В официальной советской литературе сталинского и постсталинского периода (вплоть до Перестройки) Троцкий обвинялся во многих и многих «смертных грехах». Так, например, он был обвинён в сдаче огромных территорий европейской части бывшей Российской империи немцам и австрийцам из-за срыва им Брестских переговоров, в разработке «предательского плана разгрома Деникина, отвергнутого по предложению тов. Сталина».
- Орден Красного Знамени в ознаменование заслуг перед мировой пролетарской революцией и рабоче-крестьянской армией, а конкретно — за оборону Петрограда, — постановлением ВЦИК Совета рабочих, крестьянских, казачьих и красноармейских депутатов от 7 ноября 1919 года[245].

### Топонимы
- В 1918—1929 годах город Чапаевск Самарской области назывался Троцк.
- В 1923—1929 годах город Гатчина Ленинградской области назывался Троцк.
- Сёла с названием Троцкое в различных регионах Советского Союза.
- В 1918—1928 годах улица Дзержинского в Курске называлась улицей Троцкого.
- В 1919—1929 годах улица 8 Марта в Екатеринбурге называлась улицей Троцкого.
- В 1919—1928 годах Троицкая площадь в Краснококшайске (с 1928 года — Йошкар-Оле) называлась площадью Троцкого. В 1928 году переименована в площадь Фрунзе.
- В 1920—1926 годах улица Дзержинского в Ряжске называлалась улицей Троцкого.
- В 1921—1928 годах проспект Нахимова в Севастополе назывался улицей Троцкого.
- В 1922—1929 годах улица Крупской в Тюмени называлась улицей Троцкого[246].
- В 1923—1929 годах площадь Шевченко в Днепропетровске называлась площадью имени Троцкого, улица 8 Марта называлась улицей имени Троцкого.
- В 1920-е годы улица Екатерининская в Перми называлась улицей Троцкого.
- В 1919—1928-е годах улица Пичугина в Кургане называлась проспектом Л. Д. Троцкого[247].
- Во Владимире 1 февраля 1926 года улицы Большую и Малую Мещанские переименовывали в 1-ю и 2-ю Троцкого. В конце 1927 года Комиссия по вопросу переименования улиц и переулков во Владимире 1-ю Троцкого (бывшую Большую Мещанскую) переименовала в улицу Дзержинского; улице 2-й Троцкого временно вернули название «Мещанская» (с 1933 года — ул. Федосеева).
- Центральный московский аэродром им. М. В. Фрунзе до 1925 года носил имя Троцкого.
- В 1926—1928 годах улица Озембловского в Белгороде именовалась улицей Троцкого.
- В 1923—1924 годах название «Красный стадион имени Льва Троцкого» носил Олимпийский стадион в Киеве[248].
- Ейское высшее военное авиационное училище лётчиков имени В. М. Комарова с ноября 1918 по январь 1928 года носило название Вторая школа морской авиации имени Л. Д. Троцкого[249].
- Городок имени товарища Троцкого — название территории Астраханского кремля в 1922—1926 годах[250].

### Названия военных кораблей
- В 1920—1922 годах название «АГ-25 им. тов. Троцкого» носила подводная лодка Черноморского флота типа «АГ».
- В 1922—1928 годах название «Троцкий» носил эскадренный миноносец Балтийского флота типа «Новик» (бывший «Лейтенант Ильин»).
- Канонерская лодка в 1922—1927 годах с названием «Троцкий» позже была переименована и переклассифицирована в монитор «Красный Восток».
- В 1920—1927 годах название «Троцкий» носила канонерская лодка «Красный Азербайджан»[251].

### Архив Троцкого
Во время своего изгнания из СССР в 1929 году Троцкий смог вывезти свой личный архив. Этот архив включал в себя копии ряда подписанных Троцким за время нахождения у власти документов в Реввоенсовете Республики, ЦК, Коминтерне, ряд записок Ленина, адресованных лично Троцкому и более нигде не публиковавшихся, также ряд ценных для историков сведений о революционном движении до 1917 года, тысячи писем, полученных Троцким, и копии писем, им отправленных, телефонные и адресные книги и т. д. Опираясь на свой архив, Троцкий в мемуарах с лёгкостью цитирует ряд подписанных им документов, включая иногда даже и секретные. В общей сложности архив насчитывал 28 ящиков.
Сталин оказался не в состоянии помешать Троцкому вывезти его архив (или ему это было разрешено, что Сталин потом в личных беседах называл большой ошибкой, как и высылку). В 1930-е годы агенты ГПУ неоднократно пытались (иногда успешно) выкрасть отдельные фрагменты архива, а в марте 1931 года часть документов сгорела во время подозрительного пожара. В марте 1940 года Троцкий, сильно нуждаясь в деньгах и опасаясь, что архив всё-таки попадёт в руки к Сталину, продал бо́льшую часть своих бумаг Гарвардскому университету.
Вместе с тем ряд других документов, связанных с деятельностью Троцкого, находится, как утверждает историк Ю. Г. Фельштинский, также и в других местах, в частности, в архиве президента Российской Федерации, в архиве Международного института социальной истории в Амстердаме и т. д.
Значителен по своему содержанию и фонд Л. Д. Троцкого в Российском государственном архиве социально-политической истории (Москва).

## Реабилитация
Лев Троцкий не был официально реабилитирован советской властью. Даже в период Перестройки и гласности Михаил Горбачёв от лица КПСС осуждал историческую роль Троцкого.
По запросу НИЦ «Мемориал» Лев Давидович Троцкий (Бронштейн) был дважды реабилитирован Прокуратурой РФ: 21 мая 1992 года (постановление ОС КОГПУ от 31.12.1927 о высылке на 3 года в Сибирь), а также 16 июня 2001 года (решение Политбюро ЦК ВКП(б) от 10.01.1929 и постановление Президиума ЦИК СССР от 20.02.1932 о высылке из СССР, лишении гражданства с запрещением въезда в СССР). Справки о реабилитации № 13/2182-90, № 13-2200-99 (Архив НИЦ «Мемориал»).

## Потомки Троцкого
Все потомки Троцкого:

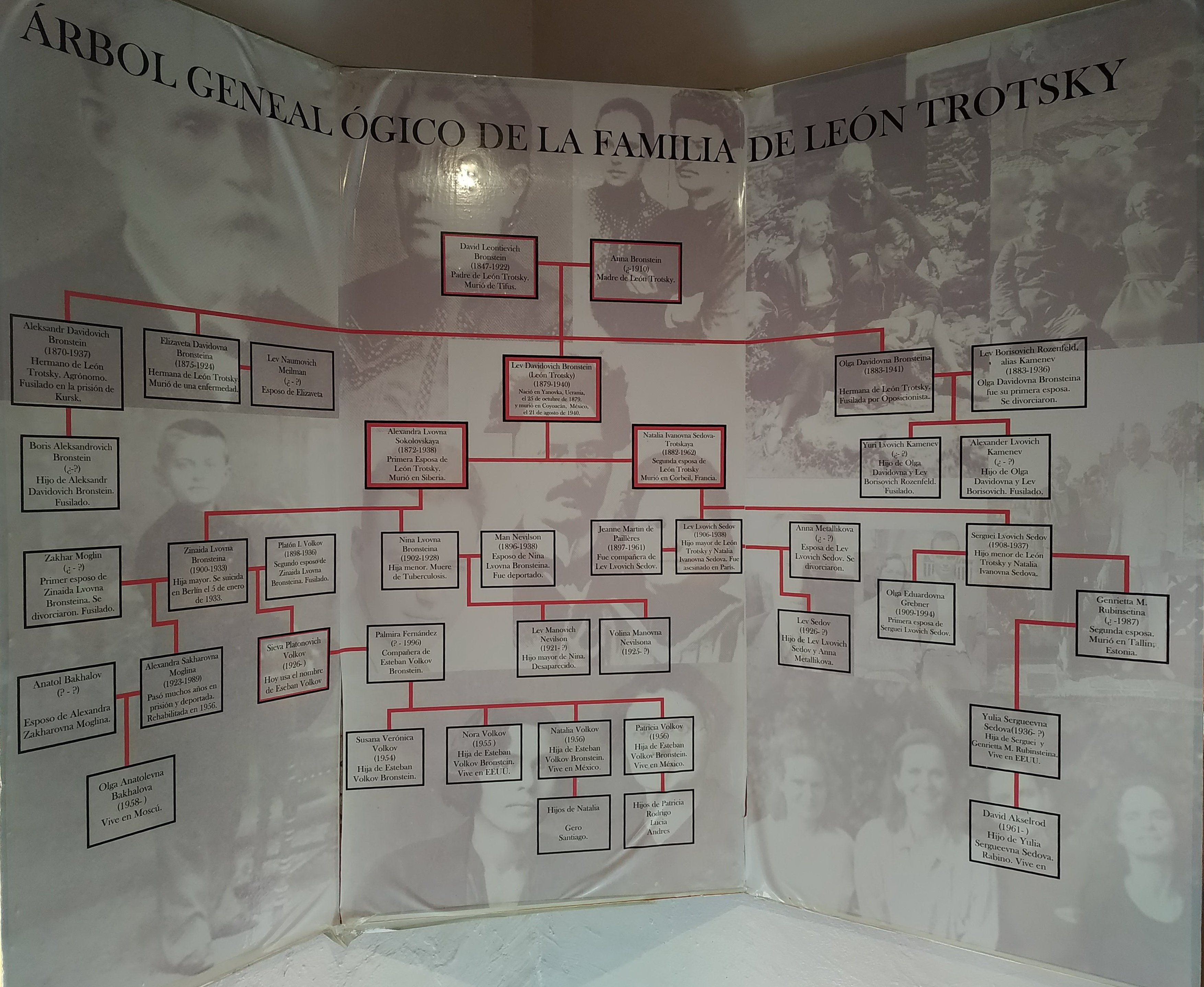
Генеалогическое древо семьи Льва Троцкого (Дом-музей Троцкого)

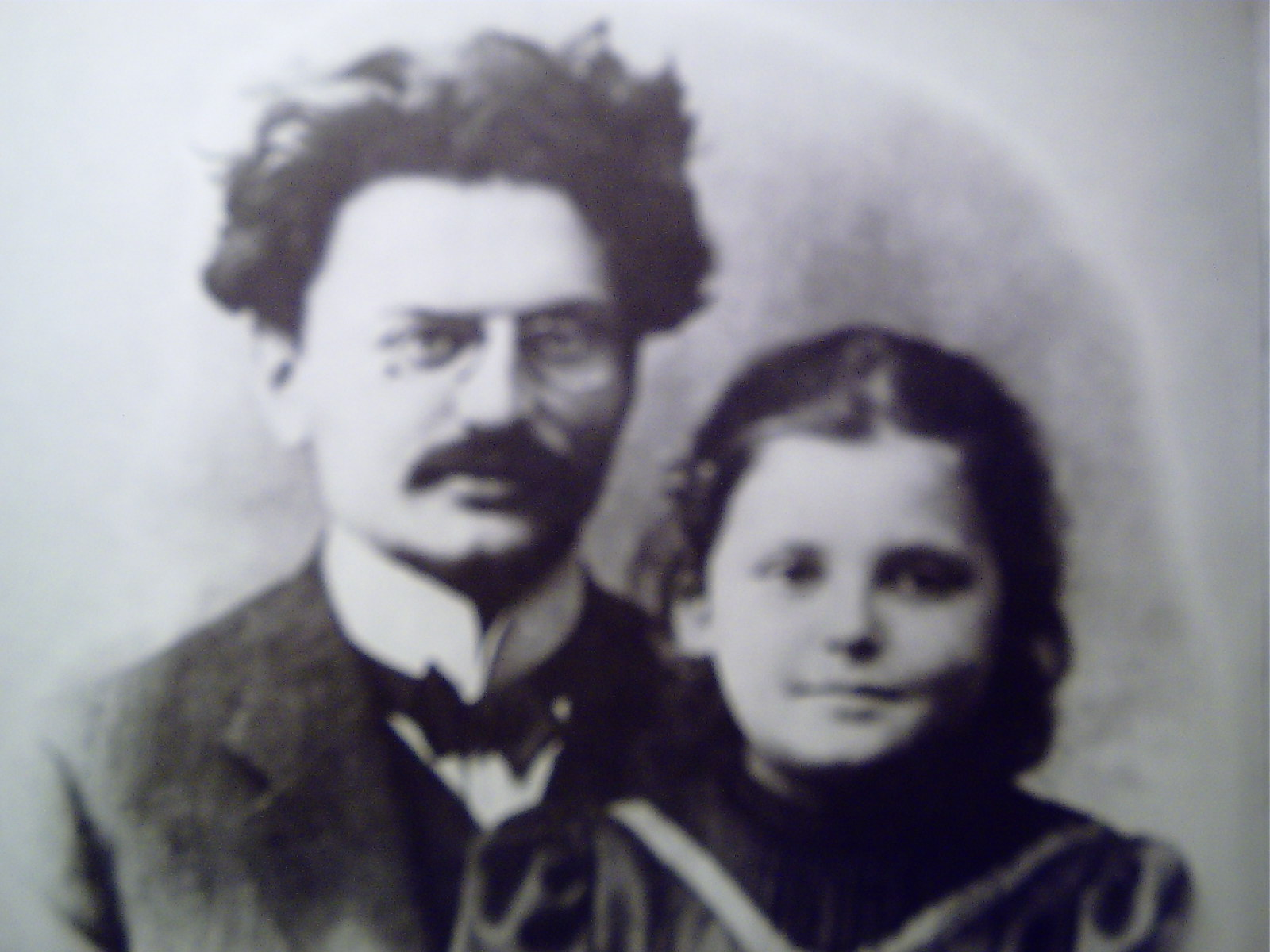
Лев Троцкий и его дочь Зина, 1906 год

От брака с Александрой Соколовской (род. 1872, расстреляна 1938)
- Зинаида Волкова (родилась в 1901 году, покончила жизнь самоубийством в 1933 году)
  - Александра Моглина (в замужестве Бахвалова) (1923—1989), была репрессирована, реабилитирована в 1956 году
    - Ольга Бахвалова (род. 1958, живёт в Москве)
      - Денис Бахвалов (род. 1983)

  - Всеволод Волков (он же Эстебан Волков Бронштейн, 1926—2023). Умер 17 июня 2023 года в Мехико в возрасте 97 лет. Три его дочери живут в Мексике.
    - Вероника Волкова (род. 1955, Мехико)
    - Нора Долорес Волкова (род. 27 марта 1956 года), эмигрировала в США
    - Патрисия Волков-Фернандес (род. 1956) (Патрисия и Нора — близнецы)
    - Наталия Волков-Фернандес
- Нина Невельсон (род. 1902, умерла от туберкулёза 1928)
  - Лев Маннович Невельсон (род. 3 декабря 1921 — расстрелян 22 апреля 1941[255])
  - Волина Манновна Невельсон (род. 1925, бесследно исчезла)

От сожительства с Натальей Седовой (род. 5 апреля 1882 года — ум. 23 января 1962)
- Лев Седов (род. 1906, умер в 1938 после операции, жена Анна Самойловна Рябухина расстреляна 8 января 1938 года)
  - Лев Львович Седов (род. 1926, в 1937 бесследно исчез)
- Сергей Седов (род. 1908, расстрелян в СССР в 1937) + Генриетта Рубинштейн
  - Юлия Рубинштейн (в замужестве Аксельрод[256])
    - Давид Аксельрод (род. 1961, живёт в Израиле)

### Известные потомки
В ходе борьбы за власть внутри ВКП(б) погибли все четверо детей Троцкого от двух браков, а также его первая жена и сестра, два племянника (сыновья сестры Ольги) и два зятя (второй муж дочери Платон Волков и первый муж сестры Каменев). Была репрессирована даже сестра второй жены — Натальи Седовой.
Дочь Троцкого Нина Невельсон умерла от туберкулёза в 1928 году во время ссылки Троцкого в Алма-Ату, причём самому Троцкому было отказано в разрешении её посетить. Вторая дочь — Зинаида Волкова — также заразилась туберкулёзом и получила разрешение советских властей выехать на лечение в Берлин. В январе 1933 года, после требования Германии немедленно покинуть страну, в состоянии депрессии покончила жизнь самоубийством. Её муж Платон Волков 3 октября 1936 года расстрелян в Москве по делу Павла и Валентина Ольбергов.
Старший сын Троцкого Лев Седов, активный троцкист и один из ближайших помощников отца во время алма-атинской ссылки и после изгнания из СССР, умер после операции в Париже в 1938 году при подозрительных обстоятельствах. Троцкий посвятил своему сыну статью «Лев Седов. Сын, друг, борец», в которой фактически обвинил в его смерти «отравителей ГПУ».
Другой сын Троцкого — Сергей Седов — отказывался принимать участие в политической деятельности отца. По утверждению самого Троцкого, Сергей «повернулся спиной к политике с 12 лет». Во время ссылки своего отца он несколько раз его навещал, во время изгнания доехал вместе с ним до Одессы, однако покинуть СССР отказался.
В ночь с 3 на 4 марта 1935 года Сергей Седов был арестован по подозрению в связях с племянником Каменева Л. Б., Розенфельдом Борисом Николаевичем. В мае 1935 года Троцкому удалось получить сообщение об аресте своего сына. Троцкий и Наталья Седова попытались обратиться к международной общественности, но безуспешно, все их письма были проигнорированы. Версия следствия о подготовке Седовым и Розенфельдом убийства Сталина не подтвердилась, однако сам Седов постановлением внесудебного органа — Особого совещания при НКВД СССР — в июле 1935 года был сослан на 5 лет в Красноярск за «троцкистские разговоры». К моменту высылки сына из Москвы в Красноярск Троцкий уже находился в постепенно усиливающейся изоляции от новостей из СССР, и в своём дневнике отметил лишь, что от сына прекратились письма, «очевидно, и его выслали из Москвы».
В сентябре Сергей Седов был принят на работу в качестве инженера-специалиста по газогенераторным установкам на Красноярский машиностроительный завод. Уже в мае-июне 1936 года Сергей Седов был арестован по обвинению в так называемом «вредительстве» и попытке якобы «отравить рабочих генераторным газом». Согласно исследованиям историка Дмитрия Волкогонова, предлогом для репрессий послужило происшествие: дежурный слесарь Б. Рогозов уснул, забыв перекрыть кран газификатора, после чего цех наполнился газом. Утром рабочие проветрили помещение, никаких последствий происшествие не повлекло.
29 октября 1937 года Сергей Седов был расстрелян, так и не признав себя виновным и не дав никаких показаний. Жена Сергея Седова — Генриетта Рубинштейн — была осуждена на 20 лет лагерей, у пары осталась дочь Юлия (в замужестве Аксельрод, род. 21 августа 1936, в 1979 эмигрировавшая в США, в 2004 — в Израиль). К моменту расстрела своего сына изоляция Троцкого от событий в СССР стала окончательной: по крайней мере, ещё 24 августа 1938 он не знал о случившемся, считая, что Сергей Седов «бесследно исчез».
Родная сестра Троцкого и первая жена Каменева Л. Б. — Ольга — в 1935 году выслана из Москвы. Оба её ребёнка (племянники Троцкого) расстреляны в 1938—1939, сама Ольга Троцкая расстреляна в 1941.
Внук Льва Троцкого (сын его старшей дочери Зинаиды Волковой) — Всеволод Платонович Волков (Сева, 7 марта 1926, Москва — 17 июня 2023, Мехико) — впоследствии мексиканский химик и троцкист, директор Музея Троцкого Эстебан Волков Бронштейн (Esteban Volkov Bronstein). Эстебан Волков во второй половине 1980-х годов приезжал в СССР, был в Москве, у него четыре дочери (Вероника, Нора, Наталья, Патриция; трое из них жили в Мексике, одна, Патриция, проживала в США). Одна из четырёх дочерей Всеволода (правнучек Л. Д. Троцкого) — Нора Д. Волкова (Nora D. Volkow, род. 27 марта 1956, Мехико) — известный американский психиатр, профессор Брукхейвенской национальной лаборатории, с 2003 года — директор Национального института наркомании в составе Национальных институтов здоровья (США). Другая дочь — Патрисия Волков-Фернандес (Patricia Volkow-Fernández, род. 27 марта 1956, Мехико) — мексиканский врач, автор научных исследований в области синдрома приобретённого иммунодефицита. Старшая дочь — Вероника Волкова (Verónica Volkow, род. 1955, Мехико) — известная мексиканская поэтесса и искусствовед. Младшая дочь — Наталия Волкова (Natalia Volkow, или Natalia Volkow Fernández) — экономист, заместитель директора по связи с учебными заведениями мексиканского Национального института статистики, географии и информатики.
Что касается праправнуков Троцкого, в настоящее время они проживают в трёх разных странах: сын Ольги Бахваловой Денис — в Москве, несколько внуков Всеволода Волкова — в Мехико, а также трое детей Давида Аксельрода в Израиле.

## В культуре
О Троцком снято множество полнометражных художественных фильмов. Например, в 2017 году режиссёр Александр Котт снял телесериал «Троцкий», главную роль в котором сыграл Константин Хабенский.
Троцкий стал прообразом «лидера оппозиции из числа старых революционеров» в двух романах Дж. Оруэлла — «Скотный двор» (Сноуболл — Снежок) и «1984» (Эммануэль Голдстейн).
Львом Давидовичем Троцким написана подробная биография В. И. Ленина для Британской энциклопедии.

### Киновоплощения
- Сергей Эйзенштейн — «Октябрь», СССР, 1927
- Лео Ланс — «Манхэттенская мелодрама» («Manhattan Melodrama»), США, 1934
- Джозеф Кэррол Нейш — «Британский агент» («British Agent»), США, 1934
- Сэм Голденберг — «Миссия в Москву» («Mission to Moscow»), США, 1943
- Михаил Калатозов — «Вихри враждебные», СССР, 1953[источник не указан 173 дня]
- Фридрих Г. Бекхаус[нем.] — «Гражданская война в России» («Bürgerkrieg in Russland»), Германия, 1967
- Д. Ф. Барри — «Почему русские сделали революцию» («Why Russians Are Revolting»), США, 1970
- Брайан Кокс — «Николай и Александра» («Nicholas and Alexandra»), США, 1971
- Ричард Бартон — «Убийство Троцкого» («The Assassination of Trotsky»), Италия, Франция, Великобритания, 1972
- Майкл Китчен — «Падение орлов» («Fall of Eagles»), Англия, 1974
- Ив Пино — «Ставиский» («Stavisky»), Франция, 1974
- Рене Дельтген[нем.] — «Троцкий в Койоакане» («Trotzki in Coyoacan»), Германия, 1974
- Анри Верло — «Сталин-Троцкий» («Staline-Trotsky: Le pouvoir et la révolution»), Франция, 1979
- Стюарт Ричман — «Красные», США, 1981
- Макс Керлоу — «Фрида, живая натура» («Frida, Naturaleza Viva»), Мексика, 1983
- Филипп Мэдок — «Зина» («Zina»), Великобритания, 1985
- Ефим Копелян — «В дни Октября», СССР, 1958; «Залп „Авроры“», 1965
- Вячеслав Бутенко — «Красные колокола», СССР, Мексика, Италия, 1982
- Лев Лемке — «Эсперанса», СССР, Мексика, 1988; «Враг народа — Бухарин», СССР, 1990
- Дэниэл Мэсси — «Сталин», США, Венгрия, 1992
- Виктор Сергачёв — «Троцкий», Россия, Австрия, Мексика, США, Швейцария, 1993
- Владимир Осипчук — «Раскол», Россия, 1993
- Сергей Сергеев — «Вперёд, за сокровищами гетмана![укр.]», 1993
- ?? — «Ленин в огненном кольце», 1993
- Игорь Муругов — «Под знаком Скорпиона», Россия, Германия, 1995
- Валерий Кухарешин — «Романовы. Венценосная семья», Россия, 2000
- Эндрю Хьюлес — «Семь дней» («Seven Days»), США, 1998
- Джеффри Раш — «Фрида», Канада, США, Мексика, 2002
- Валерий Шевченко — «Моя Пречистенка / Две любви», Россия, 2003
- Константин Хабенский — «Есенин», Россия, 2005; «Троцкий», Россия, 2017
- Евгений Князев — «Девять жизней Нестора Махно», Россия, 2006; «Страсти по Чапаю», Россия, Украина, 2013
- Виталий Кузьмин — «Столыпин… Невыученные уроки», Россия, 2006
- Семён Мендельсон — «Шагал — Малевич», Россия, 2013
- Евгений Миллер — «Крылья империи», Россия, 2017
- Генри Гудмен — «Избранный» («El elegido»), Испания, 2016
- Андрей Лёвин — трилогия «Бендер», Россия, 2021

#### Документальные фильмы и телепередачи
- «Троцкий против Сталина» («ТВ Центр», 2007)[264][265]
- «Лев Троцкий. „Тайна мировой революции“» («Россия», 2007)[266]
- «Лев Троцкий и его дети» Мой серебряный шар («Россия-1», 2007)[267]
- «Жизнь Льва Троцкого. Враг номер один» («Первый канал», 2017)[268][269]
- «Лев Троцкий. „Секретные материалы“» («Мир», 2013, 2020)[270][271]

### В поэзии двадцатых годов XX века
А на что ж у коммунаров

Есть товарищ Троцкий?

Он без слезной речи

И лихого звона

Обещал коней нам наших

Напоить из Дона.
Имя, образ, деятельность Л. Д. Троцкого нашли своё отражение в поэзии двадцатых годов XX века. После 1929 года эти произведения подвергаются авторской правке, цензурным изъятиям, не переиздаются, книги помещаются в спецхран, уничтожаются.
Сергей Есенин в «маленькой поэме» «Русь бесприютная» (1924) ставит имя Троцкого впереди имён двух других: «В них даже Троцкий, Ленин и Бухарин». В поэме «Песнь о великом походе» (1924) поэт дважды говорит о Троцком.
Имя Троцкого встречается у В. Маяковского в поэмах «150.000.000» (1921), «Владимир Ильич Ленин» (1924) («В броневики и на почтамт — По приказу товарища Троцкого!») и «Хорошо!» (1927) (здесь у поэта Троцкий — «Бронштейн», «Лёвка»). У Валерия Брюсова в стихотворении «Прибой поколений» (1923) Троцкий — в контексте природных символов: «Что ж я в море, где зыбь — Троцкий, тина — Деникин…».
Упоминается Л. Троцкий в поэме Марины Цветаевой «Перекоп» (1929), в главе «Дневальный». У Велимира Хлебникова в поэме «Тиран без Тэ» (1921—1922) и в стихотворении «Пасха в Энзели» (1921) название парохода: «„Троцкий“ пришёл. „Троцкого“ слышен гудок».
О посещении Троцкого в Кремле рассказывается в стихотворении его родственницы Веры Инбер.
В первоначальном неопубликованном варианте «Стихов о поэте и романтике» Эдуарда Багрицкого после строки «И два человека над временем стали…» шло описание Троцкого «Другой, волосатый, — провизор, иль чорт, — Широкий в плечах и с лицом иудея». Романтика, которая «ближе к боям и походам», в стихотворении пошла за вторым, Троцким. Три строфы из «Ночных встреч» Михаила Светлова, в которых фигурирует Троцкий, после 1929 г. постоянно подвергались цензурным изъятиям. В стихотворении Владимира Нарбута «Чека» Троцкий «живой и на портрете».
У Григория Санникова стихотворение «В ту ночь…» посвящается Троцкому, а у Александра Безыменского посвящение «Троцкому. Молодёжи» предваряет его стихотворение «О шапке». В поэме «Комсомолия» он с повтором соединяет вместе имена «Ленин и Троцкий!». Связаны эти имена и у Давида Бурлюка в «Первомае»(1924): «Сподвижники Ленина: Троцкий / Краснармии бодрости лев…». У Г. Лелевича «В Смольном» дан краткий портрет Троцкого наравне с портретами В. Ленина и Ф. Дана.
«…Шарж на Троцкого» упоминается в поэме Ильи Сельвинского «Ублюдок». В стихотворении без названия Александра Тинякова «Троцкий, мерзавец, молчит, лицемерен». Басня Фёдора Сологуба «Конь, лошаки и шалун» (1925), отражая начавшуюся борьбу с Троцким и «троцкизмом», завершается моралью: «Когда даёшь уроки Октября, То будь в отъезд согласен».
В стихотворном фельетоне Дона-Аминадо «Жиронда» (1920) Троцкий для «белой» эмиграции «Не Троцкий Лев, а Троцкий Лева». В его стихотворении «Только не сжата…» (1928) идут строки «Только… Как мокрые веники в бане, Троцкий и Радек гниют в Туркестане». Другое стихотворение «Ряд волшебных изменений» имеет подзаголовок «Троцкий, Троцкого, Троцкому» (1929). «Хорошо звучит чертовски: Троцкий, маршал Брест-Литовский!» — строки из его «Нашей маленькой жизни».
Постоянное внимание к деятельности Л. Троцкого проявлял Демьян Бедный. Но если в 1918 году Троцкий у него «красный вождь», а «Ленин с Троцким — наша двойка, Вот попробуй-ка, покрой-ка!», то в двадцатые годы в стихотворениях «Чья правда „правдистее“?», «Обида», поэме «Бумеранг», эпиграмме «В чём дело?!», баснях «Лесные звери», «Вольному воля», стихотворении «Всему бывает конец» Демьян Бедный на стороне Сталина в борьбе за власть, и Троцкий — противник, на которого направлена его сатира.

### В изобразительном искусстве. 1917—1920-е годы XX века

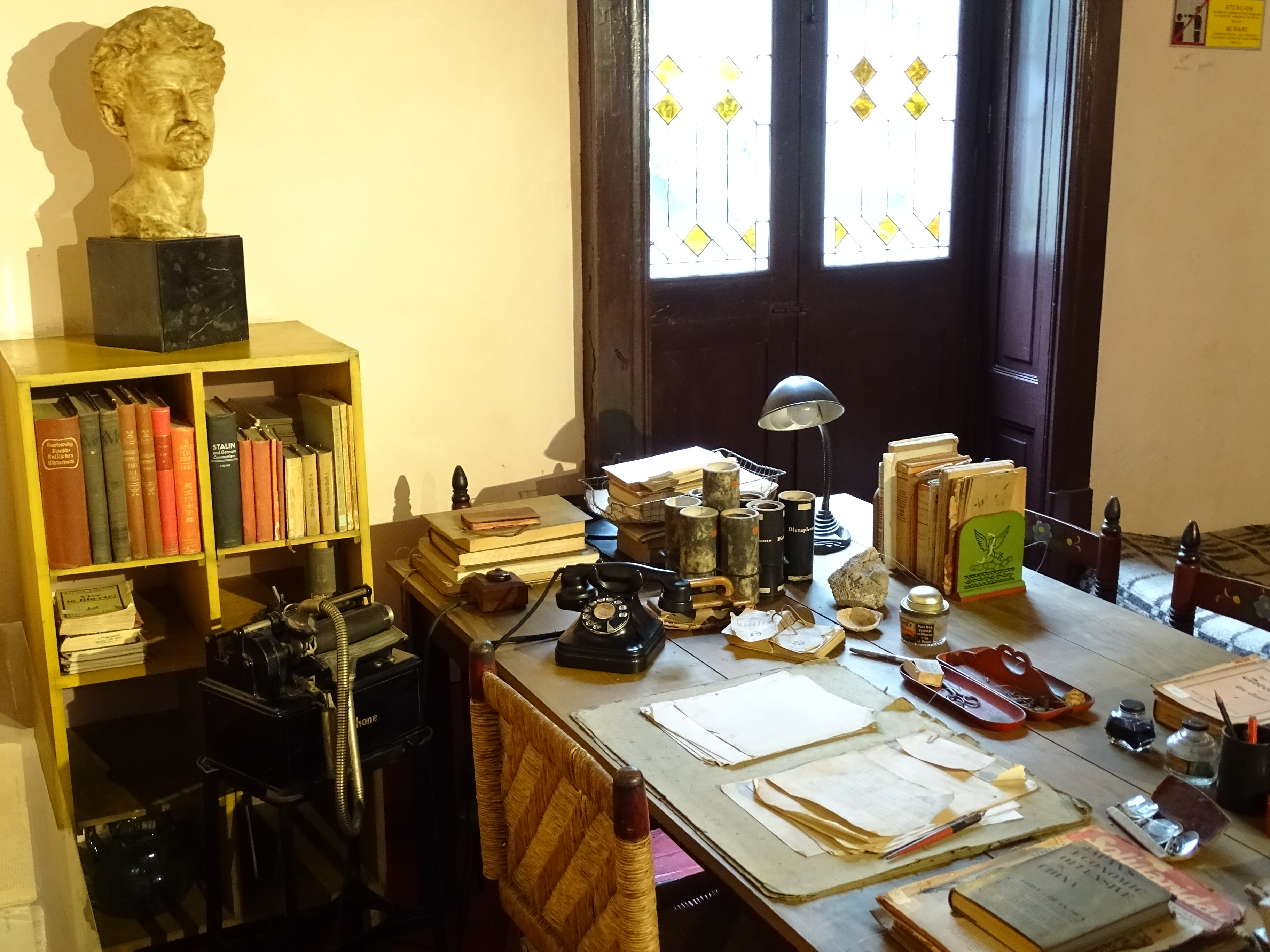
Шеридан, 1920
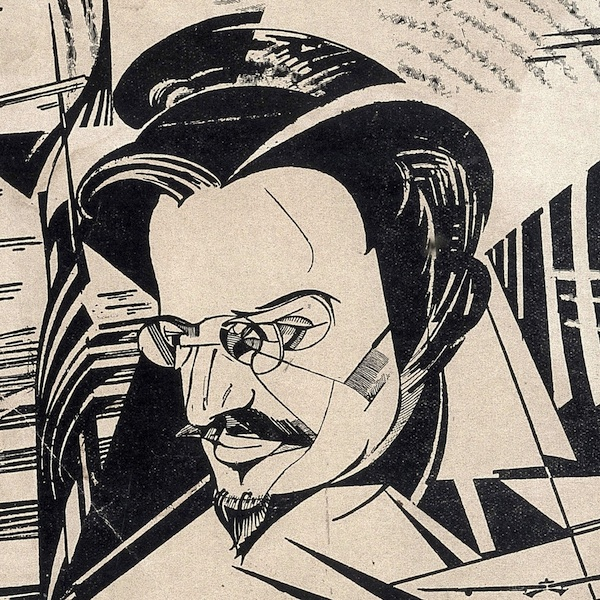
Мизякин, 1922
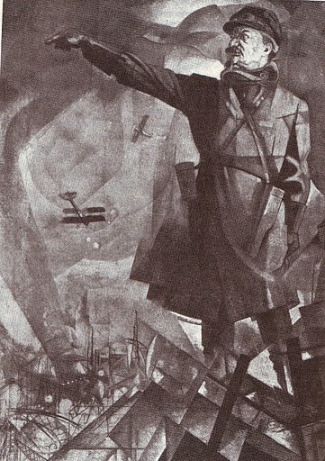
Анненков, 1923
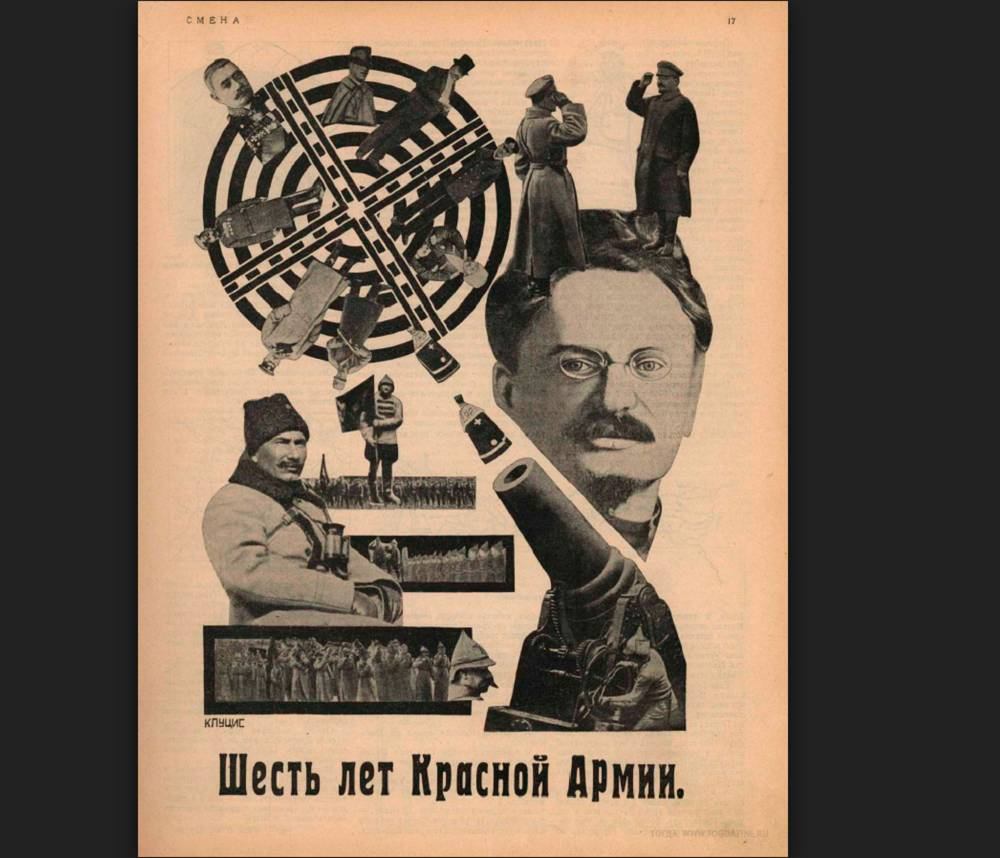
Клуцис, 1923
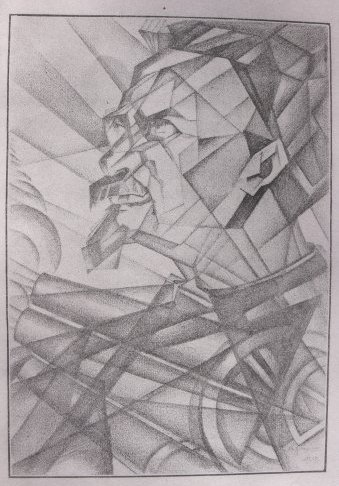
Гамрекели, 1924

В период популярности Льва Троцкого было создано много его портретов и бюстов. Но, в отличие от портретов Ленина и Сталина, изображений Троцкого сохранилось мало (многие были уничтожены или закрашены в борьбе с троцкизмом).
Юрий Анненков в 1923 году по заказу Высшего военного редакционного совета создал огромный монументальный плакатный «Портрет Льва Троцкого», который позже был представлен на XIV Венецианской биеннале. В процессе работы над портретом Анненков сделал три карандашных рисунка с Троцкого, в натуральную величину (по грудь) и набросок с него на фоне «Арлезианки» Пикассо. Набросок портрета Троцкого, но уже в виде автошаржа на знаменитый портрет Троцкого, Анненков оставил в рукописном альманахе Чуковского «Чукоккала». Шарж на Анненкова с его портретом Троцкого сделал Николай Радлов. Виктор Дени изобразил Троцкого в образе Георгия Победоносца на рисунке-шарже.Скульптурный портрет Льва Троцкого по рисункам Юрия Анненкова был вырезан из дерева в 1924 году Игнатьевым.
Юрий Арцыбушев сделал несколько портретных набросков Л. Троцкого в 1918 году. Портреты Троцкого были выполнены художниками Павлом Шиллинговским (1919), Петром Мизякиным (1923), Сергеем Пичугиным (1923), Ираклием Гамрекели (1924), М. Г. Равицким (1917/1924?). Изображения Л. Троцкого на переговорах о заключении Брестского мира выполнил чешский художник Эмиль Орлик. Шведский писатель, художник Альберт Энгстрём сделал портретный рисунок Л. Троцкого в его рабочем кабинете в Москве в 1923 году. Известный в своё время портретист Ф. Малявин в начале 1920-х гг. сделал несколько рисунков и живописный портрет Троцкого.
Изображение Троцкого присутствует в картине И. Бродского «Торжественное открытие II конгресса Коминтерна во дворце Урицкого в Ленинграде» (1920—1924), рядом с Троцким — М. И. Калинин и Н. И. Бухарин. На картине К. Юона «Первое появление В. И. Ленина на заседании Петросовета в Смольном 25 октября 1917 г.» (1927) среди соратников вождя изображен Троцкий, рядом с ним И. Сталин. На картине М. Авилова «В. И. Ленин в Смольном (в гриме)» Октябрь 1917 года" (1923) Троцкий изображен сидящим на лавочке рядом с Лениным, закрывающим лицо повязкой. На картине В. Пчёлина (1929) «В. И. Ленин на заседании ЦК РСДРП(б) в 1917 году (Историческое решение о вооружённом восстании 10 октября 1917 года под председательством В. И. Ленина)» в её самом темном углу едва заметен профиль Троцкого.
На картине К. Редько в центре композиции — В. Ленин, вокруг него на фоне революционного Петрограда 1917 года, изображены видные большевики, участники тех событий. Один из самых близких к фигуре Ленина на картине — Лев Троцкий, к этому времени лишенный всех основных должностей. Сталину отведена далеко не почётная позиция (не выше девятой).
Английская журналистка, скульптор Клэр Шеридан выполнила бюст Л. Троцкого в Москве в 1920 году (в настоящее время в составе экспозиции дома-музея Троцкого). Скульптурное изображение Л. Троцкого в середине двадцатых годов создал Константин Клодт. На изделиях агитационного фарфора у М. Адамовича на «Тарелке к юбилею Красной Армии» (1922) изображён Троцкий, у С. Чехонина на овальной тарелке «Автографы деятелей Великой Российской Октябрьской Революции» (1923) семнадцать факсимильных подписей партийных руководителей, в том числе Л. Троцкого (И. Сталина, Н. Бухарина нет).
Образ Троцкого является зрителю в фотомонтажах Г. Клуциса «Шесть лет Красной Армии» и С. Сенькина (1924), на фотопортрете М. Наппельбаума, на плакатах Степана Мухарского «Л. Д. Троцкий» (1922), А. Соколова "Тов. Троцкий — «почетный милиционер» (1923), Д. Моора «Будь на страже!» (1920), на плакате Н. Поманского «Фронтовые частушки» (1919) красноармейцы «побивают» Деникина «двойкой козырной» — Лениным с Троцким, на других плакатах и карикатурах.

## Избранные труды
- Лев Троцкий. Моя жизнь. Опыт автобиографии, в 2 т. — Берлин: Гранит, 1930. — 325, 337 с.
- Лев Троцкий. Иосиф Сталин. — М.: АСТ, 2022. — 544 с. — 3000 экз. — ISBN 978-5-17-149297-7.